# Fronte jugoslavo
Il Fronte jugoslavo è stato uno dei teatri di guerra della seconda guerra mondiale in Europa; i combattimenti si prolungarono ininterrotti dall'aprile 1941 alla fine del conflitto nel maggio 1945. Nelle fonti jugoslave il conflitto in questo teatro balcanico venne anche denominato "guerra di liberazione popolare" (in serbo Народноослободилачки рат?, Narodnooslobodilački rat, in croato Narodnoslobodilačka borba, in macedone Народноослободителна борба?, Narodnoosloboditelna borba, in sloveno Narodnoosvobodilni boj).
La guerra iniziò a seguito dell'invasione del territorio del Regno di Jugoslavia da parte delle forze dell'Asse. Il paese venne spartito fra Germania, Italia, Ungheria, Bulgaria, e alcuni stati fantoccio. Si trattò di una guerriglia di liberazione combattuta prevalentemente dai partigiani jugoslavi (partizani) repubblicani legati al Partito comunista contro le forze di occupazione dell'Asse, lo Stato Indipendente di Croazia, e il Governo collaborazionista in Serbia. Al contempo si trasformò anche in una guerra civile tra i partigiani comunisti e il movimento realista serbo dei cetnici (četnik): queste due componenti della resistenza jugoslava inizialmente cooperarono nella lotta contro le forze occupanti, ma dal 1942 i cetnici adottarono una politica di collaborazione con le truppe italiane, con la Wehrmacht e gli ustascia.
L'Asse sferrò una serie di offensive per distruggere il movimento partigiano, ma ottenne solo successi parziali nel 1943 nelle due battaglie della Neretva e della Sutjeska. Nonostante le gravi difficoltà e le pesanti perdite, i partigiani guidati da Josip Broz Tito rimasero tuttavia una forza combattente efficiente e aggressiva che, pur priva fino alla fine del 1943 di aiuti esterni, seppe continuare ed estendere la sua azione. Rappresentati politicamente dal "Consiglio antifascista di liberazione popolare della Jugoslavia" (AVNOJ), dominato dai comunisti, alla fine del 1943 ottennero il riconoscimento degli Alleati, ponendo così le basi per la costruzione dello stato jugoslavo post-bellico. Grazie al supporto logistico, addestrativo ed aereo fornito finalmente dagli Alleati occidentali e dall'Unione Sovietica nell'ultimo periodo della guerra, gradualmente i partigiani conquistarono il controllo dell'intero paese, delle zone del confine nordorientale italiano e dell'Austria meridionale.
In termini umani il costo del conflitto fu enorme: sebbene ancora oggetto di discussioni, il numero delle vittime comunemente accettato non è inferiore al milione. Le vittime civili inclusero anche la maggior parte della popolazione ebraica del paese, reclusa nei campi di concentramento o di sterminio gestiti dai regimi collaborazionisti dell'Asse (come ad esempio il campo di Jasenovac). Al contempo il regime croato degli ustaša condusse un sistematico genocidio nei confronti della popolazione serba e di quella rom, i cetnici condussero una pulizia etnica nei confronti della popolazione musulmana e croata, e le autorità di occupazione italiana nei confronti degli sloveni. Brutali e spietate furono le rappresaglie operate dai tedeschi nei confronti delle attività di resistenza, sfociate in alcuni episodi particolarmente sanguinari come i massacri di Kraljevo e Kragujevac, mentre anche l'esercito italiano mise in atto deportazioni, devastazioni e rappresaglie. Infine durante la fase finale del conflitto e nell'immediato dopoguerra le autorità jugoslave e le truppe partigiane si resero responsabili di violente rappresaglie e deportazioni nei confronti della minoranza tedesca (per lo più appartenente al gruppo degli svevi del Danubio), in seguito espulsa dal paese in blocco, marce forzate ed esecuzioni di migliaia di civili e collaborazionisti in fuga (massacro di Bleiburg), e atrocità commesse nei confronti della popolazione italiana in Istria (massacri delle foibe) e della popolazione ungherese in Serbia.

## La Jugoslavia nella seconda guerra mondiale

### La complessa situazione balcanica

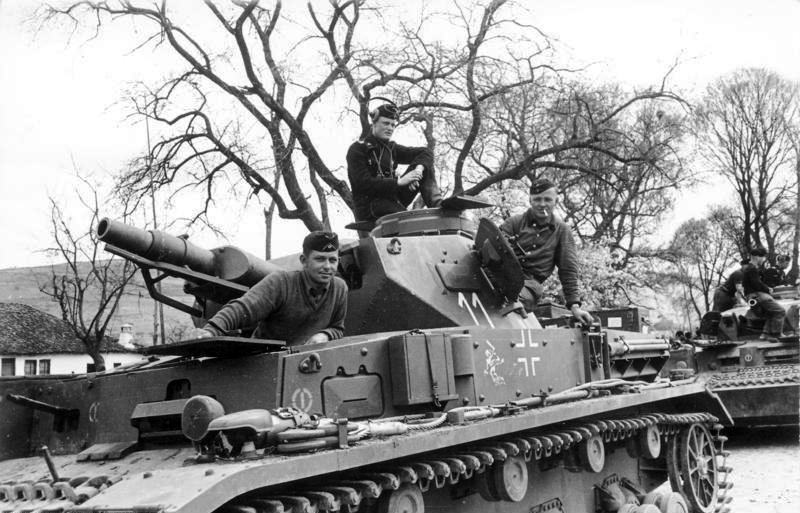
Panzer IV tedeschi durante l'invasione della Jugoslavia

Le vittorie della Germania nazista all'inizio della seconda guerra mondiale e l'estensione dell'influenza tedesca su gran parte dell'Europa continentale misero in grande pericolo la sicurezza e l'indipendenza del Regno di Jugoslavia che aveva fondato il suo sistema di alleanza sulla tradizionale amicizia con la Francia e sul collegamento con gli altri paesi dell'Intesa Balcanica: Romania, Grecia e Turchia. All'inizio del 1941 la Francia era ormai occupata dalla Wehrmacht, la Grecia era impegnata a contrastare l'attacco dell'Italia fascista mentre la Romania si era legata alla Germania e truppe tedesche erano presenti nel suo territorio. Il primo ministro jugoslavo Dragiša Cvetković aveva cercato di evitare un coinvolgimento del paese nella guerra e aveva intrapreso una politica di collaborazione con la minoranza croata, concludendo il 26 agosto 1939 il cosiddetto Sporazum, accordo di compromesso sull'autonomia croata, con il capo del partito dei contadini croato Vladko Maček, ma nonostante questa politica conciliante la situazione della Jugoslavia divenne sempre più difficile a causa dell'aggressività delle potenze dell'Asse e dei movimenti centrifughi disgreganti delle minoranze etnico-religiose.
Dopo il fallito attacco italiano alla Grecia nell'ottobre 1940, Adolf Hitler ritenne inevitabile un intervento della Wehrmacht tedesca nei Balcani per soccorrere l'alleato, estendere il predominio dell'Asse e impedire un ritorno in forze della Gran Bretagna sul continente europeo. Hitler inoltre considerava essenziale consolidare la posizione strategica della Germania nella regione balcanica anche in vista dell'offensiva contro l'Unione Sovietica di cui erano in corso il complesso studio operativo e organizzativo. Il Führer quindi si impegnò una vasta azione politico-diplomatica per costituire una rete di alleanze dei paesi balcanici con la Germania nazista. Dopo l'accordo con la Romania e l'entrate di unità tedesche in questo paese, il 1º marzo 1941 anche la Bulgaria aderì al Patto tripartito e contestualmente fu firmato un patto di non aggressione tra il paese balcanico e la Turchia; il giorno successivo le truppe tedesche destinate all'invasione della Grecia iniziarono ad attraversare il Danubio per schierarsi in territorio bulgaro.
La Jugoslavia restava dunque l'ultimo paese neutrale dell'area balcanica e per questo fu sottoposto ad intense pressioni diplomatiche da parte di Hitler, del Primo ministro britannico Winston Churchill e dello stesso re Giorgio VI, ma il 20 marzo il principe Paolo comunicò al suo governo che anche il suo paese avrebbe aderito al Patto tripartito, adesione che venne formalizzata a Vienna il giorno 25.
L'adesione della Jugoslavia al tripartito sollevò un'ondata di proteste nel paese e, il 27 marzo, un colpo di Stato guidato dal generale Dušan Simović pose sul trono Pietro II di Jugoslavia; sembra che l'ambasciatore britannico Ronald Campbell abbia esercitato forti pressioni, su sollecitazione dello stesso Churchill, sugli ufficiali jugoslavi per favorire il rovesciamento del reggente. Il nuovo Governo stipulò immediatamente un patto di non aggressione con l'Unione Sovietica ma evitò azioni antitedesche e non denunciò subito la firma del Patto Tripartito. Hitler reagì alle inattese notizie provenienti da Belgrado con risolutezza e rapidità: la sera stessa del 27 marzo diramò la cosiddetta "direttiva 25", che delineava i piani dell'immediata invasione della Jugoslavia che sarebbe iniziata contemporaneamente a quella della Grecia, la cosiddetta "operazione Marita"; Hitler affermò che la Jugoslavia "deve essere schiacciata nel più breve tempo possibile".

### L'invasione della Jugoslavia

Invasione della Jugoslavia – 1941

Il 6 aprile 1941 il Regno di Jugoslavia venne invaso su tutti i fronti dalle potenze dell'Asse, in primo luogo dalle forze tedesche con l'aiuto dei loro alleati italiani e ungheresi.
Durante l'invasione Belgrado venne bombardata dalla Luftwaffe e le operazioni durarono poco di più di dieci giorni, concludendosi con la resa incondizionata dell'Esercito reale jugoslavo. Ciò fu dovuto, oltre che alla superiorità tecnica degli invasori, in particolare della Wehrmacht tedesca, che in questa fase della guerra era al massimo livello di efficienza ed addestramento, e all'incompleta mobilitazione delle truppe iugoslave, all'ostilità al governo presente tra ampi strati della popolazione. Le numerose minoranze etniche presenti nel paese, in particolare quella croata, 25% della popolazione, e quella slovena, 8,5%, non si mostrarono disposti a combattere in difesa di uno stato jugoslavo dominato dalla componente serba; di conseguenza l'esercito jugoslavo si disgregò rapidamente e si manifestarono subito istanze politiche indipendentistiche. Fin dal 10 aprile il rappresentante del movimento ustaša a Zagabria, il colonnello Slavko Kvaternik, proclamò con un annuncio radiofonico l'indipendenza della Croazia.
L'invasione ebbe rapidamente successo: le Panzer-Division tedesche avanzarono subito verso Zagabria e Belgrado dopo aver superato solo deboli resistenze nemiche; altri reparti tedeschi invasero la Macedonia e scesero a sud verso la Grecia; le truppe italiane contribuirono alla vittoria dell'Asse marciando verso Lubiana e occupando il litorale adriatico. Il 17 aprile 1941 i rappresentanti dell'esercito jugoslavo firmarono la resa. Il 18 aprile tutti i rappresentanti delle forze d'invasione s'incontrarono a Vienna, ma i colloqui decisivi per la spartizione del territorio jugoslavo si tennero sempre a Vienna il 21 e 22 aprile fra i ministri degli esteri tedesco, Joachim von Ribbentrop, e italiano, Galeazzo Ciano. In questi incontri i dirigenti del Terzo Reich ebbero un'influenza determinante sulle decisioni politico-strategiche definitive che furono prese dalle potenze dell'Asse

## Dopo la catastrofe

### La frantumazione della Jugoslavia e l'occupazione
I termini di resa furono estremamente duri, e l'Asse procedette allo smembramento del paese. Venne in primo luogo stabilita una precisa linea di demarcazione tra la zona di occupazione e influenza tedesca e quella italiana che partiva da Črni Vrh e continuava per Lubiana, Samobor, Bosanski Novi, Sanski Most, nord di Bugojno, sud di Sarajevo, Priboj, Novi Pazar, fino ai laghi di Ocrida e Prespa dove raggiungeva il confine con la Grecia; l'area tedesca, circa 120 000 chilometri quadrati con 10 milioni di abitanti, si estendeva ad est di questa linea.
Le Potenze dell'Asse costituirono sui territori occupati tre Stati fantoccio: 
- Stato Indipendente di Croazia, al quale fu annessa anche la Bosnia ed Erzegovina, governato da Ante Pavelić e che aveva come re Aimone di Savoia-Aosta (che assunse il nome di Tomislavo II);
- Serbia Governo di salvezza nazionale in Serbia, con a capo Milan Nedić, ma governato direttamente da Berlino[24];
- Regno del Montenegro, di cui Vittorio Emanuele III d'Italia assunse la corona.

Il restante territorio del Regno di Jugoslavia fu spartito tra Germania, Italia, Albania italiana, Ungheria, e Bulgaria:
- la Germania annesse la parte settentrionale della Slovenia, e assunse il controllo militare sulla Serbia (1941-1944);
- l'Italia annesse la restante parte della Slovenia, ampie parti della regione costiera della Dalmazia, diverse isole adriatiche e le bocche di Cattaro;
- all'Albania, che era già sotto occupazione italiana, venne assegnato il Kosovo ed altre minori zone confinarie;[24]
- l'Ungheria inviò il suo esercito ad occupare la Voivodina, e in seguito annesse parti della Bačka, Baranja, Međimurje e Oltremura;
- La Bulgaria annesse quasi l'intera Macedonia.[24]

Con la distruzione e l'occupazione della Jugoslavia la Germania nazista aveva raggiunto importanti vantaggi strategici ed economici: le linee di comunicazioni verso il Mediterraneo orientale e soprattutto verso la Romania e i pozzi di petrolio di Ploesti erano saldamente assicurati ed erano diventate disponibili per la macchina bellica del Reich le ricche risorse minerarie di bauxite e rame presenti nel territorio jugoslavo. La Wehrmacht tedesca tuttavia, impegnata totalmente nella pianificazione e organizzazione dell'operazione Barbarossa, l'imminente invasione dell'Unione Sovietica, non era intenzionata a lasciare grandi forze di presidio nei Balcani; entro pochi giorni gran parte delle formazioni di prima linea furono ritirate e sostituite da quattro divisioni di fanteria di seconda linea, la 704., 714., 717. e 718. Division, che vennero schierate in Serbia come truppe d'occupazione.
Le forze d'occupazione principali, secondo i piani dell'alto comando tedesco, avrebbero dovuto essere fornite dagli alleati della Germania: la Bulgaria impiegò tre divisioni e tre brigate, l'Ungheria mantenne sul territorio assegnato tre brigate e due battaglioni speciali, l'Italia infine impegnò inizialmente nel teatro jugoslavo oltre dieci divisioni; in totale, considerando anche le truppe collaborazioniste, nella seconda metà del 1941 oltre 600 000 soldati dell'Asse erano schierati nell'area. Nonostante gli ottimistici piani dei dirigenti italo-tedeschi, le truppe d'occupazione dell'Asse sarebbero aumentate costantemente negli anni in correlazione con la crescente efficacia della resistenza partigiana; alla fine del 1942 la Germania schierava sette divisioni, tra cui tre formazioni tedesco-croate e una divisione di Waffen-SS, gli italiani erano saliti a 18 divisioni, la Bulgaria impegnava cinque divisioni e l'Ungheria tre divisioni incomplete.
Per l'Italia fascista il teatro balcanico rappresentò fin dall'inizio il settore dove furono impegnati il maggior numero di soldati e mezzi dell'esercito. Il quartier generale della 2ª Armata, comandata dal generale Vittorio Ambrosio con sede a Karlovac, era responsabile di tutte le unità schierata tra il vecchio confine orientale e il Montenegro: l'XI corpo d'armata del generale Mario Robotti presidiava la Slovenia, il V corpo d'armata del generale Riccardo Balocco era schierato più a sud, mentre le regioni di Mostar e Tenin, all'interno del nuovo stato di Croazia, erano occupate dal VI corpo d'armata del generale Lorenzo Dalmazzo e dal XVIII corpo d'armata del generale Quirino Armellini. I settori del Montenegro e del Kossovo invece dipendevano dal comando della 9ª Armata del generale Alessandro Pirzio Biroli che aveva dislocato il XIV corpo d'armata con due divisioni a Prizren, mentre il XVII corpo d'armata, con quartier generale a Cettigne, avrebbe dovuto assicurare il controllo del Montenegro con la sola divisione "Messina".

### Lo Stato Indipendente di Croazia

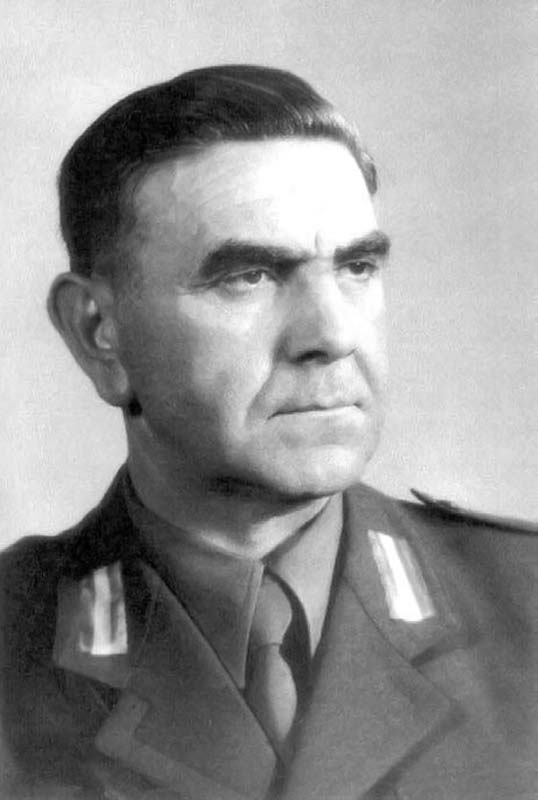
Il capo (poglavnik) dello Stato Indipendente di Croazia Ante Pavelić

Lo Stato indipendente di Croazia era stato suddiviso, secondo una disposizione diretta di Hitler del 23 aprile 1941, in due aree di occupazione tedesca e italiana, separate dalla linea di demarcazione; l'area di occupazione italiana a sua volta venne distinta in II Zona e III Zona, mentre i territori dalmati annessi all'Italia divennero la I Zona; in un primo momento le truppe italiane rimasero anche nelle zone II e III. Dopo un incontro tra Mussolini e Pavelić a Monfalcone il 7 maggio 1941 vennero apparentemente superati i contrasti con i croati riguardo alle aree di occupazione e annessione italiane, mentre il 18 maggio venne pubblicamente annunciato che sarebbe stato ricreato il regno di Croazia sotto il nuovo sovrano Aimone di Spoleto.
La costituzione del nuovo stato indipendente croato provocò contrasti e conflitti di potere tra i due alleati dell'Asse; sorse un'accesa rivalità tra i rappresentanti tedeschi, Edmund Glaise von Horstenau e Sigfried von Karche, e l'ambasciatore italiano Raffaele Casertano, coadiuvato dal 3 agosto 1941 dal responsabile della delegazione del PNF a Zagabria, Eugenio Coselschi. In teoria l'Italia avrebbe dovuto esercitare un predominio politico indiscutibile sullo stato croato, ma nella realtà Pavelić e i dirigenti nazionalisti croati intendevano soprattutto appoggiarsi alla Germania nazista; il 16 maggio venne stipulato un importante accordo economico segreto croato-tedesco e il 6 giugno Pavelić si recò al Berghof per incontrare personalmente Hitler.

Gli elementi costitutivi dello Stato Indipendente di Croazia furono subito il totalitarismo, il predominio del movimento ustaša, lo stretto collegamento con la chiesa cattolica croata, la politica razzista antisemita e persecutoria contro le minoranze etniche ritenute ostili, in primo luogo i serbi. In base agli accordi di Roma del 18 maggio 1941 il nuovo stato avrebbe dovuto essere guidato da un principe di casa Savoia, Aimone duca di Spoleto, con il nome di Tomislav II, ma in realtà il nuovo sovrano non salì mai effettivamente al trono e Pavelić e gli ustaša poterono controllare completamente, con il sostegno del partito nazista della minoranza tedesca e l'appoggio del partito contadino di Macek, la politica del nuovo stato. La Chiesa cattolica croata appoggiò il nuovo regime; lo Stato del Vaticano non riconobbe mai ufficialmente la nuova realtà politica, ma instaurò rapporti diplomatici regolari.. L'arcivescovo di Zagabria, Alojzije Stepinac in alcune occasioni manifestò pubblicamente il suo dissenso dagli eccessi dello stato ustaša, ma nel complesso giustificò l'esistenza del regime in funzione anti-comunista.

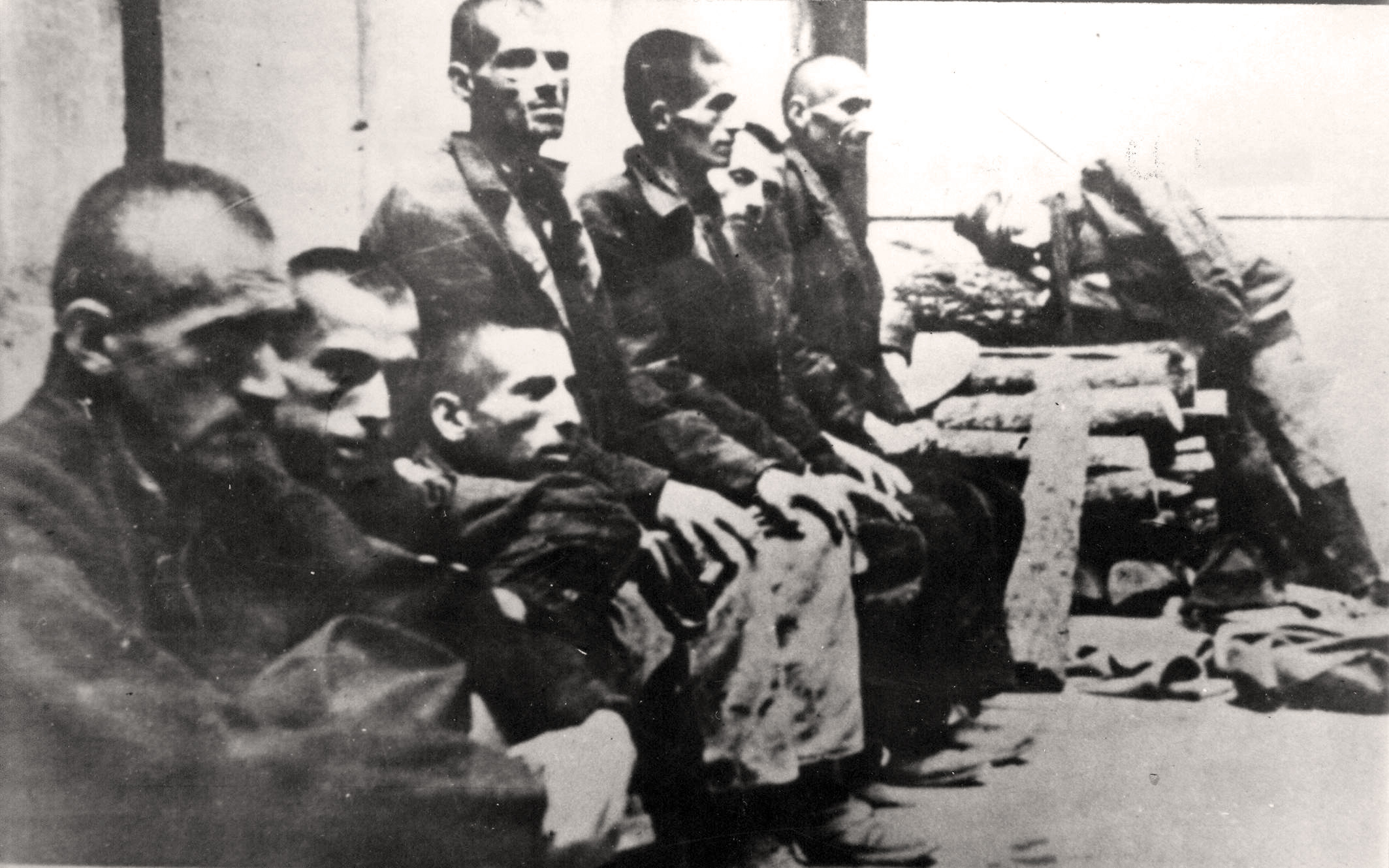
Detenuti serbi nel campo di concentramento di Jasenovac

Il nuovo governo ustaša fu dominato da estremisti come Andrija Artuković e Eugen Kvaternik, mentre l'anziano Slavko Kvaternik assunse il titolo di maresciallo e cercò di organizzare un esercito regolare di leva, il Hrvatsko domobranstvo, che tuttavia si sarebbe dimostrato inefficiente e scarsamente combattivo. In pratica quindi il nuovo stato croato si caratterizzò per l'estremismo politico, il nazionalismo esasperato, il fanatismo degli ustaša e la carica di violenza dispiegata contro i serbi, quasi due milioni su un totale di sei milioni di abitanti, gli ebrei e i rom. Nei confronti della popolazione serba, in maggioranza residente nella Craina, le autorità croate favorirono e appoggiarono concretamente le azioni brutali dei cosiddetti "ustaša selvaggi" (divlje ustaša), milizie teoricamente autonome estremamente fanatizzate; il governo di Pavelić promulgò norme legislative discriminatorie verso serbi, ebrei e rom e inviò sul territorio proprio funzionari per attivare le deportazioni e le esecuzioni di massa. I massacri si verificarono soprattutto nella primavera-estate 1941 ed entro la fine dell'anno la popolazione ebraica abitante nello stato croato venne in buona parte sterminata ancor prima che i tedeschi avessero dato inizio al loro programma di annientamento sistematico; in estate vennero anche organizzati i primi campi di concentramento, tra cui il campo di Jasenovac dove sarebbero morti nel corso della guerra circa 100 000 persone.
L'azione persecutoria si estese rapidamente dalle città alle campagne; i villaggi serbi vennero devastati dagli ustaša che agirono in piccoli gruppi, in alcuni occasioni guidati anche da religiosi cattolici, abbandonandosi a eccidi indiscriminati accompagnati da torture e macabri rituali di violenza. La popolazione serba in parte cercò di sfuggire alla persecuzione con fughe in massa verso la Serbia, il Montenegro e la Dalmazia; circa 300 000 persone abbandonarono lo stato croato, mentre altri 240 000 serbi ortodossi accettarono di convertirsi al cattolicesimo per evitare il massacro. Secondo molti storici, durante la guerra furono uccisi circa 500 000 serbi, 25 000 ebrei e 20 000 rom. I reparti italiani ancora stanziati sul territorio dello stato croato erano privi di istruzioni precise e totalmente impreparate a fronteggiare la situazione; essi quindi, pur turbati a livello di truppa e di comandi dagli eccidi, non intervennero e al contrario tra giugno e luglio 1941 proseguirono, secondo gli accordi italo-croati, a evacuare la maggior parte della II e III zona rientrando nei territori annessi; rimasero presidi italiani solo a Mostar, Tenin e Stolac.

### La disgregazione della Slovenia e costituzione della Provincia di Lubiana
Dopo il crollo della Jugoslavia il territorio abitato dagli sloveni, corrispondente alla Dravska Banovina, venne frammentata in tre zone; la Germania aveva annesso il territorio settentrionale ed aveva pianificato di deportare circa un terzo della popolazione slava. A causa di difficoltà organizzative, delle obiezioni dei croati e dei serbi e di considerazioni politiche ed economiche, alla fine i tedeschi deportarono 80 000 persone, circa il 10% degli sloveni abitanti nell'area annessa; 27 000 furono trasferiti in Croazia, 7 000 in Serbia, 45 000 in Germania. I tedeschi procedettero all'insediamento di circa 14 000 Volksdeutsche provenienti da Kočevje, dalla Bucovina e dalla Bessarabia; ugualmente violento e terroristico era stato il comportamento dell'Ungheria sul territorio a lei assegnato con azioni di repressione e di snazionalizzazione dell'etnia slava.
 Nella parte annessa dall'Italia venne costituita la nuova Provincia di Lubiana sotto il controllo del commissario civile Emilio Grazioli; l'azione politica italiana cercava di salvaguardare l'ordine e la tranquillità nella regione ma ugualmente vennero attivate misure per "assimilare" e "snazionalizzare" la popolazione slovena, si istituirono tutte le organizzazioni e gli apparati fascisti, si organizzò un sistema di controllo, collaborazione e repressione militare con il concorso delle truppe del generale Robotti.

### Il Governatorato della Dalmazia
Il Governatorato della Dalmazia fu costituito da Mussolini il 7 giugno 1941 col territorio di Zara e le nuove province annesse di Spalato e Cattaro. Nonostante la netta minoranza, rispetto agli slavi, della popolazione italiana, circa il 9% degli abitanti totali della nuova struttura amministrativa, gli obiettivi della dirigenza italiana, guidata dal governatore Giuseppe Bastianini, personalità di rilievo del fascismo e amico personale del Duce a cui erano stati assegnati pieni poteri esecutivi e legislativi, furono fin dall'inizio diretti a raggiungere rapidamente l'assimilazione dei nuovi territori nello stato italiano con uniformità amministrativa, linguistica e burocratica tramite l'arrivo di personale amministrativo e l'impiego di cospicui fondi per permettere lo sviluppo economico del nuovo governatorato.

## La Resistenza jugoslava

### Inizio della resistenza
La disgregazione dell'esercito jugoslavo e la resa firmata dalle autorità militari il 17 aprile 1941 non comportò il disarmo generale di tutte le forze armate; grandi gruppi di sbandati si sottrassero alla cattura e conservarono le loro armi; mentre la maggioranza di questi militari fecero semplicemente ritorno alle loro case, piccoli nuclei decisero di iniziare la resistenza contro l'occupante e i collaborazionisti.
Riguardo alle cause della resistenza e all'importanza relativa assunta dalle varie formazioni nella fase iniziale della rivolta la storiografia presenta posizioni ampiamente divergenti; mentre la tradizione dello stato jugoslavo dava importanza decisiva all'azione dei comunisti del PKJ che avrebbero assunto fin dall'inizio un ruolo dominante, altri autori evidenziano come furono invece gli elementi serbi nazionalisti che presero l'iniziativa di costituire gruppi di resistenza e di organizzare i primi territori liberi; in questo senso si sarebbe trattato inizialmente soprattutto di una ribellione spontanea per resistere alla violenza e alla politica di sterminio dello stato croato e delle forze tedesche. La storiografia più vicina alle posizioni nazionali croate invece non condivide questa interpretazione e ritiene che la ribellione serba sia stata precedente alle stragi degli ustaša.
In realtà la resistenza in Jugoslavia ebbe all'inizio caratteristiche ampiamente diversificate nei vari territori e la sua evoluzione non fu omogenea; le forze coinvolte, le motivazioni dei combattenti, i risultati della rivolta e la sua estensione variarono in ogni situazione locale. La rivolta ebbe le caratteristiche di un movimento largamente spontaneo sviluppatosi per "ondate successive" nel tempo e nelle varie regioni. Il Partito comunista jugoslavo, disciplinato e ben organizzato su tutto il territorio, cercò fin dall'inizio di assumere la guida del movimento.

### I cetnici

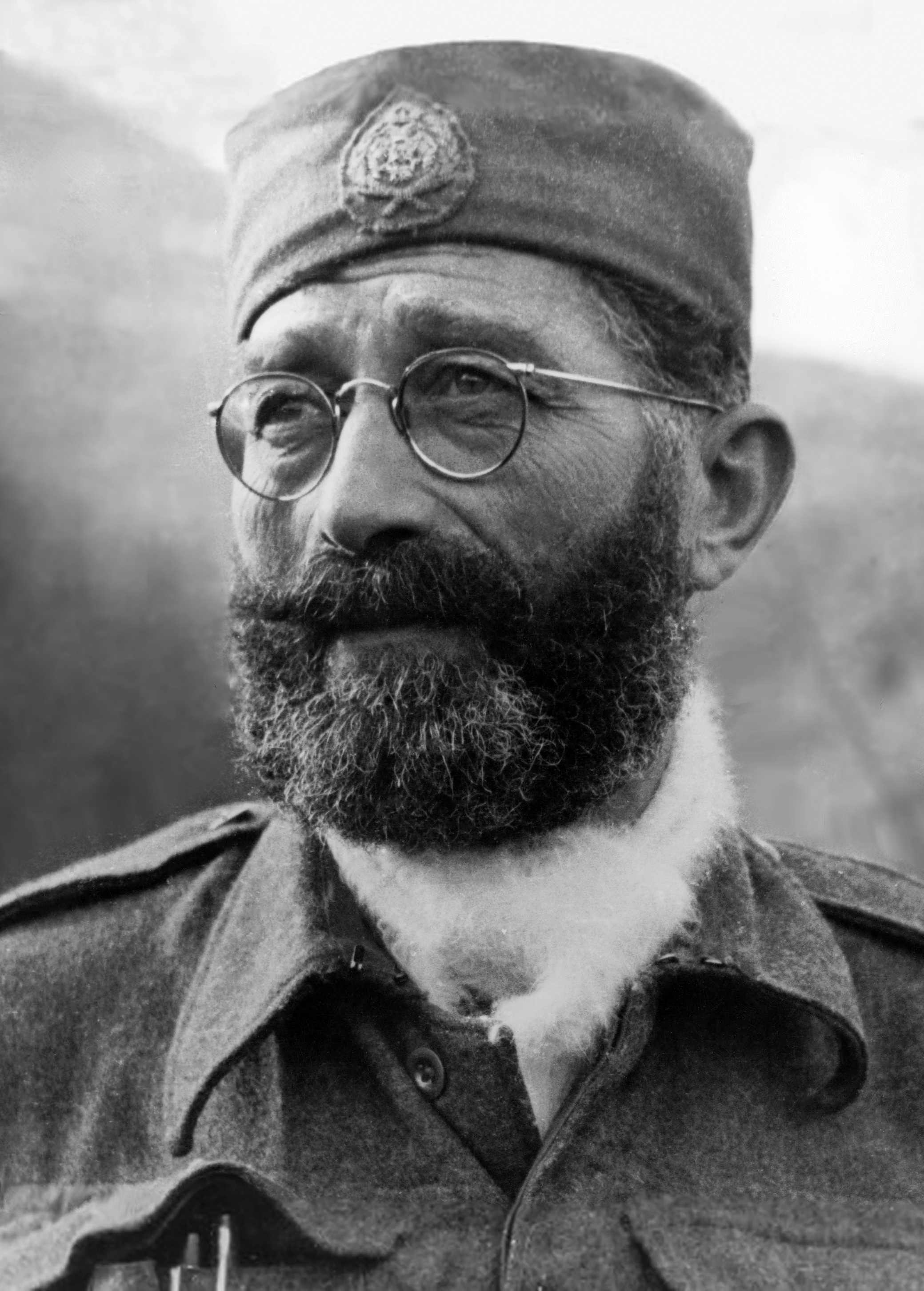
Il colonnello Draža Mihailović, il comandante dei cetnici

Fin dal mese di aprile 1941, il colonnello Draža Mihailović, capo di stato maggiore della II Armata, aveva rifiutato di aderire agli ordini di capitolazione e organizzato un piccolo gruppo di guerriglieri che prima si installarono a Doboj in Bosnia; quindi il 13 maggio 1941 questo gruppo di resistenti si trasferì nei boschi del territorio di Ravna Gora, nella Serbia nord-occidentale. Il nucleo iniziale era formato da ventisei uomini che costituirono il cosiddetto "comando montano n. 1" e iniziarono i reclutamenti. Questi combattenti, principalmente serbi e monarchico-nazionalisti, vennero ben presto identificati come i "cetnici" (četnik), in riferimento alle bande (čete) che avevano praticato la guerriglia durante il dominio ottomano. I cetnici decisero di lasciarsi crescere la barba e di non tagliarla fino al rientro del re nella patria. Il colonnello Mihailović era un soldato di professione capace e preparato; egli era strettamente fedele alla monarchia ma non era privo di programmi di rinnovamento e modernizzazione del vecchio stato jugoslavo. I suoi cetnici erano rigidamente legati al governo di Londra e al re e accesamente anticomunisti; inoltre in grande maggioranza aderivano a una politica pan-serba e promuovevano l'ideologia della "Grande Serbia"; tuttavia il 30 giugno 1941 venne preparato un documento programmatico che prevedeva vaste riforme con una riorganizzazione dello stato su base federale e un potenziamento delle libertà democratiche.
Dopo essere entrato in contatto per la prima volta con i britannici tramite informazioni fatte giungere il 19 giugno 1941 a Istanbul, il movimento cetnico di Mihailović ottenne, nella fase iniziale della resistenza, il pieno riconoscimento del governo di Londra e degli Alleati; missioni militari dell'OSS statunitense e del SOE britannico vennero paracadutate nel territorio controllato dai guerriglieri nazionalisti e il 22 gennaio 1942 il colonnello, promosso prima generale di brigata e poi generale di divisione, venne nominato ministro della guerra e comandante del cosiddetto "Esercito jugoslavo in patria" che divenne la denominazione ufficiale dei cetnici di Mihailović. In precedenza i cetnici avevano assunto il nome di "distaccamenti cetnici dell'esercito jugoslavo" e poi di "distaccamenti militari cetnici".
I cetnici fedeli al colonnello Mihailović all'inizio della guerra contro l'occupante erano numerosi e combattivi; dai dati riportati dalle fonti tedesche e italiane sembra che i guerriglieri nazionalisti fossero attivi soprattutto in Serbia occidentale e Bosnia orientale dove un documento italiano calcolava la presenza di circa 30 000 "ribelli"; altri gruppi più piccoli erano disseminati su tutto il territorio occupato spesso frammisti alle unità partigiane comuniste. I tedeschi si dimostrarono allarmati per l'insurrezione cetnica che iniziata in maggio e giugno con azioni di sabotaggio si accentuò rapidamente entro la fine dell'anno con attività di guerriglia diffuse da parte di piccole unità di circa 1 000 uomini. Mihailović prescrisse ai suoi uomini di evitare azioni e attentati in aree abitate per evitare rappresaglie tedesche contro la popolazione; il colonnello per il momento mirava soprattutto a rafforzare il suo movimento e preparare un esercito bene armato da impegnare al momento dell'atteso sbarco degli Alleati nei Balcani.

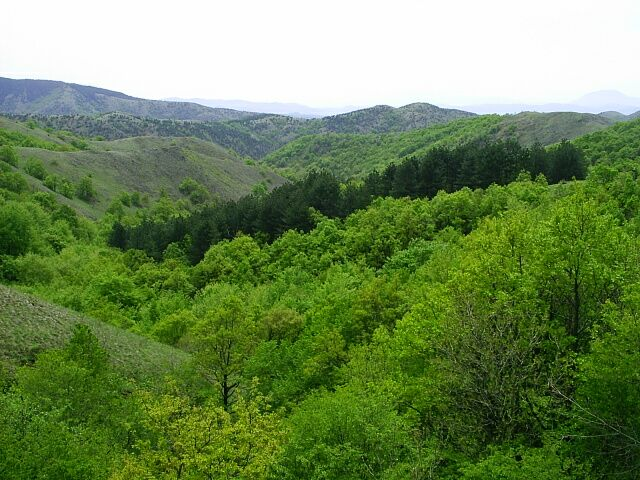
Il territorio di Ravna Gora dove ebbe origine il movimento dei cetnici di Mihailović

Dopo la violenta repressione da parte delle forze dell'Asse dei movimenti di resistenza in Serbia e Montenegro nella seconda metà del 1941, Mihailović fu ancor più determinato a portare avanti una politica di attesa, cercando di evitare di provocare nuove brutali azioni sui civili da parte dell'occupante; i suoi comandanti invitavano la popolazione ad aspettare la liberazione "che arriverà forse tra tre settimane, ma forse anche tra tre anni". Ben presto l'obiettivo immediato dei cetnici divenne la lotta contro i partigiani comunisti e a questo scopo divenne utile anche la collaborazione con le forze armate italiane la cui sconfitta finale era considerata sicura ma il cui aiuto al momento era ritenuto importante per salvaguardare le proprie forze e ottenere aiuti e armamenti.
Completamente estranei al movimento nazionalistico di Mihailović erano invece i cosiddetti "cetnici neri", denominati ufficialmente "guardia dello stato serbo", di Kosta Pećanac, un ufficiale serbo che svolse un ruolo autonomo con i suoi seguaci e ben presto entrò in stretta collaborazione con i tedeschi e con il governo fantoccio serbo di Nedić. I "cetnici neri", calcolati in circa 6 500 combattenti alla fine del 1941, si impegnarono sempre più in una lotta brutale contro i partigiani comunisti; Pećanac, prima della guerra capo dell'organizzazione cetnica, entrò in violento contrasto con Mihailović che, dopo aver cercato all'inizio il suo appoggio, lo denunciò al governo di Londra come traditore.

### I partigiani

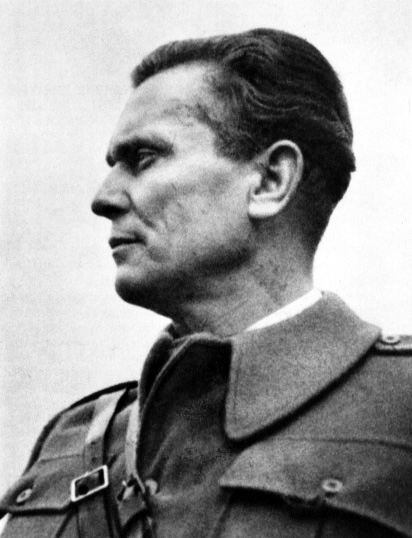
Josip Broz Tito nel 1942

Il Partito Comunista Jugoslavo (KPJ) aveva costituito un comitato militare il 10 aprile 1941 mentre l'invasione dell'Asse era in corso, e il 15 aprile aveva diffuso un proclama alla popolazione sollecitando a combattere gli invasori per salvaguardare la libertà e l'indipendenza; ulteriori decisioni vennero prese dal comitato centrale comunista in una riunione tenutasi a Zagabria nel maggio 1941. Venne soprattutto concordato sulla necessità di ricercare la cooperazione di ogni forza politico-sociale disposta a partecipare a una lotta intesa come guerra di liberazione nazionale. Per il momento peraltro l'attività dei comunisti, che seguivano fedelmente le direttive di Mosca che in questa fase richiedevano di non attaccare i tedeschi, si limitò all'aspetto organizzativo, alla raccolta di armi e munizioni, alla costituzioni di strutture di comando e dei necessari servizi; le azioni militari attive ebbero inizio solo il 22 giugno 1941 dopo l'inizio dell'invasione tedesca dell'Unione Sovietica.

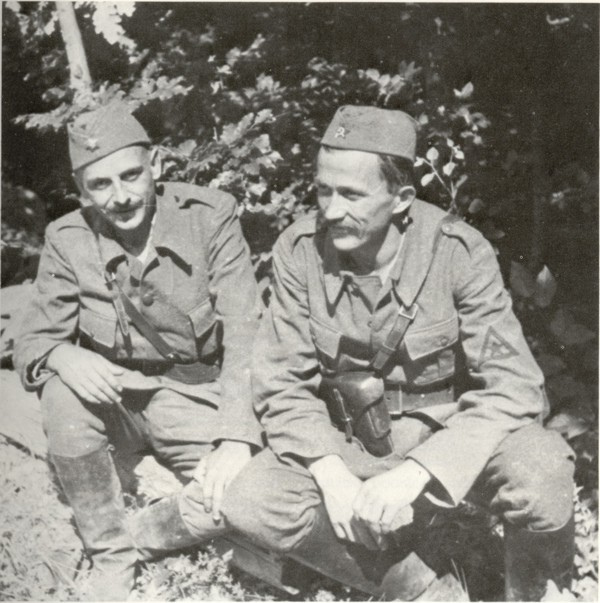
Due capi dell'Esercito Popolare di Liberazione della Jugoslavia: Koča Popović, comandante della 1ª Divisione proletaria, e Danilo Lekić, comandante della 1ª Brigata proletaria

Da quel momento i comunisti jugoslavi agirono rapidamente e con efficacia; il 27 giugno 1941 venne costituito un comando supremo delle formazioni partigiane di liberazione guidato personalmente dal capo del partito, Josip Broz Tito, e il 4 luglio 1941 il Politburo deliberò ufficialmente di dare inizio alla lotta armata; infine il 12 luglio venne diramato un nuovo proclama alla popolazione in cui si affermava la necessità di opporsi alla brutale violenza dell'occupante e dei suoi collaboratori interni e di dare inizio alla guerra generale. Josip Broz Tito dimostrò subito le sue notevoli qualità di dirigente e di capo militare; abile politicamente e astuto, fu in grado di organizzare la guerriglia e di soppiantare progressivamente tutti gli altri capi della resistenza; circondato da luogotenenti disciplinati e fidati, seppe mantenere, grazie al suo carisma personale e alla sua autorevolezza, la guida supremo del movimento resistenziale comunista che indirizzò secondo le sue scelte politico-strategiche.
Nella prima fase della resistenza il comando supremo delle formazioni comuniste si impegnò soprattutto in un'intensa preparazione politica e organizzativa; il partito seppe promuovere una politica efficace che faceva appello all'unità di tutte le etnie jugoslave per la difesa nazionale contro il brutale occupante; inoltre i comunisti affermavano la necessità di un profondo rinnovamento economico e sociale del paese che era così disastrosamente crollato nell'aprile 1941. La parola d'ordine "fratellanza e unità" (bratstvo i jedinstvo) espresse con efficacia la politica comunista di valorizzazione e autonomia delle diverse etnie all'interno di una nazione unita e rinnovata. Queste istanze nazionaliste e rinnovatrici incontrarono un crescente favore tra la popolazione.

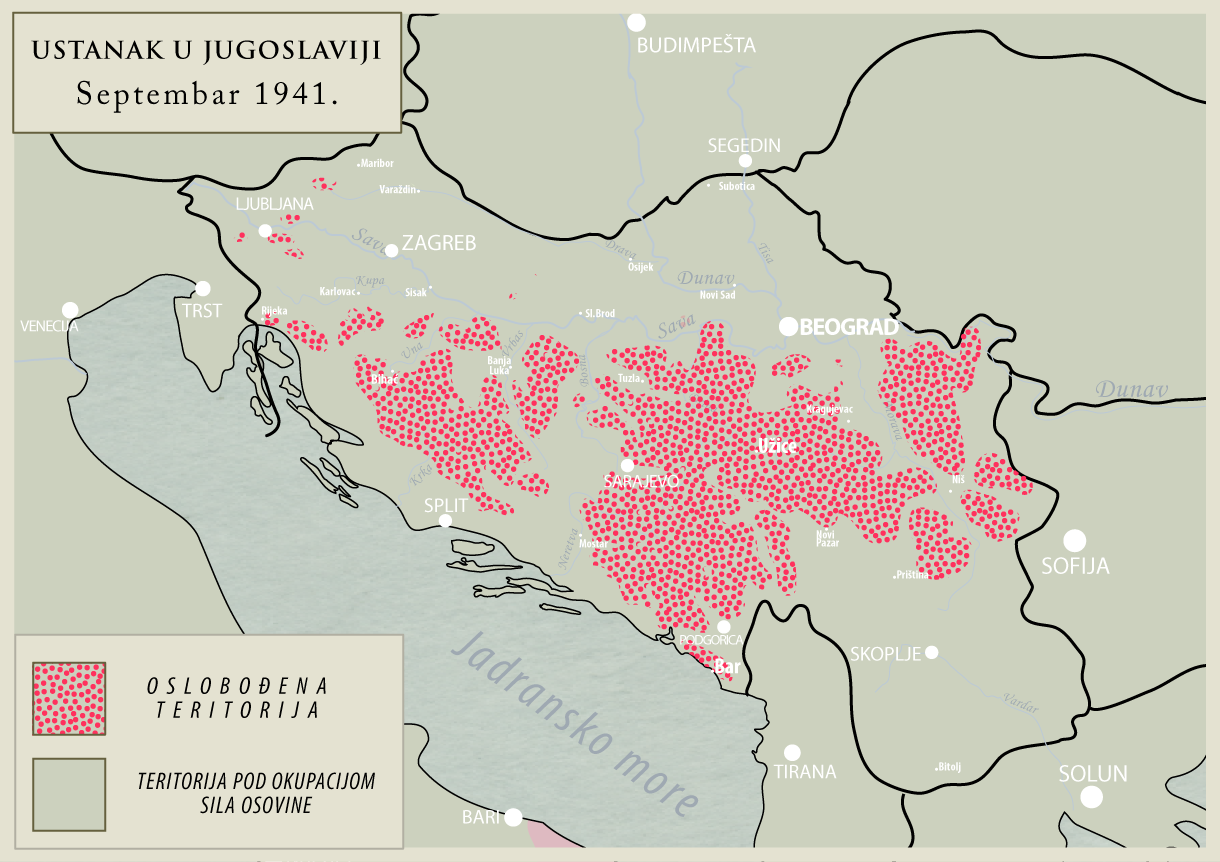
Zone di attività dei Reparti partigiani di liberazione nazionale della Jugoslavia, nel settembre 1941

Le formazioni partigiane, reclutate su base territoriale, vennero inizialmente organizzate in quattro tipi di reparti denominati "gruppi", "compagnie", "battaglioni" e odred che erano distaccamenti formati da un numero di uomini variabile fino a un massimo di 1 500-2 000. Queste unità dipendevano da Comitati militari (Vojni Komiteti) di distretto a loro volta collegati ai Comitati militari presso il comitato centrale del partito; in questa prima fase tutta la struttura militare comunista era diretta dal cosiddetto Quartier generale dei Reparti partigiani di liberazione nazionale della Jugoslavia, Narodnooslobodilački partizanski odredi Jugoslavije, in sigla NOPOJ. Dopo tre mesi dall'inizio dell'attività militare il KPJ organizzò a Stolice nel settembre 1941 una conferenza organizzativa che, sotto la direzione di Tito, elaborò nuove direttive che stabilirono definitivamente le caratteristiche fondamentali del movimento partigiano jugoslavo. In questa consulta venne quindi decisa la costituzione in tutto il territorio occupato di odred guidati da un comandante militare e da un commissario politico e la formazione di un nuovo "Comando supremo del movimento di liberazione della Jugoslavia". Venne inoltre adottato il distintivo della stella rossa a cinque punte da portare sui copricapi e il saluto con il pugno chiuso; si stabilì che il termine "Partigiano" (Partizani) avrebbe identificato tutti i combattenti e le formazioni del movimento di liberazione; infine vennero emanate disposizioni per la lotta contro i collaborazionisti, per lo sviluppo della propaganda e del proselitismo; si sottolineò anche la necessità di ricercare l'unificazione di tutti i movimenti di resistenza.

## La guerra

### L'insurrezione in Serbia e Montenegro

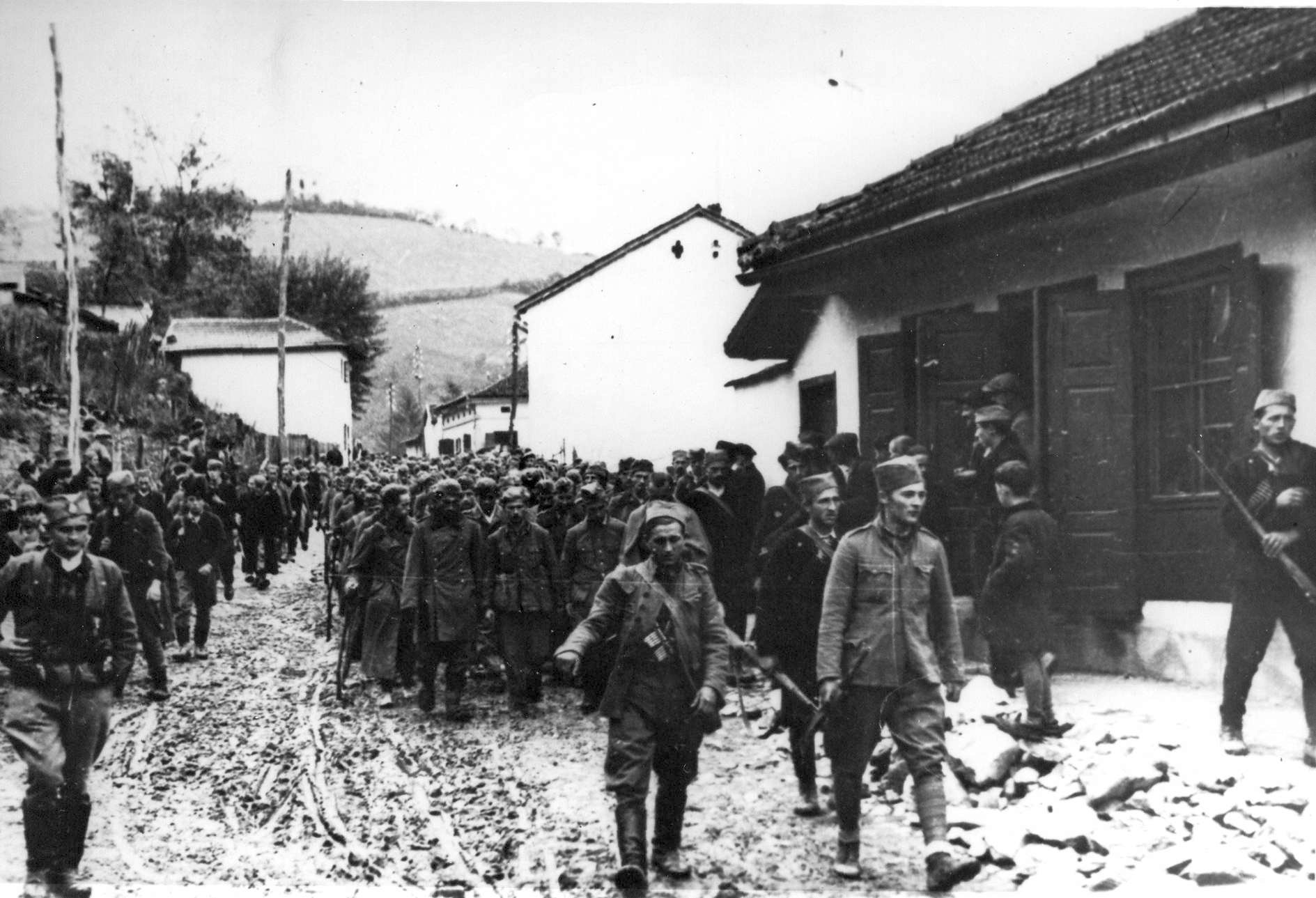
Colonna di prigionieri tedeschi catturati dai partigiani jugoslavi ad Užice

La storiografia tradizionale jugoslava identificava nel 7 luglio 1941, giorno dell'attacco di un gruppo partigiano guidato da Žikica Jovanović Španac a una postazione di gendarmi collaborazionisti a Bela Crkva, il momento di inizio dell'insurrezione partigiana nella Serbia occupata. Nelle settimane seguenti venne costituito un comando supremo dei distaccamenti (odred) partigiani in Serbia che entrarono in azione con attacchi di sorpresa e sabotaggi nelle aree di Valjevo, Kosmaj e Šumadija; nelle maggiori città vennero organizzati attentati contro tedeschi e collaborazionisti; a Svetinje un gruppo partigiano inflisse pesanti perdite in un'imboscata a una colonna motorizzata tedesca. In pochi mesi i partigiani attivi aumentarono da circa 2 000 uomini a 15 000 per la fine del 1941, oltre a 1 500 membri presenti nelle città; furono organizzati i primi territori "liberi", guidati da Narodnooslobodilački odbor, "comitati di liberazione nazionale". In questa fase i cetnici di Mihailović si unirono all'insurrezione; alcuni reparti parteciparono, accanto ai partigiani guidati da Dragojlo Dudić, alla liberazione di Krupanj e all'investimento di Valjevo.
Il capo dei comunisti jugoslavi, Josip Broz Tito, rimase nelle prime settimane dell'insurrezione a Belgrado, nascosto in un appartamento non lontano dalla sede del comando delle truppe tedesche; egli a settembre decise di lasciare la capitale e recarsi sul campo per unirsi alle formazioni partigiane in Serbia. Il 19 settembre 1941 Tito raggiunse i partigiani della Serbia occidentale e diede subito ordine di attaccare la città di Užice che venne liberata il 24 settembre dai reparti guidati da Slobodan Penezić; i tedeschi evacuarono la zona e i partigiani poterono ampliare il territorio sotto il loro controllo. Nell'autunno del 1941 i partigiani costituirono la cosiddetta Repubblica di Užice nel territorio liberato della Serbia occidentale; la dirigenza comunista cercò di creare strutture regolari di vita sociale con scuole, istituzioni civili, una banca di emissione e una fabbrica d'armi attiva nella produzione di equipaggiamenti per i guerriglieri. I cetnici di Mihailović si aggregarono, nonostante la riluttanza del loro capo, ai partigiani impegnati nell'assedio di Valjevo e Kraljevo e inoltre liberarono temporaneamente Loznica, Zajača e Šabac.

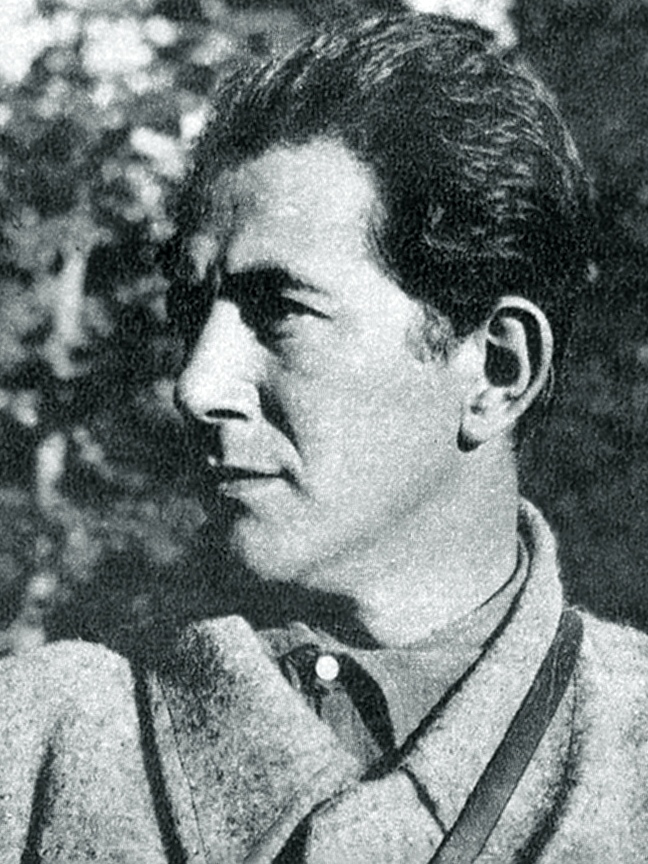
Milovan Đilas, fu il principale dirigente comunista della rivolta iniziale in Montenegro.

In Montenegro l'iniziativa insurrezionale ebbe caratteristiche originali; la rivolta sorse in gran parte spontaneamente per l'insoddisfazione e l'esasperazione della popolazione montenegrina, tradizionalmente organizzata in clan molto coesi, orgogliosi, combattivi e gelosi della loro indipendenza, di fronte all'azione politica italiana che sotto la spinta dell'alto commissario Serafino Mazzolini, aveva assegnato all'Albania alcuni territori e aveva ricreato artificiosamente un regno del Montenegro, costituendo una reggenza sottomessa all'Italia. Le notizie delle violenze musulmane e ustasa contro la popolazione montenegrina costretta all'esodo, accentuarono l'ostilità verso l'occupante. Sembra infine che le confuse notizie provenienti dal fronte russo che, erroneamente, facevano sperare in rapido arrivo dell'Armata Rossa, abbiano influito nella decisione della popolazione montenegrina, tradizionalmente legata alla fraternità slava con la Russia, di iniziare l'insurrezione generale.
Secondo la narrazione di Milovan Đilas l'iniziativa sarebbe stata assunta soprattutto dal comitato provinciale locale del Partito comunista jugoslavo che si riunì per prendere le prime decisioni operative l'8 luglio 1941 a Stijena Piperska; Đilas era giunto sul posto pochi giorni prima proveniente da Belgrado dove aveva ricevuto precise istruzioni direttamente da Tito di iniziare la lotta armata. Alla riunione presero parte, insieme a Đilas e al capo comunista locale Blažo Jovanović, anche altri dirigenti del partito; in teoria si cercò di organizzare una vasta coalizione di forze disposte a lottare contro l'occupante, tra cui alcuni zelenaši ("verdi"), fautori dell'indipendenza montenegrina, e bjelaši ("bianchi"), favorevoli all'unione con la monarchia serba.

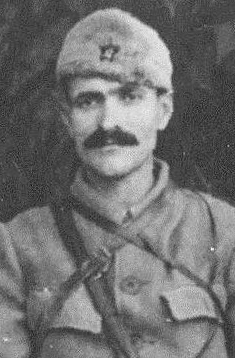
Il capo del partito comunista montenegrino Blažo Jovanović

In realtà nel comitato comunista montenegrino erano presenti posizioni oltranziste e settarie, favorevoli a trasformare subito la lotta all'occupante in processo rivoluzionario. Le autorità italiane nei loro documenti diedero credito al presunto ruolo decisivo dei comunisti, ma in realtà il ruolo più importante nella rivolta fu assunto dai contadini che si unirono in massa alla ribellione e dagli ex ufficiali dell'esercito jugoslavo che aderirono all'insurrezione. I comunisti parteciparono attivamente ma erano numericamente deboli e inoltre assunsero, sembra soprattutto su iniziativa di Đilas, posizioni rivoluzionarie estremistiche che provocarono divisioni e conflitti all'interno del movimento.
L'azione del movimento di resistenza montenegrino ebbe inizio il 13 luglio 1941, il giorno seguente la proclamazione da parte della "Consulta" collaborazionista del regno del Montenegro, e si trasformò nei primi giorni in moto insurrezionale di massa, in gran parte spontaneo, che sorprese i presidi isolati dell'occupante; gli italiani persero rapidamente molte posizioni, la capitale Cettigne venne circondata e la situazione divenne molto critica. Gli insorti liberarono i centri di Virpazar, Petrovac e Rijeka Crnojevića, mentre numerose autocolonne italiane vennero sorprese e distrutte, i guerriglieri catturarono molti prigionieri: i militi delle camicie nere vennero fucilati, mentre i soldati italiani furono in gran parte rilasciati. Nei primi giorni gli insorti presero il controllo di gran parte del territorio; alcuni sanguinosi agguati guidati dai capi comunisti Peko Dapčević e Sava Kovačević, causarono pesanti perdite; la divisione "Messina", schierata di guarnigione in Montenegro, venne quasi distrutta. Mentre l'alto comando italiano cercava di radunare le forze necessarie per ristabilire la situazione e reprimere l'insurrezione, i guerriglieri fino al 20 luglio ottennero nuove vittorie e si impadronirono dei centri di Berane, Andrijevica, Kolašin, Bijelo Polje, Danilovgrad e Žabljak, nonostante le direttive contraddittorie di Đilas e Mitar Bakić che cercavano contemporaneamente di aderire alle indicazioni prudenti di Tito ma anche di non frenare l'insurrezione.

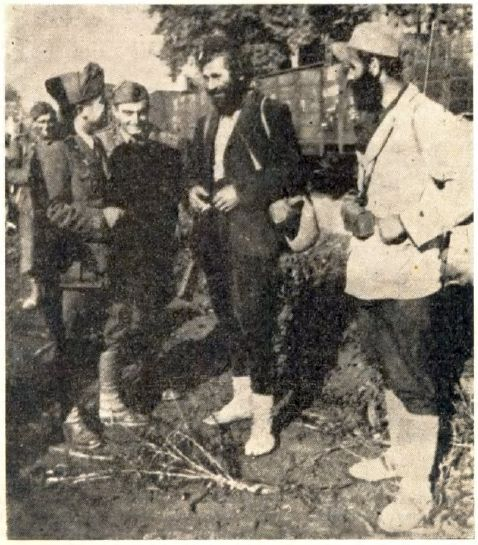
Cetnici insieme a ufficiali italiani

Il generale Alessandro Pirzio Biroli, comandante superiore in Albania, ricevette l'incarico di reprimere l'insurrezione e divenne governatore militare del Montenegro; con l'intervento di quattro nuove divisioni, tra cui gli alpini della "Pusteria", di reparti irregolari albanesi e di bande musulmane, il generale dal 17 luglio iniziò le operazioni di riconquista che vennero portate avanti con la massima decisione utilizzando metodi repressivi spietati. Il territorio venne sistematicamente rastrellato, si procedette a fucilazioni in massa e deportazioni, i villaggi vennero incendiati e distrutti. La guerriglia entrò in crisi nel mese di agosto, i contadini abbandonarono la rivolta, i nazionalisti entrarono in rottura con i comunisti; gradualmente tutte le cittadine liberate dagli insorti furono rioccupate e i guerriglieri, principalmente partigiani comunisti, dovettero ripiegare a nord oltre il fiume Lim.
Nei mesi di ottobre e novembre i partigiani ripresero gli attacchi e colsero alcuni successi nelle imboscate, ma nel complesso la situazione dei guerriglieri divenne più difficile; i combattenti cetnici nazionalisti erano ormai in aspro contrasto con i militanti comunisti e collaboravano con gli italiani. Đilas venne aspramente criticato da Tito che accusò i dirigenti montenegrini di incapacità nella conduzione di una "guerra partigiana di lunga durata", di settarismo e di eccessi di violenza "classista". In novembre il capo comunista richiamò Đilas dal Montenegro dove venne sostituito da Ivan Milutinović che ricevette precise direttive per migliorare l'organizzazione e la disciplina dei distaccamenti partigiani. In realtà anche il nuovo dirigente proseguì un'azione politico-militare estremistica che provocò l'ostilità dei contadini e la crescita del movimento avversario dei cetnici; inoltre il 1-2 dicembre 1941 si concluse con una sconfitta e pesanti perdite un ambizioso attacco diretto dei partigiani di Arso Jovanović contro la città di Pljevlja difesa accanitamente dagli alpini italiani.

### L'insurrezione in Croazia e Bosnia-Erzegovina
Dopo l’invasione nazifascista la maggior parte dei territori abitati da croati e da bosniaci vennero inclusi nello Stato Indipendente di Croazia, una parte del territorio croato venne invece incluso nel Governatorato della Dalmazia, annesso al Regno d’Italia.
Nello Stato Indipendente di Croazia la prima cellula della resistenza antifascista croata nacque il 22 giugno 1941 nei pressi di Sisak, dove si formò un distaccamento partigiano costituito da 77 combattenti.
Nel Governatorato di Dalmazia gli obbiettivi perseguiti dal governatore Giuseppe Bastianini di imporre alla popolazione di lingua croata ad accogliere l'uso della lingua italiana si scontrarono ben presto con l'opposizione di gruppi slavi contrari all'assimilazione con l'Italia e promotori di richieste irredentiste croate. L'opposizione anti-italiana si manifestò inizialmente con azioni di disobbidienza civile, in particolare a Spalato e Sebenico, con sabotaggi, manifestazioni di protesta, scioperi, e successivamente con tentativi di organizzare gruppi partigiani di resistenza armata. Questa prima fase in estate e autunno 1941 in realtà fu caratterizzata da successi limitati e molti fallimenti ma suscitò tuttavia la preoccupazione dell'autorità occupanti che presero subito radicali misure repressive con arresti, rastrellamenti, esecuzioni. Bastianini richiese provvedimenti straordinari e il 3 ottobre 1941 il territorio del governatorato venne dichiarato in stato di guerra; l'11 ottobre seguì la costituzione di un "Tribunale straordinario" che entrò subito in funzione e comminò le prime condanne a morte; il 24 ottobre 1941 il tribunale straordinario venne sostituito su decisione di Mussolini da un "Tribunale speciale" per la Dalmazia incaricato di applicare le leggi militari di guerra. In realtà l'attività di resistenza partigiana dei comunisti in Dalmazia divenne più efficace a partire dall'arrivo a Spalato dell'abile dirigente croato Rade Končar "Beko" che riorganizzò il movimento e diede inizio a una serie di cruenti attentati contro reparti italiani e dirigenti fascisti o collaborazionisti ottenendo alcuni importanti successi propagandistici. In aprile 1942 venne costituita una "zona operativa" che, sotto il comando di Vicko Krstulović, organizzò un numero crescente di distaccamenti partigiani sul terreno da cui originarono le combattive brigate dalmate dell'esercito popolare. L'autorità occupante moltiplicò tuttavia le misure radicali; Cattaro venne presidiata da un'intera divisione italiana; le operazioni repressive decimarono le file dei resistenti e lo stesso Rade Končar venne catturato, condannato a morte e fucilato il 26 maggio 1942.

### La resistenza in Slovenia

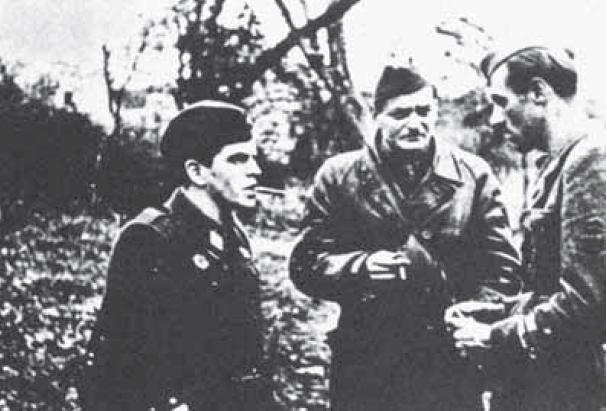
Due capi della resistenza partigiana slovena: a sinistra Franc Rozman, al centro Boris Kidrič

La resistenza slovena si organizzò in modo originale con il concorso decisivo dei comunisti ma con la partecipazione anche di altre forze politiche; venne costituita una struttura unitaria impegnata a sviluppare una lotta di indipendenza nazionale contro l'occupante, lo Osvobodilna Fronta (OF), che diede inizio alla guerriglia ufficialmente con gli attacchi del 22 luglio 1941. La lotta partigiana si estese progressivamente a tutta la provincia di Lubiana e ai territori annessi dalla Germania e dall'Ungheria dove l'attività militare fu particolarmente violenta; nei maggiori centri industriali erano presenti forti componenti operaie comuniste che cooperarono con i partigiani e organizzarono sabotaggi. Facevano parte dello Osvobodilna Fronta anche alcune personalità non comuniste di grande rilievo come Josip Vidmar, Josip Rus e lo scrittore e poeta Edvard Kocbek, ma dal punto di vista politico-militare i militanti comunisti Franc Leskošek "Luka", Ivan Maček "Matija" e Boris Kidrič furono i principali dirigenti della resistenza slovena. Nella stessa città di Lubiana, fortemente presidiata dall'esercito italiano, era attivo il nucleo principale del VOS (Varnostno-obveščevalna služba - Servizio sicurezza e informazioni), la prima struttura di sicurezza del partito comunista col compito di spionaggio e di eliminazione fisica di collaborazionisti, traditori, spie, autorità italiane e in generale anticomunisti sloveni. Guidato dalla moglie di Kidrič, Zdenka, mise a segno molti attentati terroristici, chiamate "giustificazioni" (esecuzioni). Caddero sotto i colpi delle squadre di guerriglia urbana comuniste anche l'ex governatore Marko Natlačen, ucciso a Lubiana il 13 ottobre 1941, e il capo del gruppo fascista "Guardia nella Tempesta" Lambert Ehrlich, ucciso il 27 maggio 1942.

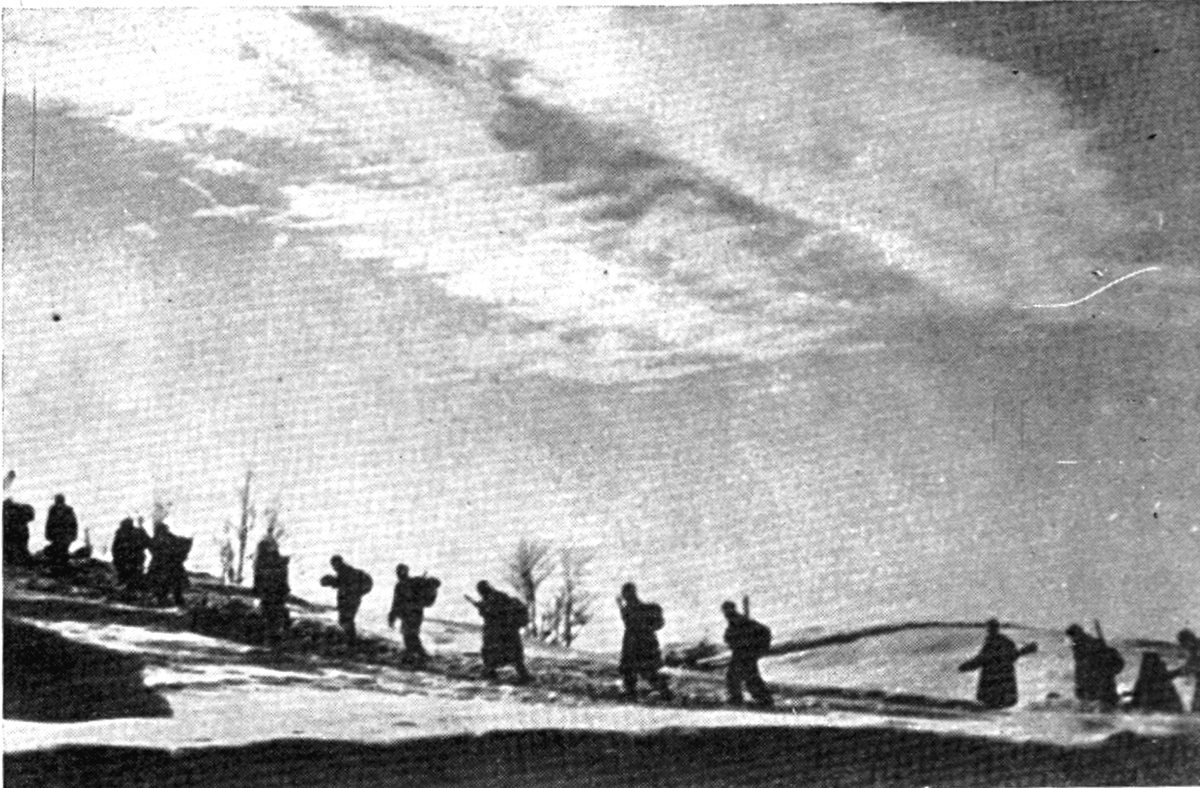
1942: partigiani sloveni in marcia

Il commissario civile Grazioli in un primo momento non sembrò valutare correttamente la pericolosità del movimento partigiano sloveno, che si limitò a considerare un modesto problema di "ordine pubblico" fino all'11 settembre 1941 quando emise il primo bando contro la resistenza in cui venivano minacciati provvedimenti di repressione brutali. Da quel momento ebbe inizio la fase più violenta della repressione italiana, nonostante contrasti di competenze tra i militari e il commissario civile fino all'intervento di Mussolini del 19 gennaio 1942 che assegnò i compiti principali della repressione all'esercito. Nell'agosto 1942 anche Grazioli dovette convenire che la resistenza slovena richiedeva provvedimenti repressivi estremi; in un documento per il ministero degli Interni scrisse della necessità di una "politica durissima" e proponeva tre possibili soluzioni: "distruzione" della popolazione slovena, "trasferimento", "eliminazione" degli elementi contrari all'Italia. Il 31 luglio 1942, in un incontro a Gorizia con le autorità, il Duce prospettò la necessità di deportazioni massicce.
(Esternazione di Benito Mussolini durante la sua visita a Gorizia il 31 luglio 1942)
Tra la fine del 1941 e l'inizio del 1942 l'attività dei partigiani sloveni divenne ancor più aggressiva. Piccoli gruppi superarono il confine di Rapallo e iniziarono la guerriglia anche nelle province di Gorizia, Trieste, Fiume e Pola, dove erano presenti minoranze slave, e giunsero fino alla provincia di Udine; soprattutto nell'area del goriziano, nella valle del Vipacco, nella zona di Tolmino nel 1942 crebbe attività dei partigiani guidati da Janko Preml "Vujko". Nella seconda metà del 1942 vennero costituiti i primi reparti organici e il distaccamento dell'Isonzo, soški odred; contemporaneamente nella provincia di Lubiana, nonostante l'azione repressiva sempre più intensa, la resistenza slovena controllava due terzi del territorio. Le autorità italiane schierarono il XXIII corpo d'armata con sede a Trieste e dovettero convenire che ormai nella provincia di Lubiana era in corso una guerra; il 6 luglio 1943 l'intero territorio venne dichiarato ufficialmente "zona di operazioni" con estensione dello "stato di guerra".

### La resistenza in Macedonia

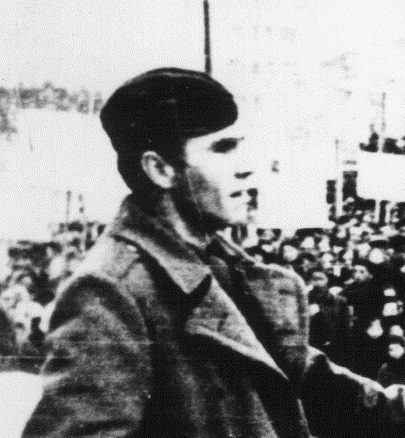
Il capo del partito comunista macedone Lazar Koliševski

La situazione politico-sociale in Macedonia era del tutto particolare rispetto alle altre regioni jugoslave; in questo territorio il governo centrale di Belgrado aveva governato rigidamente, reprimendo le istanze di autonomia della popolazione macedone. Di conseguenza l'invasione dell'esercito bulgaro fu accolta con soddisfazione da buona parte della popolazione e non provocò immediati moti di resistenza; al contrario i macedoni sembrarono essere favorevoli all'incorporazione nella Bulgaria e lo stesso partito comunista per la Macedonia e la Metohija, guidato da Šarlo Šaratov, non ritenne opportuno iniziare la rivolta e preferì inizialmente distanziarsi dal partito comunista jugoslavo e collegarsi con il partito comunista bulgaro. Tito si oppose alle posizioni politiche di Šaratov; egli riteneva invece che la Macedonia fosse un territorio importante per il successo della resistenza per la debolezza del movimento cetnico e per la sua collocazione geografica che sembrava aprire favorevoli prospettive alla costituzione di un grande movimento partigiano collegato con la resistenza greca, albanese e bulgara.
Tito decise quindi di assumere il controllo del partito comunista macedone inviando sul posto Lazar Koliševski con l'incarico di cambiare le decisioni politico-operative della dirigenza locale e sostituire Šaratov; si aprì un grave conflitto tra i due partiti, Šaratov rifiutò di cedere il passo a Koliševski che entrò in contatto con il partito comunista bulgaro per cercare un appoggio alle sue posizioni, mentre Tito intervenne direttamente presso il Comintern di Mosca. Alla fine Koliševski riuscì a prendere il controllo del partito macedone e Šaratov venne destituito; il Comintern diede il suo sostegno alle posizioni di Tito. Dopo questa fase conflittuale l'attività di resistenza partigiana in Macedonia finalmente si sviluppò operativamente; vennero costituiti i primi odred ("distaccamenti") di guerriglieri, si accumularono armi e materiali, venne costituito un comando partigiano di liberazione per la Macedonia; l'11 ottobre 1941 il primo grande attacco partigiano colpì alcuni punti strategici della città di Prilep.
In realtà anche nei primi mesi del 1942, la situazione in Macedonia rimase critica per il movimento partigiano, indebolito dalla persistenza di conflitti tra elementi filo-bulgari e autonomistici ostili al centralismo del partito comunista jugoslavo; Tito dovette nuovamente intervenire per soffocare questi conflitti e rafforzare la coesione dopo aver completamente rinnovato la dirigenza locale. La crescita della guerriglia in Macedonia venne anche favorita dalle prime misure violentemente repressive dell'occupante bulgaro contro i distaccamenti partigiani e contro ogni opposizione; alla fine del mese di novembre 1942 sul territorio macedone erano in azione otto odred guerriglieri.

### La repressione e l'Olocausto in Serbia
La Wehrmacht tedesca diede prova della sua determinazione a soffocare con metodi draconiani ogni velleità di opposizione e resistenza nel territorio smembrato della Jugoslavia fin dal 30 aprile 1941, quando in rappresaglia per l'uccisione da parte di cecchini di un militare delle Waffen-SS a Pančevo, vennero catturati cento civili abitanti nella città che furono immediatamente processati da una corte marziale; trensei persone vennero condannate a morte ed eliminate parte con la fucilazione e parte impiccati. Dopo questo primo esempio di brutalità, l'esercito tedesco reagì con grande violenza al movimento insurrezionale iniziato il 4 luglio 1941; nei soli mesi di luglio e agosto furono fucilate o impiccate mille persone.

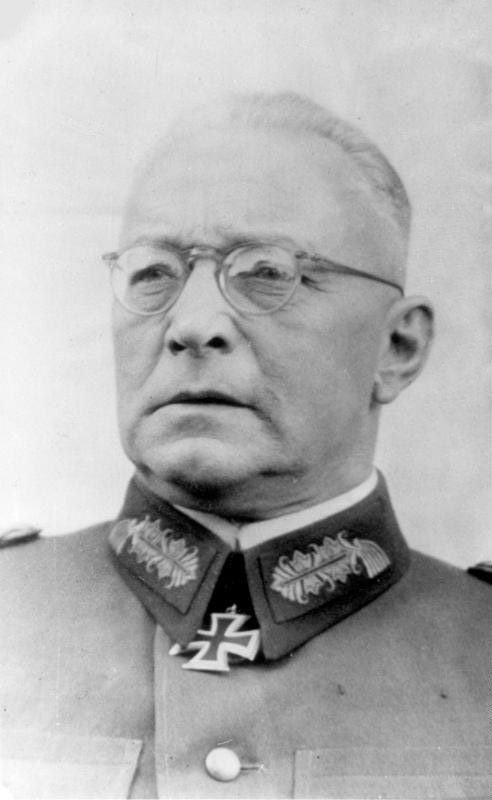
Il comandante superiore tedesco in Serbia, generale Franz Böhme.

Adolf Hitler diede disposizioni inesorabili per contrastare e reprimere con la massima durezza l'inatteso e crescente movimento insurrezionale sorto soprattutto in Serbia; egli prescrisse ai comandi subordinati sul posto di "ristabilire con i mezzi più severi l'ordine....in tutta l'area". Il 16 settembre 1941 venne diramata la fondamentale direttiva del comando supremo della Wehrmacht che stabiliva dettagliatamente il sistema della rappresaglia in caso di atti di violenza contro le truppe tedesche: era previsto che per ogni militare tedesco ucciso fossero passati per le armi cento ostaggi e per ogni ferito cinquanta. Per applicare queste durissime disposizioni il "plenipotenziario generale in capo della Serbia", generale Franz Böhme, assegnato a quell'incarico nel settembre 1941, ordinò il 10 ottobre 1941 di procedere alla cattura in tutto il territorio occupato di "comunisti ed ebrei" per disporre immediatamente di un numero sufficiente di ostaggi da eliminare nelle rappresaglie.
Inoltre il generale Böhme e il capo di stato maggiore amministrativo, SS-Gruppenführer Harald Turner, misero in atto con rapidità anche il programma per la "risoluzione" nel loro territorio del "problema ebraico". Già nei mesi successivi all'occupazione si era proceduto all'identificazione degli ebrei e al processo di arianizzazione obbligatoria, decretata il 22 luglio 1941; alla fine dell'estate si procedette al rastrellamento sistematico e vennero aperti due campi a Belgrado e Sebac.
A partire dalla direttiva del generale Böhme del 10 ottobre 1941 l'apparato repressivo tedesco in Serbia diede inizio allo sterminio; entro due settimane oltre 9 000 persone, tra ebrei, zingari e altri civili furono eliminate; tra settembre 1941 e febbraio 1942 l'esercito tedesco uccise per rappresaglia solo in Serbia 20 149 civili. Il generale Böhme era deciso ad accelerare le operazioni di annientamento dei circa 10 000 ebrei, principalmente donne, vecchi e bambini, ancora in vita; egli procedette alla deportazione della maggior parte di queste persone nel campo di concentramento di Sajmište, fuori Belgrado, dove giunse ben presto da Berlino, su richiesta delle autorità tedesche in Serbia, un gaswagen, un autocarro equipaggiato con dispositivi per uccidere attraverso l'immissione dei gas di scarico all'interno del veicolo. Entro maggio 1942 tutti gli ebrei raccolti nel campo di Sajmište erano stati uccisi con l'impiego dell'autocarro a gas; ad agosto 1942 Harald Turner poté comunicare con soddisfazione che la "questione ebraica" in Serbia era stata totalmente "risolta".

### Fallimento della collaborazione tra partigiani e cetnici
Le prime notizie che erano giunte ai britannici sulla situazione in Jugoslavia erano confuse: nel settembre 1941 erano arrivate al comando del Medio Oriente al Cairo informazioni sull'insurrezione in Montenegro, mentre un "certo Mihailović" aveva trasmesso messaggi "non in codice" dalla Serbia. Winston Churchill aveva deciso ad agosto di supportare ogni movimento di resistenza contro l'Asse e quindi il 20 settembre 1941 giunse sulle coste montenegrina la prima missione britannica formata dal capitano Duane Tyrrel Hudson e dagli ufficiali jugoslavi Zacharije Ostojić e Mirko Lalatović. Questi uomini entrarono in contatto inizialmente con i partigiani comunisti di cui ignoravano la presenza e Hudson comunicò al Cairo dell'esistenza di un gruppo guidato da un "professore" (Đilas) e dall'ufficiale Arso Jovanović.

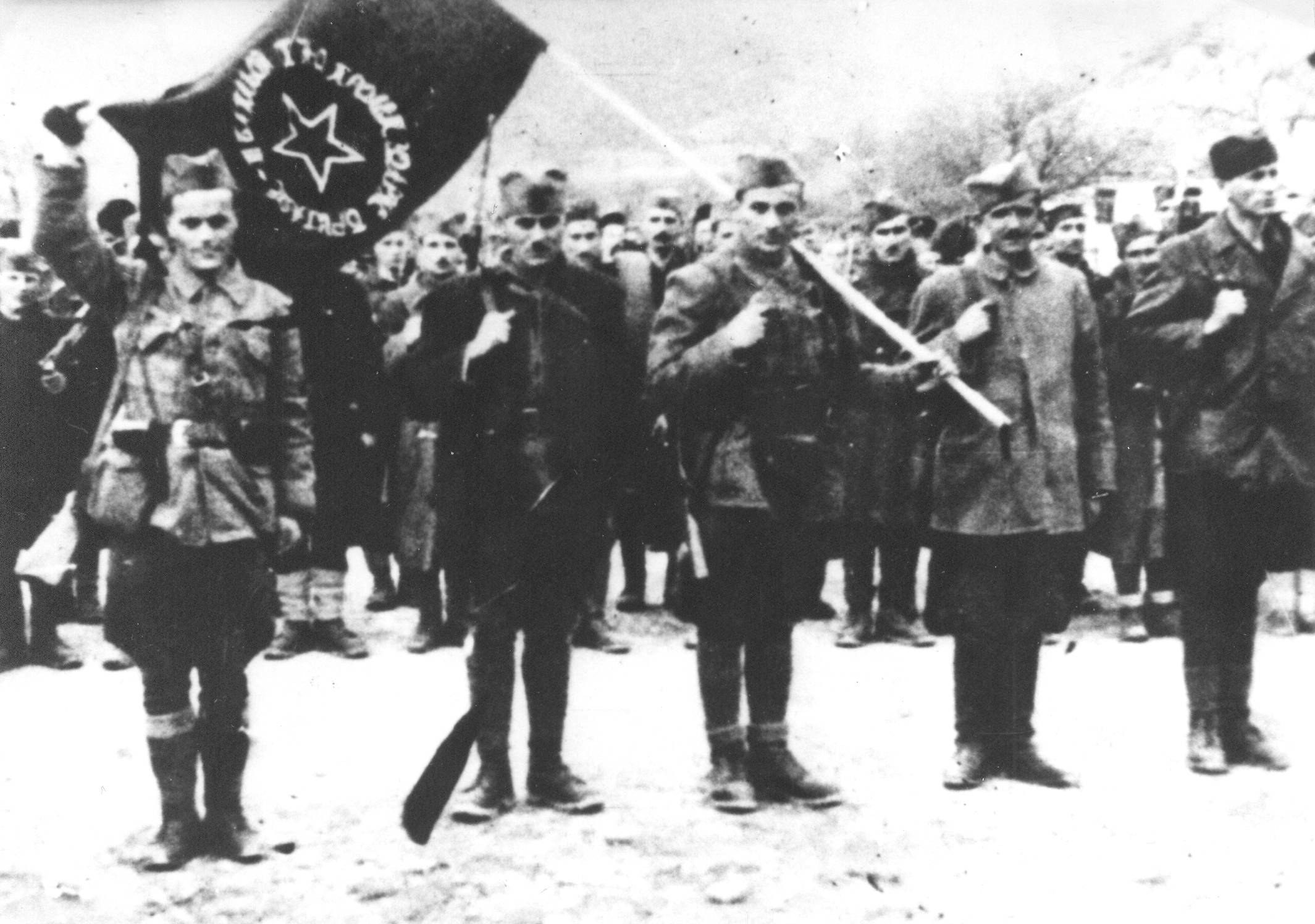
Partigiani della 1ª Brigata proletaria d'assalto (Prva proleterska brigada) a Foča nel 1942

Il capitano Hudson si rese conto che i partigiani comunisti erano efficaci nella loro azione contro l'occupante ma egli aveva precise direttive di collegarsi solo con il gruppo cetnico di Mihailović; gli ordini da Londra prevedevano di sottomettere tutte le forze della resistenza all'autorità del capo nazionalista ed evitare per il momento azioni aggressive contro il nemico. Hudson e i due ufficiali jugoslavi si trasferirono quindi in Serbia; Hudson ebbe anche un incontro con Tito prima di giungere al quartier generale di Mihailović; l'ufficiale britannico rimase impressionato dalla determinazione del capo comunista e comunicò a Londra apprezzamenti positivi sui partigiani; egli entrò presto in contrasto con il capo dei cetnici. In questa fase Tito subiva pressioni a favore di un accordo e collaborazione con Mihailović anche da Mosca. Stalin non conosceva personalmente il capo dei comunisti jugoslavi che, secondo alcune voci diffuse nel Comintern, era ritenuto non del tutto affidabile; il dittatore sovietico manteneva riserve sull'operato di Tito, intratteneva rapporti diretti con il governo monarchico jugoslavo e faceva pressioni per un accordo tra le componenti della resistenza. Il capo jugoslavo era molto irritato per le incomprensioni e riferì ripetutamente a Mosca che in realtà i cetnici collaboravano con l'Asse; tuttavia egli fece due tentativi per trovare un accordo con Mihailović.
Il primo incontro tra i due avvenne il 19 settembre 1941 a Struganik su iniziativa di Tito; Draža era interessato a conoscere il misterioso capo comunista mentre Tito sembrava sinceramente impegnato a trovare un accordo di collaborazione contro i tedeschi; il primo colloquio si concluse senza risultati concreti ma le due parti sembrarono concordare sull'esigenza di rimanere uniti contro gli invasori. Dopo il primo incontro l'insurrezione in Serbia sembrò destinata al successo e i partigiani ottennero numerose vittorie e aumentarono la loro popolarità; Tito fece un secondo tentativo di cooperazione con Mihailović e preparò e rese nota il 20 ottobre 1941 una proposta di accordo in dodici punti. Il capo dei cetnici ritenne impossibile accettare l'accordo proposto da Tito e in particolare respinse fermamente le clausole riguardanti la costituzione di comitati locali popolari e l'unificazione paritaria dei comandanti partigiani e cetnici; un secondo incontro tra Draža e Tito, avvenuto a Braići, vicino a Ravna Gora, il 26 ottobre 1941, confermò gli insuperabili contrasti tra le due parti e terminò solo con modesti accordi su problemi organizzativi e la fornitura di armi e materiali.

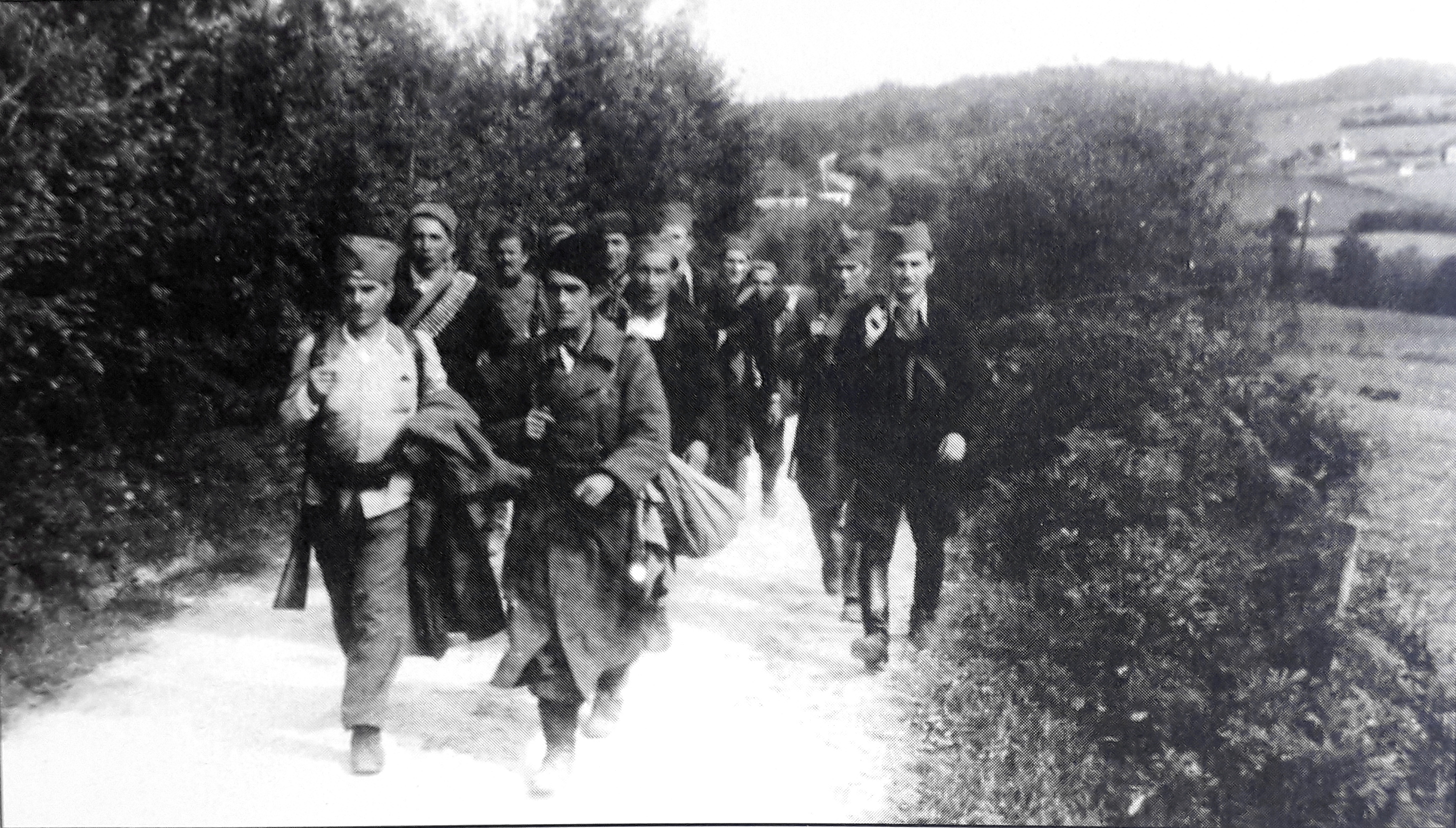
Partigiani jugoslavi del distaccamento (odred) di Valjevo.

Entro pochi giorni la rivalità tra cetnici e partigiani si trasformò in aperta ostilità; si verificarono una serie di scaramucce tra formazioni delle due parti e la collaborazione tattica contro l'occupante divenne impossibile; la storiografia jugoslava tradizionalmente incolpava i cetnici di aver attaccato per primi e di avere la responsabilità della rottura, ma di fatto anche i partigiani presero l'iniziativa attaccando e disarmando alcuni gruppi rivali. In realtà i contrasti tra i due gruppi di resistenza erano insuperabili; mentre Tito, nonostante le scelte tattiche del momento, era strettamente legato all'Unione Sovietica e il suo movimento perseguiva finalità di radicale rinnovamento, Mihailović era il rappresentante della continuità della monarchia serba in esilio e manteneva stretti legami con le vecchie strutture di potere; egli inoltre era in attesa dell'auspicato intervento diretto britannico al quale il movimento cetnico si sarebbe potuto affiancare con un ruolo decisivo.
Nell'autunno 1941 contemporaneamente ai violenti attacchi tedeschi che avrebbero segnato la rapida fine della "repubblica di Užice", i partigiani in Serbia dovettero quindi affrontare anche i cetnici di Mihailović con cui era ormai in corso la guerra civile. Mihailović, consigliato da Ostojić e Lalatović che avevano raggiunto il suo quartier generale insieme alla missione britannica del capitano Hudson, decise di prendere l'iniziativa e provocare i primi scontri armati. Nonostante i tentativi di mediazione di Hudson, il 2 novembre 1941 i cetnici attaccarono i partigiani a Loznica.
In precedenza Mihailović aveva predisposto piani dettagliati per attaccare i partigiani della "repubblica di Užice" e aveva diramato ordini precisi ai suoi comandanti; i cetnici uccisero anche il comandante partigiano Milan Blagojević. Tito riuscì a concentrare i suoi uomini e i partigiani reagirono con efficacia agli attacchi cetnici; a Loznica l'assalto venne respinto; i partigiani presero rapidamente l'iniziativa, contrattaccarono e misero in fuga i cetnici che furono completamente eliminati dalla "repubblica di Užice". Nei giorni seguenti proseguirono violenti scontri e le rappresaglie reciproche; i partigiani ottennero altre vittorie e il 7 e 8 novembre sconfissero di nuovo pesantemente i cetnici a Čačak; era ormai iniziata una lotta irriducibile tra le due componenti principali della resistenza jugoslava.

### La prima offensiva tedesca anti-partigiana
Di fronte all'evidente incapacità delle milizie collaborazioniste di Nedić a fronteggiare l'insurrezione partigiana, Hitler diede ordine al generale Franz Böhme, comandante superiore tedesco in Serbia, di organizzare un grande attacco per schiacciare il nucleo centrale della resistenza in Serbia occidentale e Šumadja; le forze tedesche in Serbia furono rinforzate con l'arrivo di nuove divisioni dalla Francia e dalla Grecia. L'"operazione Užice", denominata dalla storiografia jugoslava "prima offensiva anti-partigiana", ebbe inizio il 24 settembre 1941 e vide l'intervento di due divisioni tedesche al completo, rinforzate da aliquote di altre quattro divisioni della Wehrmacht e da reparti collaborazionisti di Nedić, Pecanac e ustaša. Le disposizioni operative del generale Böhme erano estremamente dure: prevedevano rappresaglie inesorabili, l'eliminazione sul posto di tutti i resistenti armati e la deportazioni di tutti i maschi di età compresa tra 15 e 70 anni.

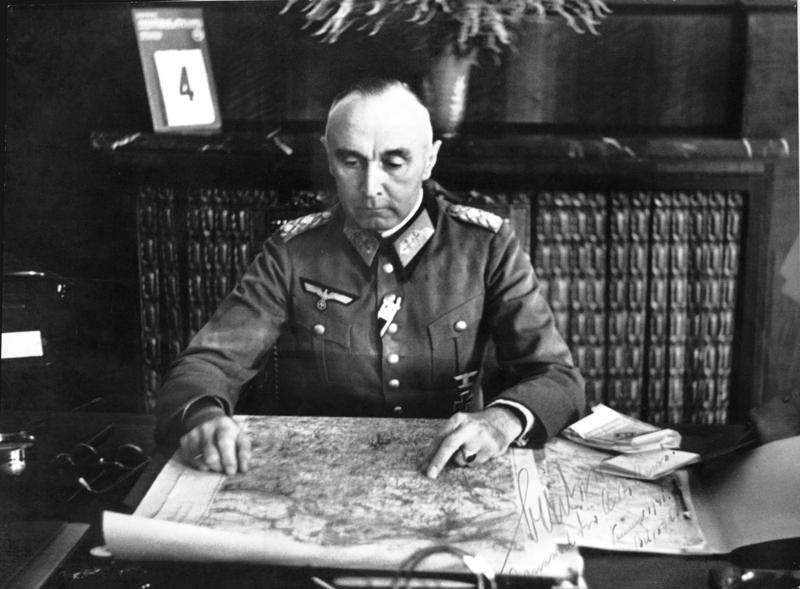
Il generale tedesco Paul Bader.

L'attacco tedesco iniziò con l'avanzata della 342. Divisione fanteria a sud della Sava verso Mala Mitrovica, mentre altre forze marciarono su Loznica; i partigiani evitarono l'accerchiamento e opposero forte resistenza fino all'8 ottobre; le truppe tedesche devastarono il territorio e procedettero secondo gli ordini a repressioni crudeli e deportazioni in massa di civili; nei giorni seguenti la 342. Divisione raggiunse Krupanj dopo duri combattimenti, distrusse la cittadina e uccise i feriti e i civili catturati. In ottobre le truppe tedesche si resero protagoniste di un'altra serie di massacri a Kragujevac e Kraljevo: reparti della 717. Divisione, dopo aver subito alcune perdite contro i partigiani, procedettero a brutali e indiscriminate rappresaglie; in pochi giorni dai quattromila ai cinquemila ostaggi vennero sommariamente fucilati a Kraljevo e Kragujevac.

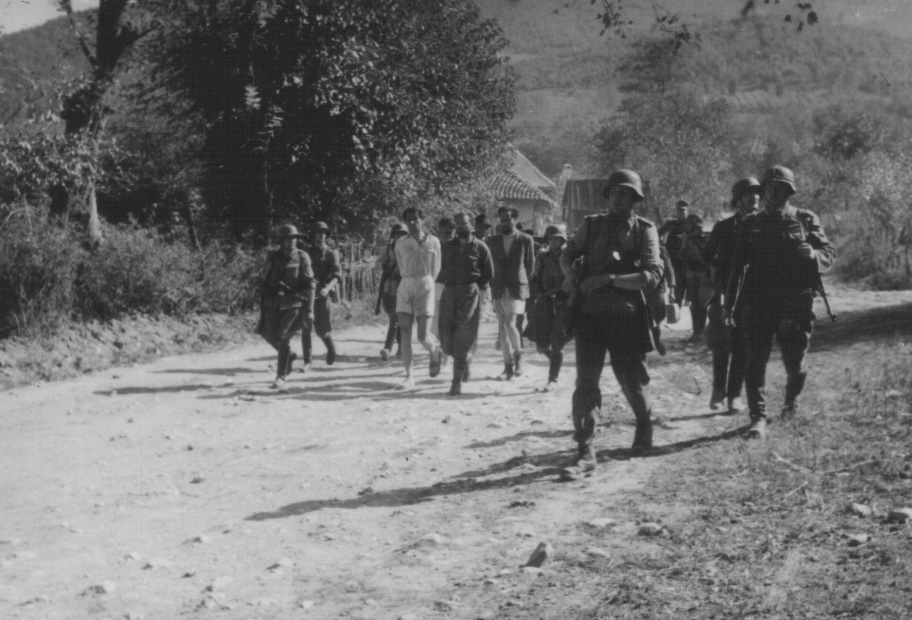
Truppe tedesche in azione di rastrellamento con alcuni prigionieri civili.

La fase finale dell'offensiva tedesca contro la "repubblica di Užice" ebbe inizio il 25 novembre 1941; le forze partigiane cercarono inizialmente di resistere ad oltranza ma ben presto divenne impossibile fermare l'avanzata della 342. e della 113. Divisione tedesche che si congiunsero a Požega e proseguirono insieme verso Užice. Tito e il comando supremo partigiano decisero l'evacuazione del territorio della "repubblica" che ebbe inizio nella confusione il 29 novembre 1941, mentre alcuni reparti di retroguardia tentavano di guadagnare tempo a Kadinjač. La resistenza delle forze raccogliticce raccolte da Koča Popović per difendere Užice venne rapidamente superata dalla divisioni tedesche che, con l'appoggio degli attacchi aerei, ebbero rapidamente la meglio. Užice venne occupata mentre Tito e il quartier generale riuscirono a fuggire, in un'atmosfera di sconfitta e disordine, verso Zlatibor; i tedeschi inseguirono i resti delle forze partigiane, occuparono Zlatibor, superarono il fiume Uvac e costrinsero il comando partigiano a cercare rifugio nel Sangiaccato; Dragojlo Dudić, ufficialmente presidente del "comitato di liberazione nazionale per la Serbia", venne ucciso durante la battaglia. I tedeschi mostrarono estrema durezza durante queste operazioni; il 30 novembre 1941 a Kraljevskoe Vode uccisero tutti i feriti nemici rimasti sul campo.
Il comando tedesco non fece alcuna distinzione tra partigiani comunisti di Tito e cetnici nazionalisti di Mihailović; la sua offensiva in Serbia continuò nei primi giorni di dicembre 1941 con la cosiddetta operazione Mihailović. Dopo la ritirata partigiana nel Sangiaccato, i tedeschi, al comando del generale Paul Bader, attaccarono il 7 e 8 dicembre 1941 direttamente il quartier generale di Mihailović a Ravna Gora e lo occuparono facilmente catturando alcune centinaia di cetnici; gli ufficiali furono fucilati; Mihailović riuscì a nascondersi con pochi seguaci in Bosnia orientale prima di installare in primavera il suo nuovo quartier generale sul monte Čemerno.

### Seconda offensiva tedesca anti-partigiana
Dopo la sconfitta a Užice, i partigiani di Tito ripiegarono in un primo momento a Radovjinja da dove il capo comunista, accompagnato da Kardelj, Đilas e Sreten Zujović, proseguì con i suoi uomini fino al centro di Nova Varoš che era stato evacuato dagli alpini italiani. La situazione dei partigiani era molto difficile; le residue forze di Tito rischiavano di essere schiacciate tra i tedeschi e gli italiani supportati dai cetnici; lo stesso comando partigiano venne attaccato il 14 dicembre 1941 da un reparto italiano di alpini; Tito venne coinvolto direttamente nei combattimenti e solo con grande difficoltà i capi partigiani riuscirono a sganciarsi.

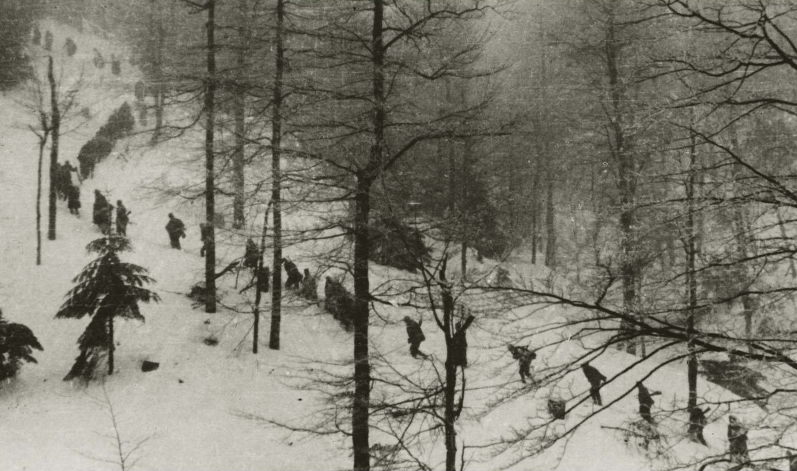
Partigiani jugoslavi durante la "marcia dell'Igman"

Nonostante le sconfitte e l'abbandono del territorio serbo, Tito riteneva possibile riaccendere il movimento di resistenza partigiana in Bosnia orientale dove fin dal mese di luglio l'esperto capo comunista Svetozar Vukmanović "Tempo" aveva svolto un'intensa attività di proselitismo e propaganda. La situazione politico-militare nel territorio bosniaco era molto confusa a causa dell'estrema ostilità reciproca tra contadini musulmani, nazionalisti croati, estremisti ustaša e sciovinisti serbi. Le formazioni cetniche, guidate da Dragoslav Račić e Jezdimir Dangić avevano guadagnato terreno in Bosnia orientale ma Tito era fiducioso di poter soppiantare i suoi rivali grazie soprattutto alle istanze di unità e collaborazione patriottica, promosse dal movimento partigiano. Le formazioni partigiane quindi da Nova Varoš si misero in marcia in direzione della Bosnia orientale dove installarono a Rudo il nuovo quartier generale dopo aver costretto alla ritirata la locale guarnigione cetnica; venne anche superata la linea ferroviaria che collegava Sarajevo con la Serbia. Il 24 dicembre 1941 i partigiani di Tito respinsero con pesanti perdite un attacco degli alpini italiani contro Rudo e Mioče. La ritirata dei presidi italiani dalla linea del Lim e della Drina, la debolezza delle formazioni cetniche e la mancata avanzata tedesca dalla Serbia, permise quindi ai partigiani di costituire un nuovo territorio libero.

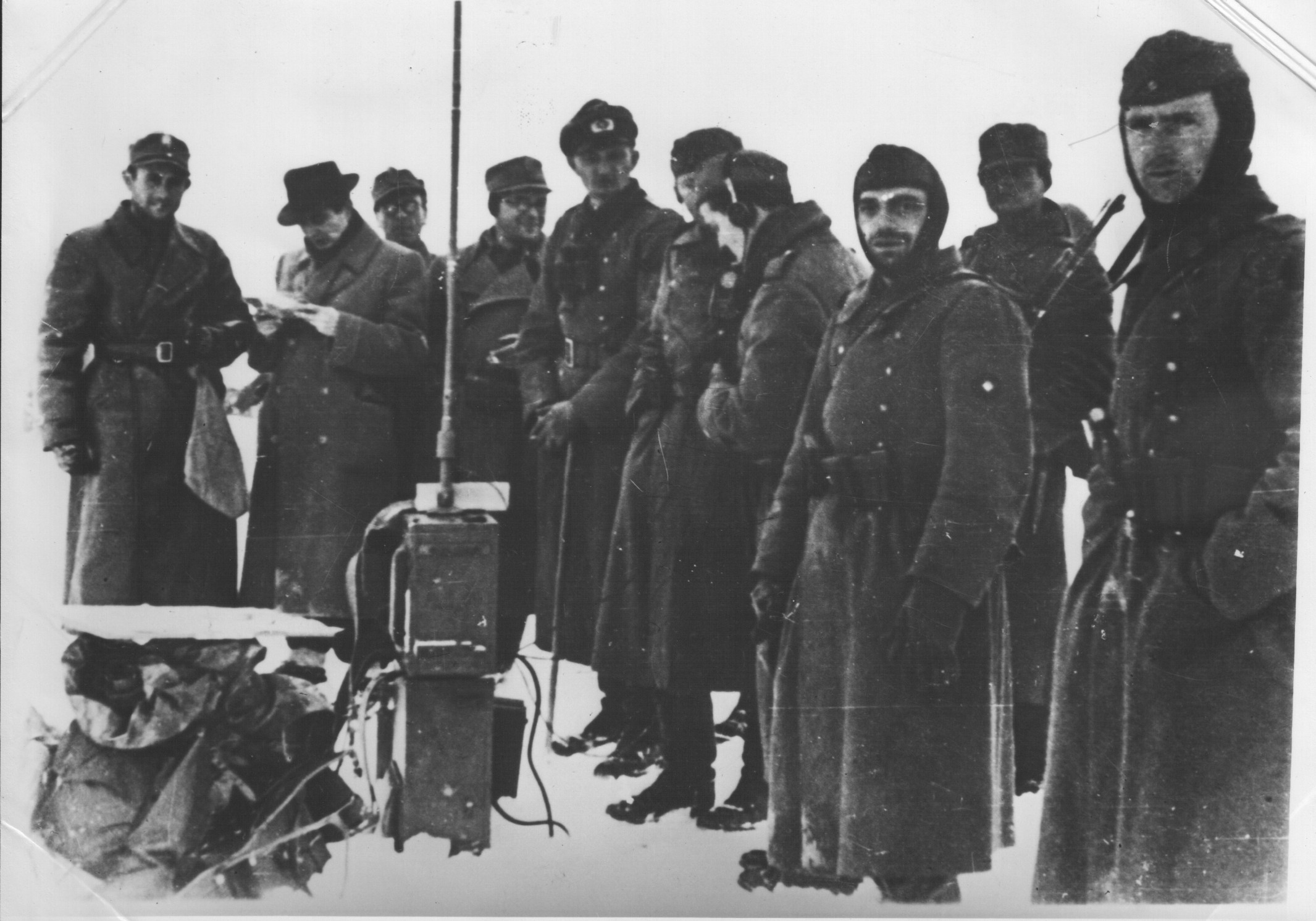
Soldati tedeschi durante l'offensiva anti-partigiana del gennaio 1942

Dalla Bosnia orientale i partigiani potevano minacciare le linee di comunicazione strategiche e soprattutto i grandi centri minerari di Vares, Zenica e Breza. L'alto comando tedesco in Serbia ritenne essenziale mantenere il controllo di queste regioni, importanti per l'economia del Reich, e infliggere una sconfitta definitiva alla resistenza. Venne quindi deciso di iniziare in pieno inverno una nuova operazione offensiva; le direttive tedesche erano molto chiare: erano considerati nemici da eliminare "tutti i cetnici di Mihailović", quelli di Jezdimir Dangić, "tutti i comunisti", tutti "coloro che ospitano o nascondono" uomini di Mihailović o i comunisti, "tutti gli stranieri e gli abitanti che hanno fatto ritorno da breve tempo".
I generali Paul Bader e Paul Hoffmann ricevettero il comando delle unità tedesche assegnate alle operazioni; le forze della Wehrmacht erano costituite da due divisioni di fanteria e da parte di una terza divisione, rafforzate da alcuni reparti croati e italiani, in totale presero parte all'offensiva circa 36 000 soldati dell'Asse. Il piano di operazioni che prevedeva un attacco combinato verso Vlasenica e Rogatica, venne diramato il 3 gennaio 1942 e l'offensiva ebbe inizio il 14 gennaio in una situazione climatica proibitiva con freddo intenso e neve. Inizialmente le truppe tedesche ottennero alcuni successi: il 17-18 gennaio una divisione di fanteria occupò Vlasenica e Srebrenica ma venne nei giorni seguenti contrastata dai partigiani della 1ª Brigata proletaria d'assalto; il 17 gennaio 1942 altri reparti tedeschi entrarono anche a Rogatica. L'altra divisione tedesca avanzava da ovest e il 21 gennaio si congiunse con le truppe provenienti da est, mentre un reggimento di fanteria marciava su Vareš insieme ad unità croate.
Tito e il comando supremo decisero di sganciarsi e si ritirarono dal 18 al 25 gennaio nella zona libera di Foča, mentre la Prima brigata proletaria, impegnata a coprire lo sganciamento, si trovò in grave difficoltà e dovette a sua volta ripiegare a sud della linea ferroviaria Sarajevo-Višegrad. I partigiani intrapresero la ritirata attraverso un impervio territorio montuoso per sfuggire all'inseguimento dei tedeschi. Una parte della brigata partigiana quindi effettuò la famosa "marcia dell'Igman"; i guerriglieri dal 27 febbraio 1942 attraversarono, con un tempo proibitivo e temperature molto basse, il territorio montano del massiccio dell'Igman e dopo aver percorso circa cento chilometri, giunsero in salvo a Foča il 7 marzo, dove si era già organizzato il comando supremo di Tito. I partigiani che effettuarono la marcia forzata attraverso le montagne, i cosiddetti Igmanči, soffrirono molto il freddo e la durezza del percorso; ci furono numerosi casi di congelamento; nonostante le estreme difficoltà, si riuscì a trasportare anche i feriti e i malati. Le truppe tedesche decisero di sospendere l'inseguimento dopo aver raggiunto la linea di demarcazione e dopo aver rastrellato il territorio a nord della linea ferroviaria, preferirono lasciare agli italiani il compito di affrontare i partigiani raggruppati nel triangolo Foča-Goražde-Čajniče.

### Guerra civile tra partigiani e cetnici

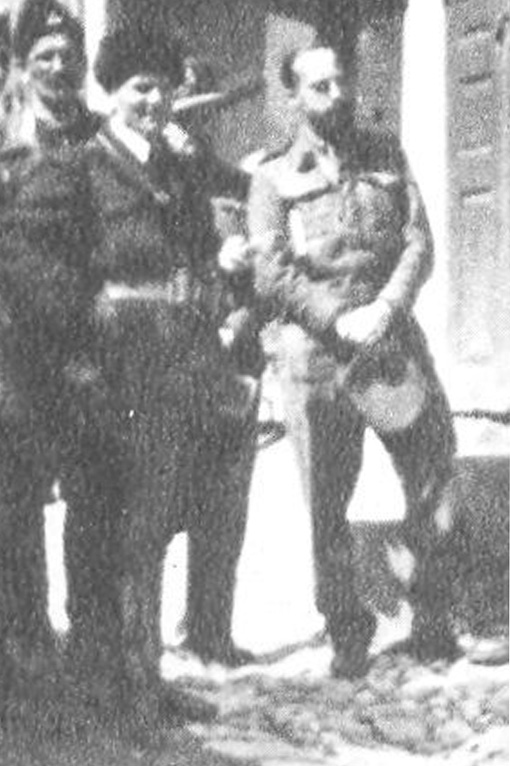
Tito e il maggiore britannico Terence Atherton a Foča il 6 aprile 1942

Dopo le devastanti offensive tedesche in Serbia orientale della fine del 1941 e inizio 1942 che dispersero i cetnici e costrinsero alla ritirata i partigiani, la guerra civile era ripresa a gennaio 1942 in Erzegovina dove erano già in corso violenti e sanguinosi scontri tra le milizie di villaggio musulmane alleate agli ustaša e i nazionalisti cetnici. Le aree di Gacko e Bočac furono teatro di crudeli e reciproche vendette e massacri tra serbi e musulmani; nel seconda metà di gennaio 1942 arrivarono in questi territori i partigiani di Tito, fuggiti da Užice e Rogatica con la "marcia dell'Igman", che ebbero rapidamente la meglio. Il 20 gennaio 1942 le unità partigiane avevano occupato Foča che divenne il nuovo quartier generale del Comando supremo di Tito e in poche settimane dispersero le milizie cetniche e accrebbero le loro forze con reclutamenti locali; venne conquistata anche Bratač, nei pressi di Nevesinje. I cetnici in questa fase subirono continue sconfitte e dovettero spesso ricercare il sostegno dei presidi delle truppe italiane o dei domobrani croati; il 20 febbraio 1942 i partigiani di Vlado Segrt riuscirono ad uccidere in un agguato Boško Todorović che era il principale luogotenente di Mihailović in Erzegovina. La situazione sul terreno era estremamente confusa; il 20 marzo 1942 al quartier generale partigiano di Foča giunse una nuova missione di collegamento britannica guidata dal maggiore Terence Atherton che in un primo tempo sembrò in buoni rapporti con Tito; ben presto tuttavia Atherton si allontanò di nascosto e, insieme al generale cetnico Ljubo Novaković, cercò di entrare in contatto con Mihailović in Serbia, ma il 22 aprile venne ucciso per rapina dal bandito cetnico Spasoje Dakić.

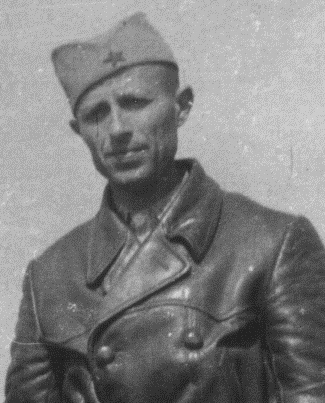
Il montenegrino Mitar Bakić, guidò insieme a Peko Dapčević le forze partigiane in Montenegro e Sangiaccato.

I capi partigiani, dopo aver costituito una nuova "zona libera" in Erzegovina erano decisi a rafforzare le loro posizioni in Montenegro dove Tito inviò Milovan Đilas e Mitar Bakić. All'arrivo dei due dirigenti, la situazione dei partigiani montenegrini era difficile. Il generale Pirzio Biroli aveva accentuato ancora le misure repressive disponendo con il decreto del 12 gennaio 1942 che per ogni soldato italiano ucciso dai partigiani fossero fucilati 50 ostaggi. Inoltre il generale Pirzio Biroli sviluppò con un certo successo la politica di collaborazione con gli elementi nazionalisti; venne convocata un'assemblea di collaborazionisti che elesse il generale Blažo Đukanović capo della nuova "organizzazione nazionalista"; il capo separatista Krsto Popović e il colonnello cetnico Bajo Stanišić divennero i suoi collaboratori principali nella lotta contro i partigiani; Stanišić assunse il titolo di "comandante dell'armata nazionale del Montenegro e dell'Erzegovina". Altri reparti collaborazionisti era guidati da Djordje Lašić e dall'abile Pavle Đurišić che riceveva gli ordini direttamente da Draža Mihailović; queste formazioni cetniche erano pericolose e aggressive; in uno scontro a Kolašin erano caduti i due famosi capi partigiani Bajo Sekulić e Budo Tomović.
Sul territorio si succedevano repressioni, violenze e massacri tra le opposte fazioni in lotta; la crudeltà della guerra civile dilagava in Montenegro contro avversari e popolazione, le opposte propagande parlavano di partigiani "uomini delle foibe" e di cetnici "sgozzatori". Giunto sul posto, Đilas si incaricò di rafforzare le unità combattenti, mentre Ivan Milutinović e Blazo Jovanović mantennero il controllo politico dei comunisti; Đilas raggiunse a Gornje Pole il famoso capo partigiano Sava Kovačević con il quale collaborò nella lotta contro cetnici e italiani.
In Montenegro la guerra civile si sviluppò sempre più violenta, i contadini subirono devastazioni e rappresaglie dalle due parti in lotta, il territorio fu devastato; i partigiani, dopo aver assediato Stolac in febbraio, riuscirono a conquistare il 17-18 aprile 1942 anche Bočac che era difesa da una guarnigione di ustaša croati. La successiva offensiva contro Kolašin invece non ebbe successo; le unità partigiane di Peko Dapčević riuscirono il 23 aprile 1942 a sconfiggere inizialmente i cetnici nella Gorna Morača, ma successivamente subirono alcuni insuccessi e il 16 maggio fu nettamente respinto l'attacco a Kolašin. In seguito Tito criticò aspramente Đilas e Milutinović per i fallimenti in Montenegro.

### Sviluppo della resistenza partigiana nel 1942
Nel mese di dicembre 1941, dopo la fine della "repubblica di Užice" e la ritirata delle forze di Tito a ovest verso il Sangiaccato, i partigiani attivi sul territorio jugoslavo erano circa 80 000 di fronte a circa 390 000 soldati delle truppe di occupazione sostenuti dalle milizie delle autorità collaborazioniste croate e serbe; i combattenti partigiani, frazionati in numerosi odred sparpagliati su tutto il territorio e privi di un'organizzazione efficiente dopo le gravi perdite subite in Serbia, erano ancora attivi e pericolosi ma, come Tito affermò durante una conferenza tenuta con i membri del comando supremo e del comitato centrale del partito comunista, non erano in grado di affrontare grandi scontri campali contro le truppe nemiche.

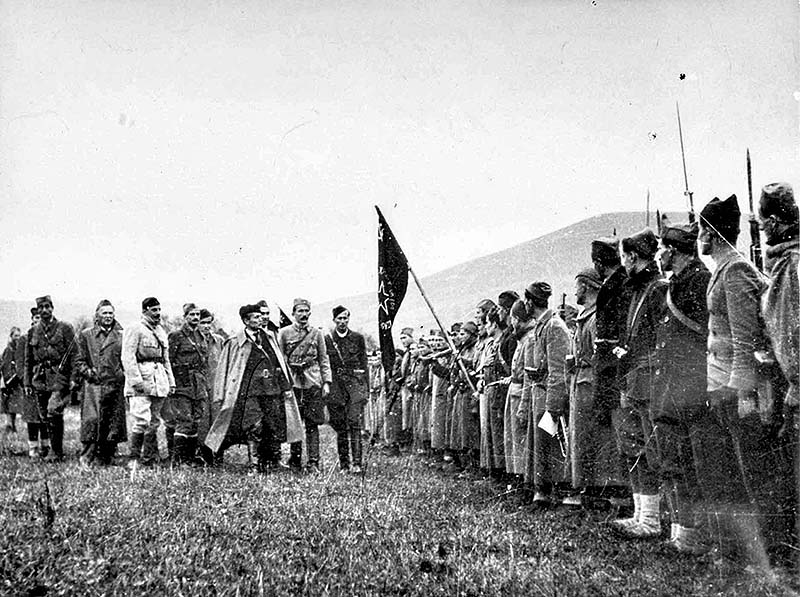
Tito passa in rivista i partigiani della 1ª Brigata proletaria; si riconoscono Koča Popović, il terzo da sinistra, Filip Klijaić, il quarto, e Danilo Lekić, il sesto da sinistra, accanto a Tito

Venne quindi deciso di costituire le prime formazioni mobili, organizzate in modo moderno, non legate al territorio e in grado di spostarsi rapidamente e sferrare attacchi contro le grandi unità dell'Asse. Il 20 dicembre Tito autorizzò la formazione con sei battaglioni serbi e montenegrini, della 1ª Brigata proletaria d'assalto (Prva proleterska brigada) che venne affidata al comando di Koča Popović con Filip Klijaic come commissario politico; il 1º marzo 1942 fu organizzata con quattro battaglioni serbi la 2ª Brigata proletaria d'assalto (Druga proleterska brigada). Queste due formazioni divennero il nucleo del nuovo esercito di liberazione jugoslavo e rimasero per tutta la guerra le unità più famose e aggressive dei partigiani.
Da questo momento lo sviluppo delle forze partigiane su base regolare si sviluppò rapidamente; in primavera si formarono la 3ª Brigata proletaria d'assalto del Sangiaccato, la 4ª Brigata proletaria d'assalto montenegrina e la 5ª Brigata proletaria d'assalto montenegrina; a giugno il comando di Tito poteva disporre di circa 60 battaglioni d'assalto con cui furono progressivamente costituite entro il 1º novembre 1942 ventotto nuove brigate. Fin dal dicembre 1941 Tito aveva potenziato la struttura del cosiddetto Comando supremo delle forze partigiane inserendo come capo di stato maggiore e principale consigliere militare Arso Jovanović, capitano nel vecchio esercito jugoslavo e già dirigente dell'insurrezione in Montenegro dell'estate 1941.

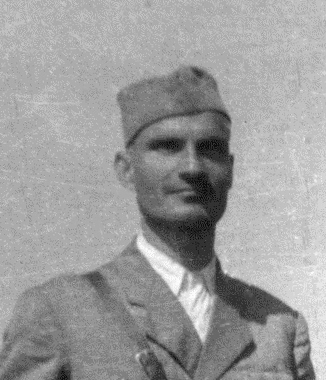
Arso Jovanović nel dicembre 1941 divenne il capo di stato maggiore delle forze partigiane

Lo sviluppo decisivo delle forze partigiane ebbe inizio il 1º novembre 1942; Tito e il comando supremo effettuarono il passaggio finale per la trasformazione dei distaccamenti sparsi su tutto il territorio in una struttura omogenea, organizzata e in grado di affrontare in campo aperto il nemico. Venne quindi ufficialmente costituito il nuovo Esercito Popolare di Liberazione della Jugoslavia, strutturato come gli eserciti regolari e formato da divisioni operative e corpi d'armata (korpus) territoriali. Le prime due divisioni proletarie, la 1ª Divisione proletaria di Koča Popović e la 2ª Divisione proletaria di Peko Dapčević e Mitar Bakić, vennero costituite insieme il 1º novembre 1942 a Bosanski Petrovac e a Tičevo, raggruppando sei brigate; subito dopo, il 9 novembre il Comando supremo formò le tre divisioni d'assalto, 3ª Divisione d'assalto, 4ª e 5ª; infine il 22 novembre venne annunciata la costituzione della 6ª, 7ª e 8ª Divisione di liberazione nazionale. Queste divisioni erano aggressive e combattive, ma inizialmente erano deboli numericamente e carenti di armamenti pesanti; furono progressivamente rafforzate e nell'ultimo periodo della guerra divennero grandi unità molto più forti, esperte e ben equipaggiate. I korpus furono invece costituiti come strutture più grandi per controllare tutte le unità partigiane in un determinato territorio; potevano comprendere un numero variabile di divisioni tra due e quattro oltre ad altri odred autonomi; i primi corpi d'armata furono quello bosniaco, costituito il 9 novembre 1942 e quello croato, formato il 22 novembre 1942.
Tito e la dirigenza comunista mentre portavano avanti con la massima energia la lotta contro l'occupante e i collaborazionisti, avevano anche potenziato l'attività politica per allargare il consenso al movimento partigiano e porre le basi per gli sviluppo futuri in Jugoslavia dopo la guerra. Venne quindi costituito il cosiddetto "Consiglio antifascista di liberazione popolare della Jugoslavia", Antifašističko v(ij) eće narodnog oslobođenja Jugoslavije (AVNOJ) che tenne la sua prima assemblea plenaria a Bihać, appena liberata, nel dicembre 1942. Durante questa assemblea, a cui parteciparono 54 delegati di diversi orientamenti politici, Tito promosse una politica unitaria, in accordo anche con le direttive di Stalin, in cui veniva per il momento minimizzato l'aspetto rivoluzionario e concentrata tutta l'attenzione sulla lotta patriottica contro l'invasore. Venne costituito un Comitato esecutivo dell'AVNOJ e nelle settimane seguenti si tennero anche una conferenza femminile partigiana e il primo congresso della gioventù antifascista.

### L'azione repressiva dell'esercito italiano

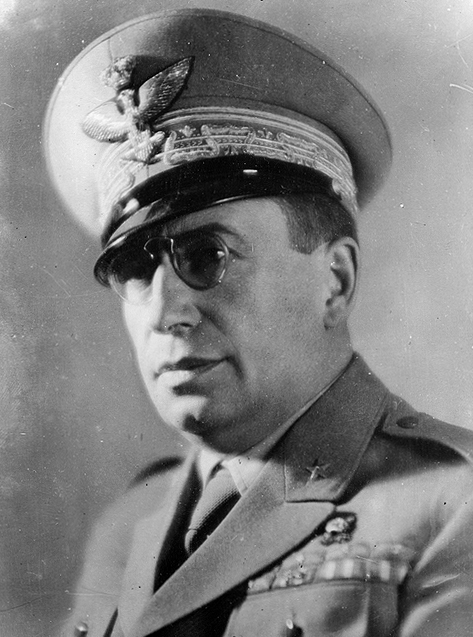
Il generale Mario Roatta comandante del cosiddetto "Supersloda"

L'esercito italiano impegnò nel teatro balcanico quasi la metà delle sue forze operative; nel 1942 erano schierate in Jugoslavia, Grecia e Albania 31 delle 66 divisioni considerate operative; il maggior numero di soldati italiani durante la seconda guerra mondiale fu in servizio proprio nel teatro balcanico che in teoria non era considerato un'area di guerra attiva. L'alto comando e la dirigenza politica ritennero che i compiti delle truppe fossero sostanzialmente simili a quelle di un'"occupazione coloniale" di cui ufficiali e soldati avevano molte esperienze precedenti nelle campagne d'Africa; quindi la propaganda e la retorica dei comandi e del regime esaltarono fin all'inizio i concetti di superiorità razziale, di civiltà e modernità militare degli italiani rispetto alle popolazioni slave, considerate barbare, primitive e brutali, si cercò di enfatizzare il pericolo del "comunismo slavo". La realtà della guerra tuttavia ben presto rese irrilevanti e controproducenti questi concetti della propaganda inculcata alle truppe; i partigiani si rivelarono sempre di più molto pericolosi, abili e ben armati, capaci di ottenere crescenti successi; di conseguenza il morale delle truppe decadde costantemente e l'efficienza dell'azione repressiva fu sempre modesta.

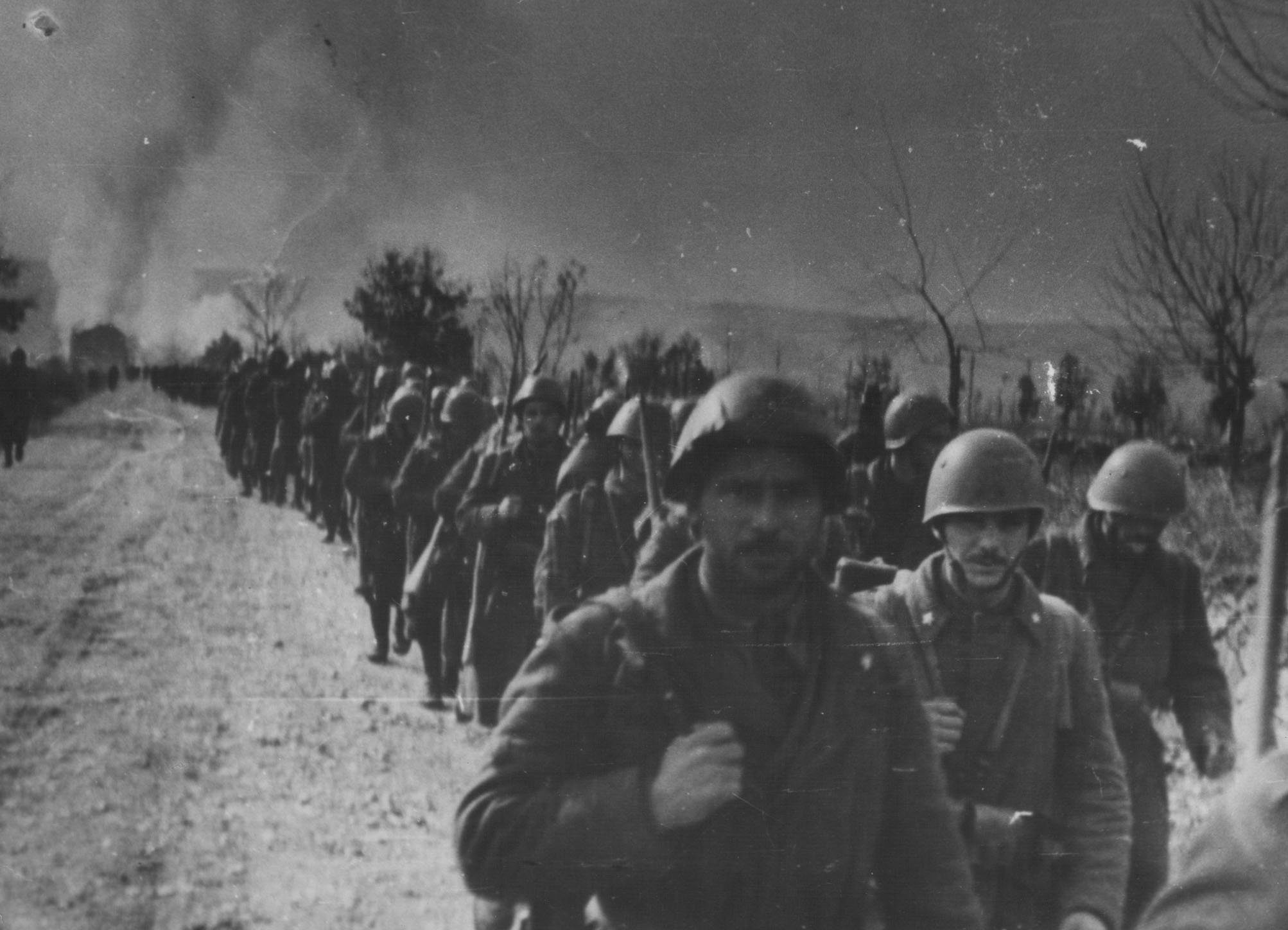
Truppe italiane in marcia verso il Dinara nel 1942

La capacità militare e la violenza della macchina bellica tedesca si rivelò molto superiore; i soldati tedeschi, in particolare nei primi anni, erano profondamente convinti della loro superiorità tecnologica, militare e razziale e fortemente ideologizzati, e mostrarono una grande carica di brutalità e di efficacia repressiva. Il confronto con la superiore macchina bellica tedesca accentuò la frustrazione e la depressione dei soldati italiani che, insufficientemente addestrati ed equipaggiati, furono dislocati dai comandi in presidi statici disagevoli e isolati senza essere in grado di impedire la crescita delle azioni partigiane. Le continue imboscate, le perdite e la mancanza di reali motivazioni per un impegno bellico ritenuto insensato dalla maggior parte dei soldati, minarono la disciplina e la coesione dei reparti.

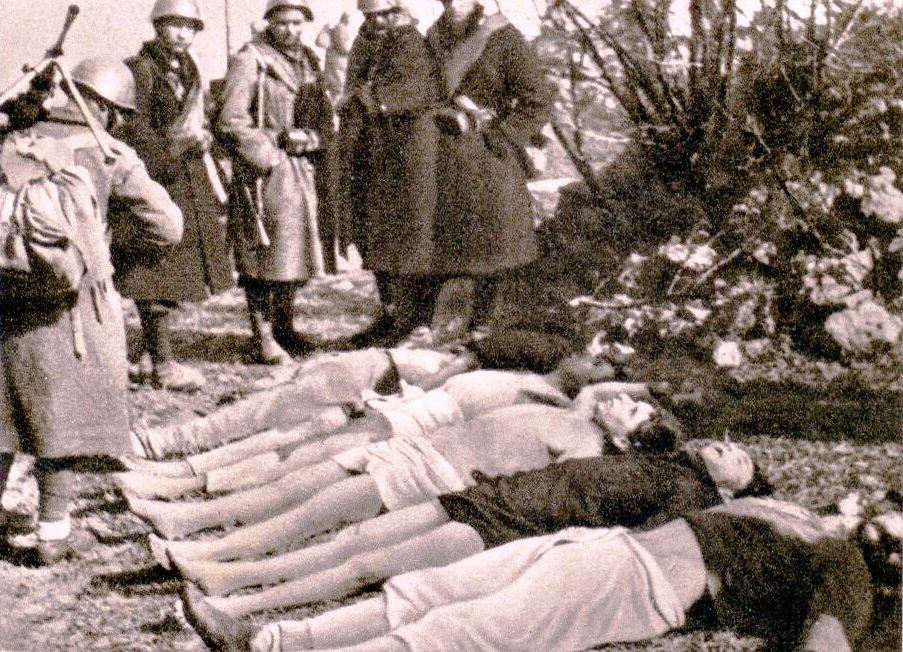
Soldati italiani osservano i cadaveri di presunti partigiani sloveni

I partigiani e la popolazione dei territori occupati in generale davano un giudizio negativo delle truppe italiane di cui non temevano l'efficienza bellica e la capacità repressiva al contrario del pauroso rispetto che incutevano i tedeschi; nelle fonti jugoslave si trova l'espressione "occupazione allegra" (vesela okupacija) per indicare il sistema di dominio instaurato dagli italiani che venivano anche chiamati spregiativamente žabari, "mangiatori di rane". Nella storiografia tradizionale e nella memorialistica italiana nella gran parte dei casi si è cercato di minimizzare l'aspetto repressivo dell'occupazione italiana, evidenziando il buon comportamento delle truppe, la simpatia incontrata tra la popolazione e la mancanza di eccessi terroristici. Questa descrizione è stata messa in discussione dalla storiografia più recente.
Le direttive degli alti comandi italiani sul posto, in particolare la famosa "Circolare 3C" del generale Roatta diramata il 1º marzo 1942, confermano che le disposizioni operative fornite all'esercito italiano richiedevano un comportamento brutale contro la resistenza; in generale inoltre gli alti ufficiali, come il generale Mario Robotti in una nota del 4 agosto 1942, esigevano una maggiore aggressività e durezza dalle proprie truppe. Nel complesso, secondo Giorgio Rochat, i reparti italiani tennero il comportamento meno brutale tra le forze in campo impegnate in una guerra particolarmente crudele come quella nei Balcani; tuttavia le azioni dell'esercito nelle operazioni antiguerriglia furono caratterizzate dalla fucilazione immediata di partigiani e sospetti, dalla cattura di ostaggi, dalla confisca e depredazioni di beni dei civili ritenuti legati alla resistenza, dalle devastazioni e gli incendi. Per la pratica del saccheggio e dell'incendio messa in atto sistematicamente durante le campagne repressive in Croazia, Bosnia e Montenegro, gli italiani divennero per i partigiani, i palikući, "bruciacase". Non mancarono neppure da parte di alcuni generali sul posto, ipotesi estremistiche di utilizzo dei gas tossici contro i partigiani; nel novembre 1942 il generale Roatta propose esplicitamente di ricorrere agli aggressivi chimici, e ustaša e cetnici si dichiararono disposti a collaborare; in realtà fin dal marzo 1942 questa proposta era stata presentata alle massime gerarchie a Roma dove era stata respinta per considerazioni di opportunità politica nel timore di suscitare la riprovazione internazionale e il rischio di rappresaglie contro l'Italia da parte delle potenze nemiche.
Secondo fonti slovene e jugoslave, in 29 mesi di occupazione italiana della Provincia di Lubiana, vennero fucilati o come ostaggi o durante operazioni di rastrellamento circa 5 000 civili, ai quali vanno aggiunti 200 bruciati vivi o massacrati in modo diverso, 900 partigiani catturati e fucilati.

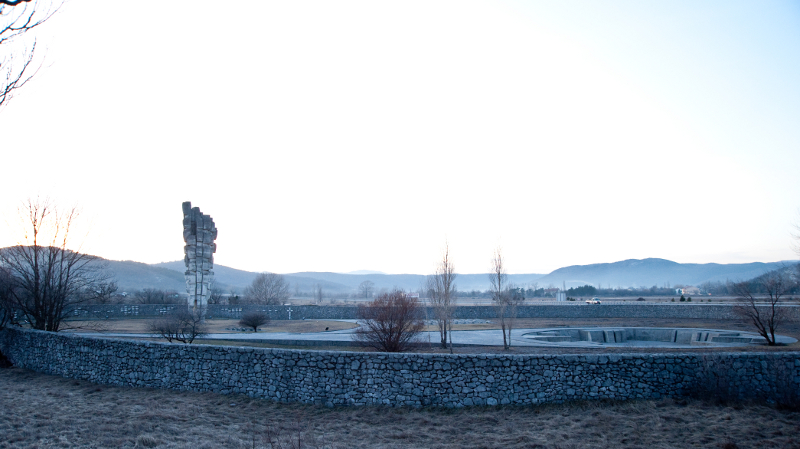
Memoriale dell'eccidio di Podhum

Anche le azioni di guerriglia compiute dei partigiani nella Provincia di Fiume, alla quale dopo l'invasione del Regno di Jugoslavia era stata annessa una parte del Banato della Sava, vennero vendicate dall'esercito italiano con estrema crudeltà. L'azione ritorsiva più sanguinosa è stata compiuta del villaggio di Podhum nei pressi di Fiume dove il 12 luglio 1942, per rappresaglia, furono fucilati in base delle direttive del Prefetto della Provincia di Fiume Temistocle Testa tutti gli uomini del villaggio di età compresa tra i 16 e i 64 anni (oltre 91 vittime).
Il resto della popolazione fu deportata nei campi di internamento italiani e le abitazioni furono incendiate.
Un altro aspetto fondamentale dell'occupazione italiana furono infine le deportazioni della popolazione ritenuta infida o sospetta che vennero attuate soprattutto nella Slovenia annessa ma in parte anche in Istria e Dalmazia; secondo Davide Rodogno, furono attivati oltre sessanta campi di concentramento in Italia e una decina in Dalmazia dove furono detenuti in condizioni estremamente disagevoli i civili; nel famoso campo di Arbe morirono circa un quinto dei 10 000 deportati. Gli jugoslavi già al termine della guerra evidenziarono la brutalità e la violenza dell'occupante italiano e richiesero, senza successo, di poter processare alcune centinaia di militari accusati di crimini di guerra.

### Terza offensiva dell'Asse
Il prolungamento della guerra mondiale e l'arresto dell'offensiva tedesca in Russia costrinsero nel gennaio 1942 i capi supremi delle potenze dell'Asse a modificare i loro progetti strategici e prendere nuove decisioni; fu Mussolini che per primo sollecitò Hitler ad organizzare una grande offensiva definitiva in Jugoslavia per distruggere al più presto i partigiani comunisti ed evitare un loro rafforzamento nella primavera 1942. I generali Ugo Cavallero e Pirzio Biroli condividevano le valutazioni del Duce e anche il generale Roatta riteneva che la guerra nei Balcani fosse arrivata a un "punto critico". Il feldmaresciallo Wilhelm Keitel il 14 febbraio 1942 diede la sua approvazione e da quel momento i piani vennero studiati in una serie di riunioni tra i generali; la cosiddetta operazione Trio venne concordata nell'incontro di Abbazia del 2-3 marzo, mentre altri colloqui si tennero a Lubiana e a Sarajevo, dove il generale Roatta, incaricato del comando superiore dell'offensiva, trasferì il suo comando tattico.

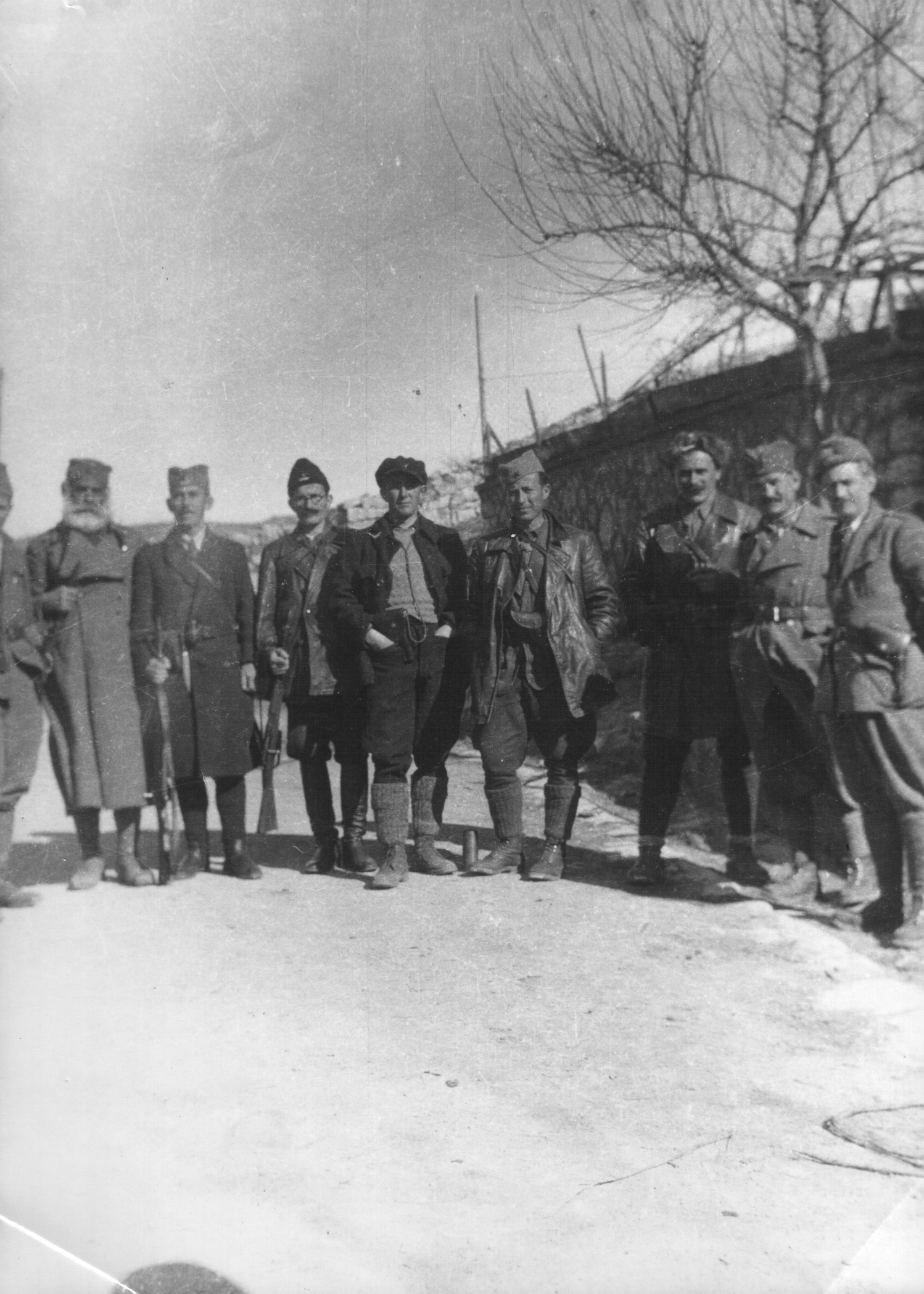
I capi partigiani del Montenegro; da sinistra: Đoko Pavićević, Savo Orović, Ivan Milutinović, Milovan Đilas, Mitar Bakić, Sava Kovačević, Radoje Dakić.

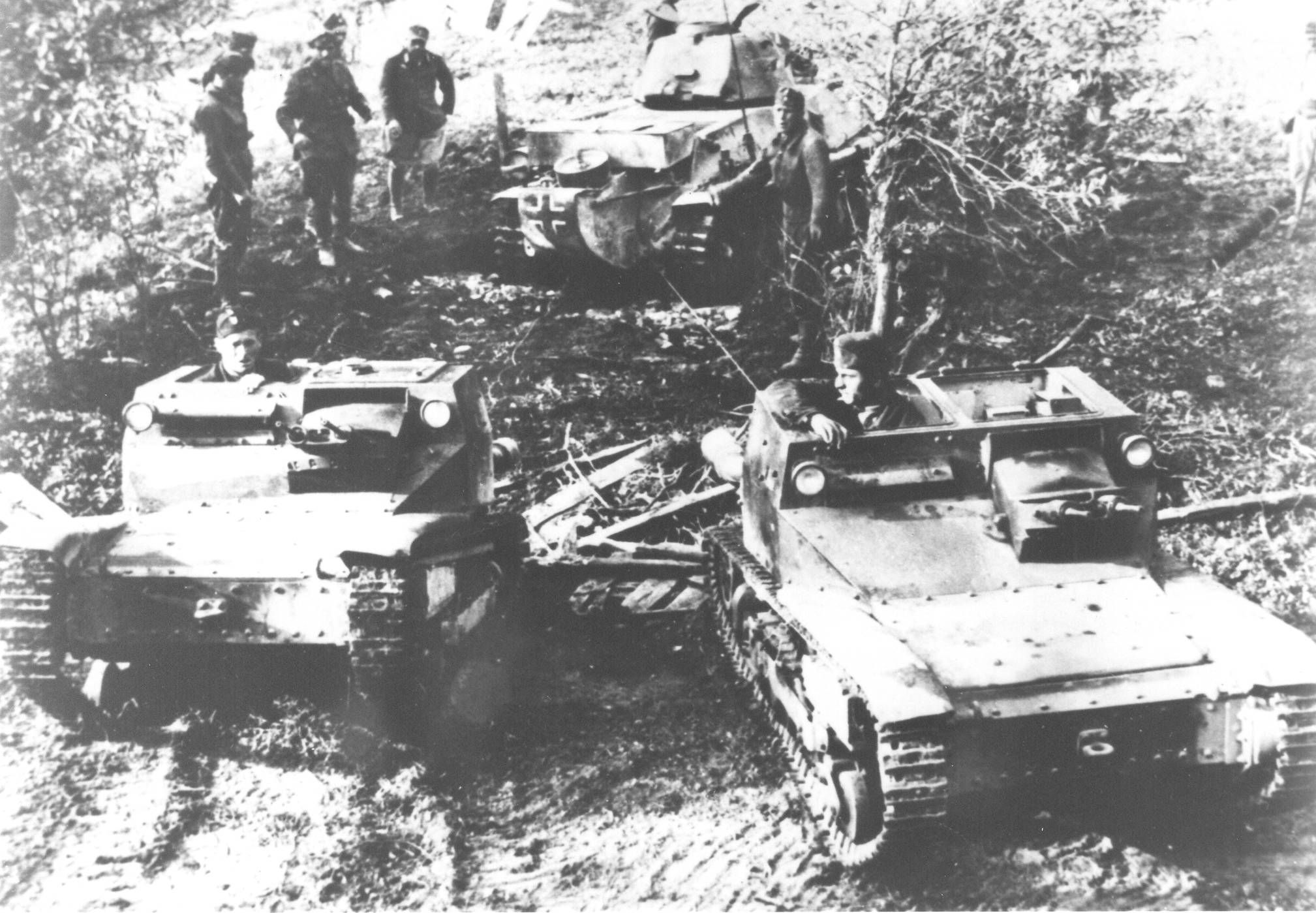
Reparti motorizzati tedeschi e croati in azione durante le offensive della primavera-estate 1942. In primo piano due L3/35 forniti dall'Italia alla Croazia, dietro un carro armato francese Hotchkiss H35 di preda bellica

Nei primi mesi del 1942 le forze partigiane avevano mostrato una rinnovata combattività e avevano ottenuto alcuni successi in quasi tutti i territori jugoslavi occupati; una serie di presidi italiani, a Srb, Karenica, Ulog e Gacko, erano stati assediati per molte settimane, erano state liberate le città di Livno, Bugojno e Odzac e inoltre all'inizio di marzo le due brigate proletarie avevano riguadagnato terreno in Bosnia orientale liberando Srebrenica, Bratunac e Vlasenica. Per riprendere il controllo della situazione, gli alti comandi dell'Asse decisero di attaccare concentricamente verso il quartier generale partigiano di Foča; un raggruppamento al comando del generale tedesco Paul Bader sarebbe avanzato da nord e da est con due divisioni tedesche, due divisioni alpine italiane e numerosi reparti ustaša e domobranci, mentre un secondo gruppo al comando del generale Lorenzo Dalmazzo avrebbe marciato da sud e da ovest con due altre divisioni italiane rinforzate. All'operazione Trio avrebbero partecipato anche alcune formazioni di cetnici e un'altra divisione alpina italiana che sarebbero state impegnate in Montenegro. L'alto comando dell'Asse aveva progettato una manovra accuratamente coordinata da sviluppare in fasi successive, ma a causa della scarsa coesione e di errori tattici, l'offensiva non si sviluppò secondo i piani; in particolare i croati attaccarono in anticipo verso Vlasenica. L'attacco principale ebbe inizio il 22 aprile 1942: la 718. Divisione tedesca avanzò da nord e alla fine del mese riuscì a sbloccare la guarnigione croata assediata a Rogatica, quindi proseguì verso sud ma gli italiani si mossero in ritardo e i partigiani riuscirono a sganciarsi; il 24 aprile gli alpini attaccarono da est insieme a reparti di cetnici. Gli italiani raggiunsero la Drina nonostante la dura resistenza dei partigiani e passarono il fiume il 4 maggio a Goradže; il 1º maggio da nord era intervenuta una seconda divisione alpina mentre dal 6 maggio mosse da ovest un'altra divisione italiana che avanzò su Kalinovik.
Tito diede ordine ai distaccamenti partigiani di rallentare al massimo l'avanzata nemica, ma egli, di fronte alla minaccia delle forze dell'Asse provenienti da tre direzioni, era consapevole che sarebbe stato impossibile resistere a lungo. Vennero date le prime disposizioni per l'evacuazione di Foča e la ritirata verso sud fino all'impervia regione del monte Durmitor-montagne del fiume Piva. Dopo un'accanita resistenza finale, le due brigate proletarie partigiane e il comando supremo di Tito il 10 maggio 1942 abbandonarono Foča e si diressero a sud; i genieri partigiani fecero saltare i ponti sulla Drina e sulla Čeotina dopo la partenza degli ultimi reparti della 1ª Brigata proletaria. Alle ore 12 entrarono a Foča senza incontrare resistenza gli alpini della divisione "Pusteria" seguiti da reparti ustaša e domobrani; violenze e rappresaglie colpirono la popolazione civile rimasta nella città. Il 14 maggio 1942 il comando del generale Roatta affermò che l'operazione Trio era stata completata con pieno successo e comunicò che il nemico aveva subito forti perdite; le forze partigiane di Tito in effetti erano in difficoltà; il 15 maggio i partigiani fecero saltare il ponte sul fiume Tara a Scepan Polje e ripiegarono in Erzegovina; il comando supremo partigiano inviò rinforzi in Montenegro dove in un primo tempo sperava di poter costituire una nuova area di raggruppamento.
Nella primavera del 1942, mentre il nucleo principale di Tito subiva le offensive tedesche, i partigiani jugoslavi degli odred della Craina avevano ottenuto notevoli successi nella Bosnia occidentale, liberando in particolare Prijedor e Ljubija; il comando tedesco, temendo minacce nemiche contro la città di Banja Luka e preoccupato dalla perdita delle miniere di ferro di Ljubija, decise di prendere l'iniziativa e organizzò una nuova operazione contro il concentramento partigiano individuato sul monte Kozara. I tedeschi concentrarono oltre 40 000 soldati, compresi contingenti domobranci e ustascia, che circondarono l'area prima di sferrare l'attacco che ebbe inizio il 10 giugno 1942.

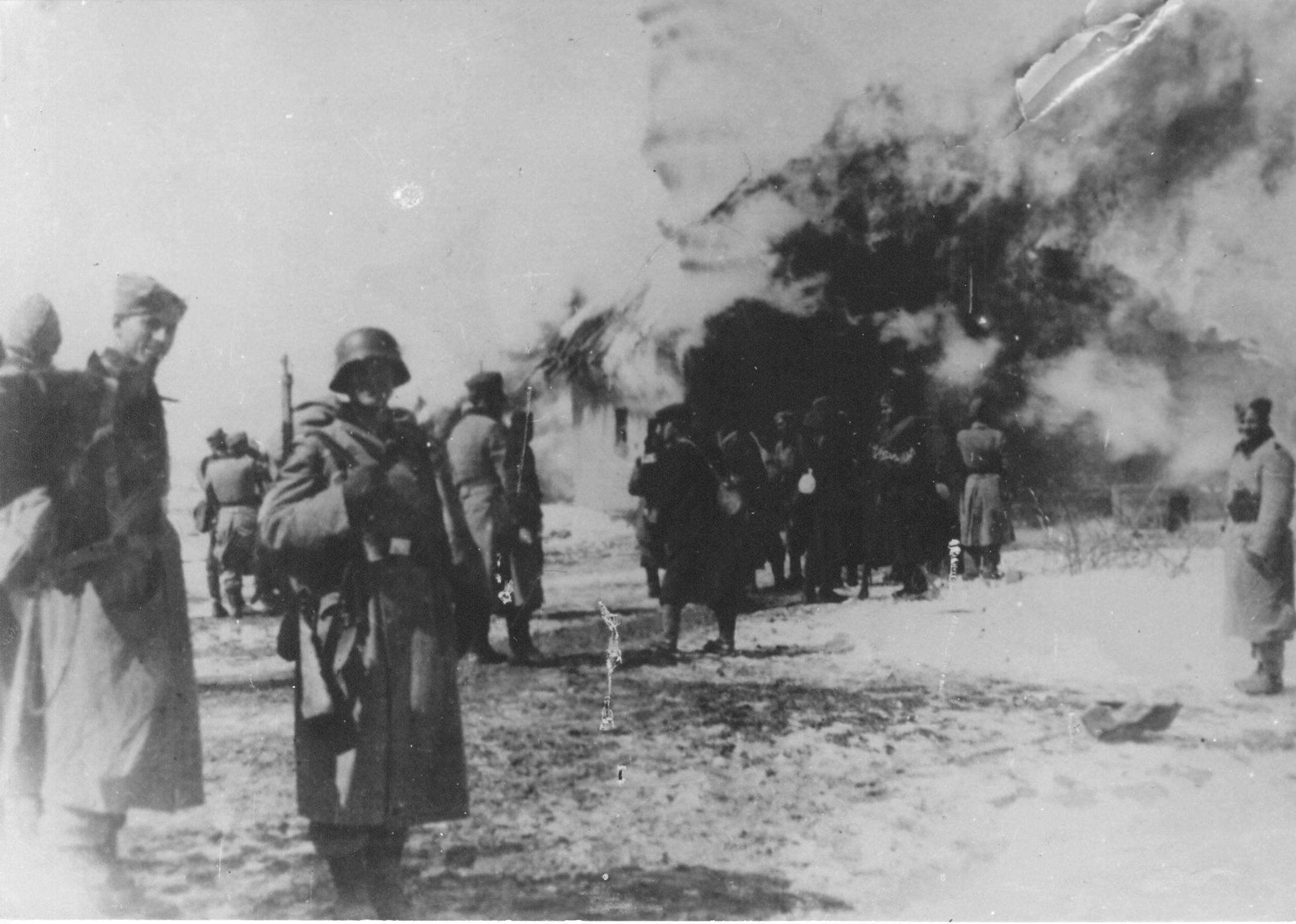
Truppe tedesche impegnate in rastrellamenti e distruzioni in Bosnia nel 1942

Le disposizioni operative delle truppe tedesche prevedevano misure brutali durante i rastrellamenti: i prigionieri in armi sarebbero stati fucilati, mentre gli arresi spontaneamente sarebbero stati imprigionati; le notizie dell'imminente attacco tedesco provocò il panico tra la popolazione che abbandonò i villaggi e cercò rifugio sul monte Kozara, dove i partigiani dovettero organizzare l'afflusso di circa 80 000 civili; venne deciso di difendere ad oltranza le posizioni. L'offensiva tedesca sul Kozara raggiunse inizialmente alcuni successi ed entro il 12 giugno vennero occupate Prijedor e Ljubija, ma nei giorni seguenti le formazioni croate subirono ripetuti scacchi e i partigiani sferrarono una serie di contrattacchi efficaci. Il comando tedesco fu costretto a far intervenire due kampfgruppen, che il 28 giugno iniziarono un nuovo attacco da due direzioni con il supporto di truppe da montagna croate. I distaccamenti partigiani si trovarono in situazione critica e cercarono nella notte del 3-4 luglio di sfondare le linee dell'accerchiamento; l'assalto ebbe parziale successo e una parte delle truppe e circa 10 000 civili riuscirono a fuggire, ma i tedeschi richiusero subito il varco e gli altri gruppi e la maggior parte della popolazione rimasero bloccati sulle pendici boscose del Kozara. Nel corso della battaglia i tedeschi ebbero 54 morti e 95 feriti, i croati persero circa 1 500 soldati, mentre, secondo i dati del comando tedesco, i partigiani avrebbero avuto 1 823 morti e 330 catturati.
Altri distaccamenti partigiani della Bosanska Krajina peraltro effettuarono azioni di sostegno nelle valli dei fiumi Una e Sana causando notevoli problemi ai tedeschi che il 14 luglio dovettero dare inizio a un nuovo ciclo di operazioni per rastrellare sistematicamente il territorio tra i due corsi d'acqua. Le truppe tedesche condussero con grande brutalità queste azioni di rastrellamento, eliminando i feriti e imprigionando i civili, circa 68 000, che vennero deportati in massa in vari campi, tra cui il campo di concentramento di Jasenovac. Le operazioni tedesche nell'area terminarono solo il 15 agosto 1942.

### La collaborazione tra italiani e cetnici

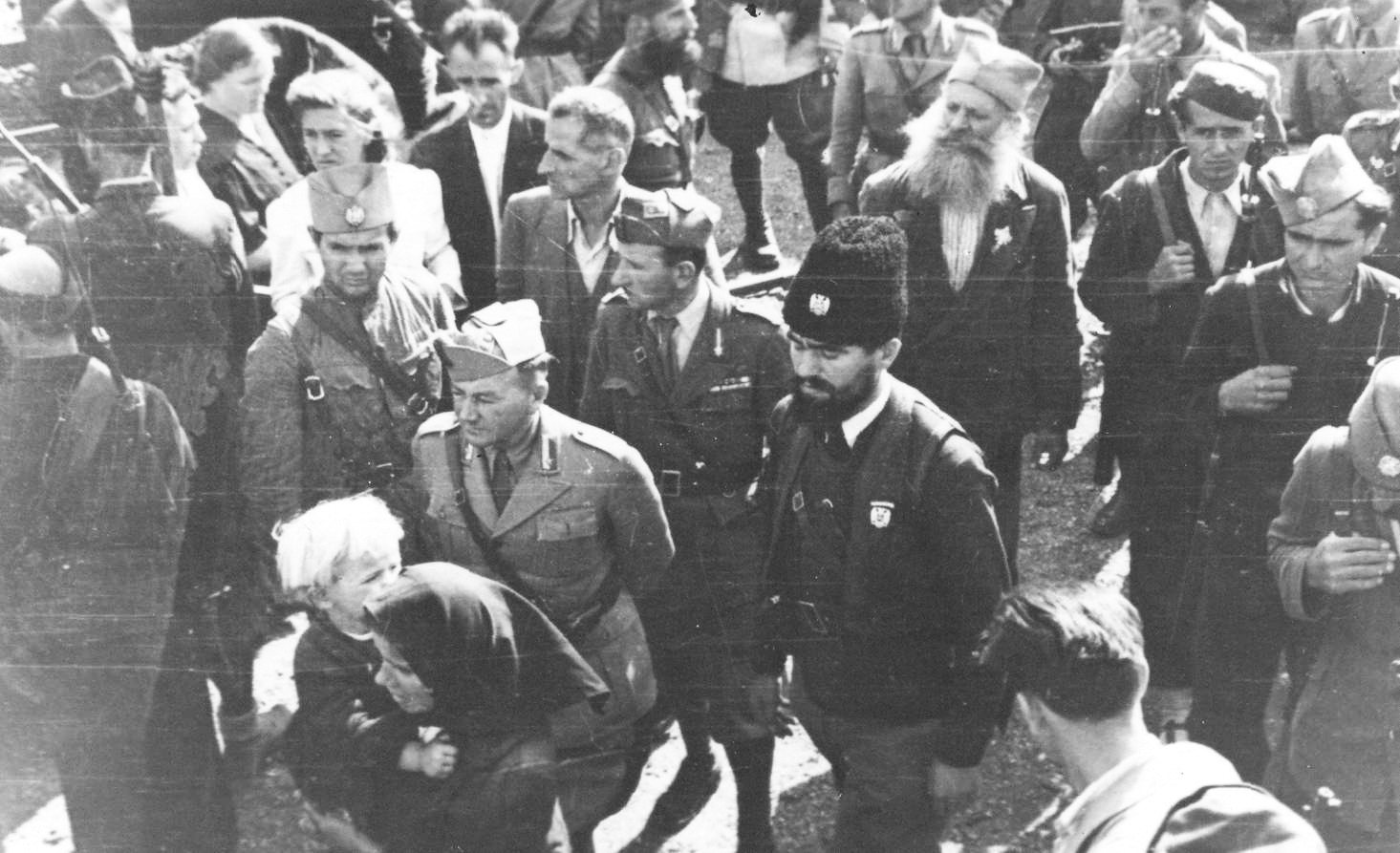
Combattenti cetnici insieme a truppe italiane; al centro con il copricapo scuro Momčilo Đujić

Nel corso del 1942 le autorità italiane nei territori occupati della Jugoslavia svilupparono l'organizzazione di formazioni collaborazioniste attraverso una serie di accordi bilaterali con singole personalità autorevoli e prestigiose prevalentemente provenienti dai nazionalisti serbi. Nell'estate 1942 il sistema della collaborazione in funzione anticomunista venne formalizzato con la costituzione della cosiddetta MVAC ("Milizia volontaria anticomunista"), costituita raggruppando formazioni cetniche già esistenti con unità di nuova costituzione. Questi reparti, armati, finanziati e vettovagliati dagli italiani, erano in teoria gerarchicamente e operativamente completamente dipendenti dai comandi dell'esercito italiano occupante; in realtà l'efficienza, la disciplina e l'affidabilità di queste formazioni eterogenee erano molto variabili.
I raggruppamenti numericamente più importanti di unità collaborazioniste erano presenti nello Stato Indipendente croato e in Montenegro, mentre piccoli formazioni furono costituite anche in Dalmazia, dove la MVAC venne attivata a giugno 1942, e in Slovenia dove la collaborazione, presente negli ambienti conservatori, nazionalisti, fascisti, godeva dell'appoggio anche delle gerarchie cattoliche guidate dall'arcivescovo Gregorij Rožman; le unità MVAC slovene vennero costituite ad agosto 1942. Numericamente molto più grandi furono tuttavia le unità collaborazioniste nello NDH, dove il 19 giugno 1942 venne concluso un accordo tra autorità croate e il comando della 2ª Armata per la formazione di reparti anti-comunisti composti unicamente da serbi; il comando della MVAC venne assunto ufficialmente a Spalato da Ilija Trifunović-Birčanin; la sua autorità suprema era peraltro solo nominale, sul campo predominavano autonomamente i comandanti locali: il religioso Momčilo Đujić, l'ex-politico Dobroslav Jevdjević e il militare Ilija Mihić.

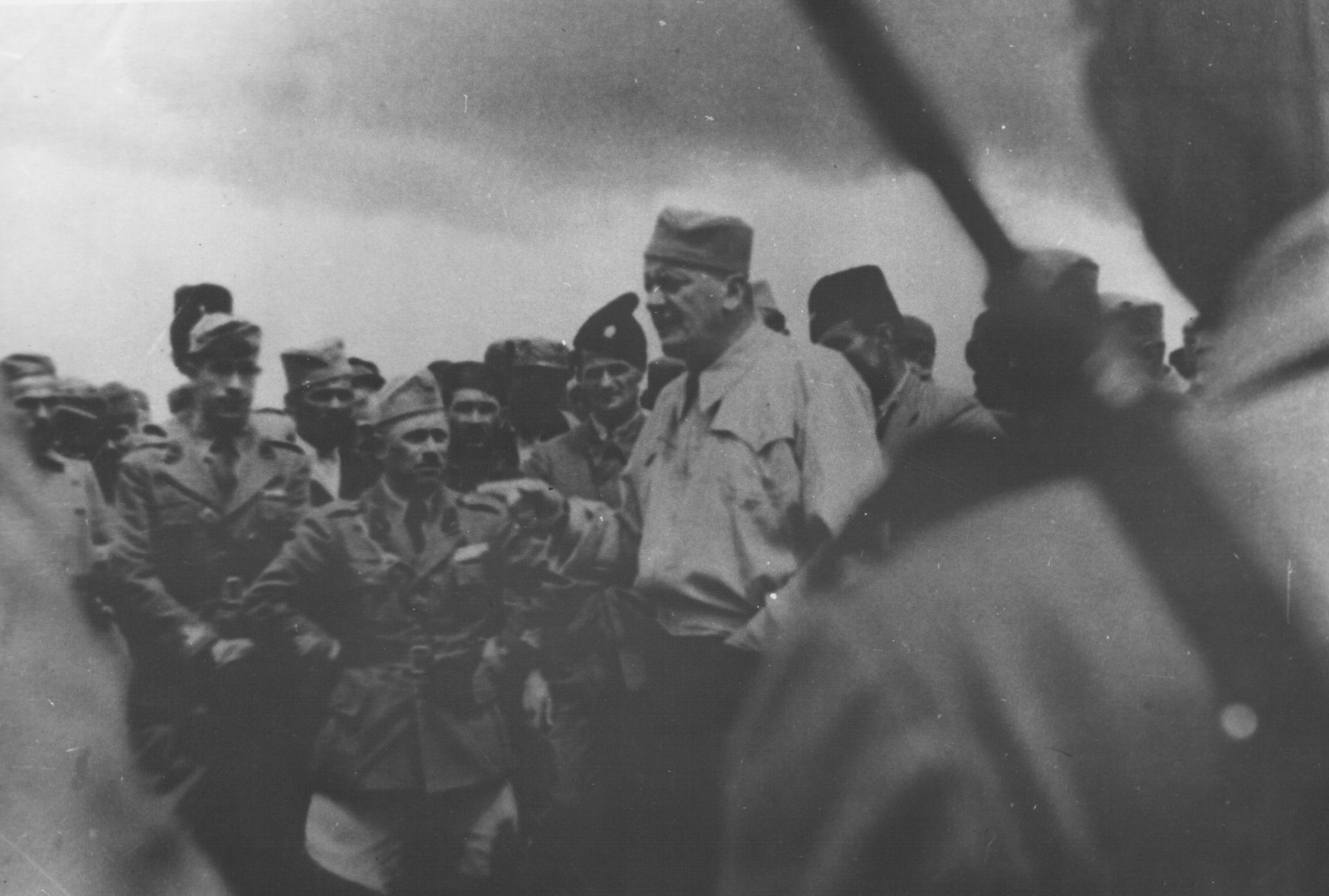
Il capo cetnico Dobroslav Jevdjević, al centro, insieme a militari italiani nel febbraio 1943.

Nel Montenegro dopo gli accordi di marzo 1942, il comando dei cetnici venne affidato al generale Blažo Đukanović che assunse anche un ruolo politico come presidente di un "comitato nazionale montenegrino", ma l'autorità principale era esercitata da Bajo Stanišić, Pavle Djurišić e Krsto Popović. Questi capi cetnici in realtà avevano assunto il comando su indicazione dagli italiani ma in precedenza avevano anche ricevuto l'autorità sui rispettivi territori da parte di Draža Mihailović. Nonostante le affermazioni del capo cetnico al processo dopo la guerra e le valutazioni di alcuni storici che hanno minimizzato la sua collaborazione con gli occupanti, Mihailović effettivamente approvò i contatti e gli accordi politici e operativi tra i capi cetnici in Montenegro e Stato indipendente croato con le autorità italiane; egli ritenne che in questo modo fosse possibile preservare dalla repressione e conservare intatte le sue forze in attesa del previsto sbarco degli Alleati e contemporaneamente annientare, con l'aiuto italiano, le etnie avversarie nelle regioni considerate serbe e soprattutto i rivali partigiani comunisti.
Nel 1942-43 la MVAC era costituita da circa 35 000 combattenti, ma in totale le forze collaborazioniste presenti nei territori sotto occupazione italiana erano molto più numerose; considerando la gendarmeria, i regolari croati, le milizie rurali e le bande musulmane, lo storico Eric Gobetti ritiene che le formazioni antipartigiane erano costituite da circa 100 000 uomini. L'efficienza di queste milizie tuttavia fu sempre molto limitata a causa di conflitti di competenze, scarsa disciplina, rivalità; si concluse con un fallimento anche l'ambizioso tentativo, nell'estate 1942, di sferrare una grande offensiva per costituire un "corridoio cetnico" esteso dalla Lika al Montenegro, libero dai partigiani e interposto tra i presidi italiani e l'area di occupazione tedesca. La cosiddetta "operazione Dinara" non ebbe successo, all'inizio dell'inverno i cetnici dovettero ripiegare nelle vecchie posizioni in Bosnia e Montenegro, mentre i partigiani estesero le loro "zone libere".

### La "lunga marcia" dei partigiani e la "repubblica di Bihać"

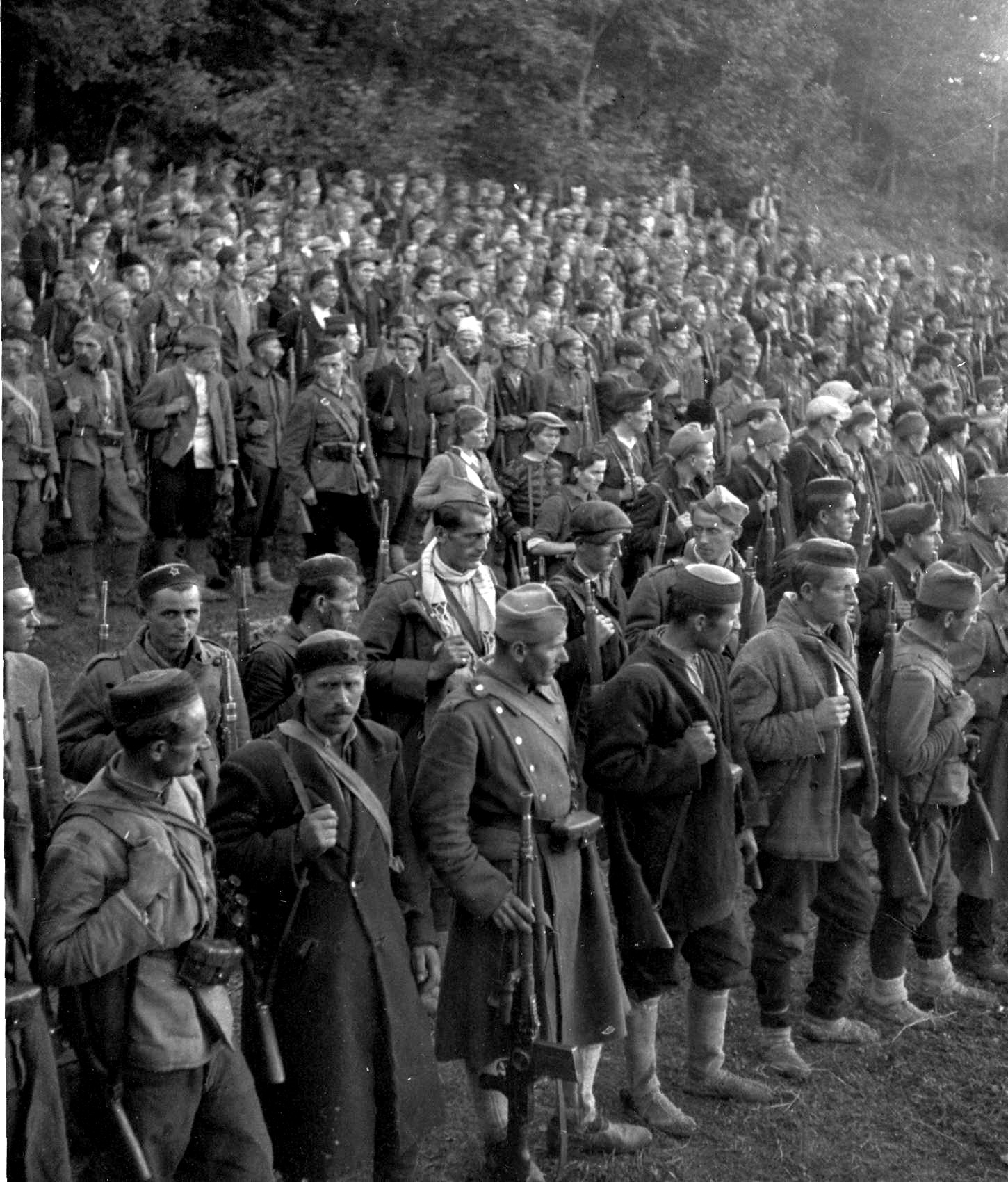
Schieramento della 4ª Brigata proletaria d'assalto montenegrina

In realtà dopo le perdite subite durante l'operazione Trio e la ritirata in Erzegovina, la situazione delle residue forze di Tito era divenuta molto critica; i partigiani dovevano fronteggiare "una delle peggiori crisi" della guerra; i reparti scelti ustaša devastavano brutalmente i villaggi, mentre la propaganda cetnica minava la coesione di molti gruppi partigiani che in parte si disgregarono. Il 19 giugno 1942, nel corso di una riunione del comando supremo partigiano, Tito e i suoi luogotenenti presero quindi la decisione di abbandonare il territorio dell'Erzegovina, devastato dalla guerra e privo di risorse economiche, e di trasferire quattro brigate con il quartier generale in Bosnia occidentale dove si sarebbe cercato di costituire una nuova base di operazioni; in un primo tempo Sava Kovačević sarebbe rimasto in Montenegro con la sua brigata. Le quattro brigate furono concentrate nella valle della Sutjeska a Zelen Gora e, insieme ai profughi e ai feriti, iniziarono la cosiddetta "lunga marcia" il 23 giugno 1942. Le forze partigiane erano divise in due gruppi: quello settentrionale con due brigate sotto il comando di Đilas e Arso Jovanović, e quello meridionale con le altre due brigate sotto il controllo diretto di Tito.
I partigiani jugoslavi sorpresero le forze dell'Asse e ottennero subito alcuni successi: il 28 giugno raggiunsero il monte Tresvarica, dopo aver sconfitto i cetnici a Jelasca, vicino Kalinovik, e nei giorni seguenti proseguirono con rapide marce verso Trnovo dove il comando tedesco di Sarajevo aveva concentrato un kampfgruppe. Le forze partigiane, divise sempre in due gruppi, all'inizio di luglio attaccarono in numerosi tratti la ferrovia strategica Sarajevo-Mostar e isolarono l'importante centro di Konjic, difeso da truppe croate, che venne attaccato e conquistato dai partigiani della Prima brigata proletaria nella notte del 7-8 luglio 1942.

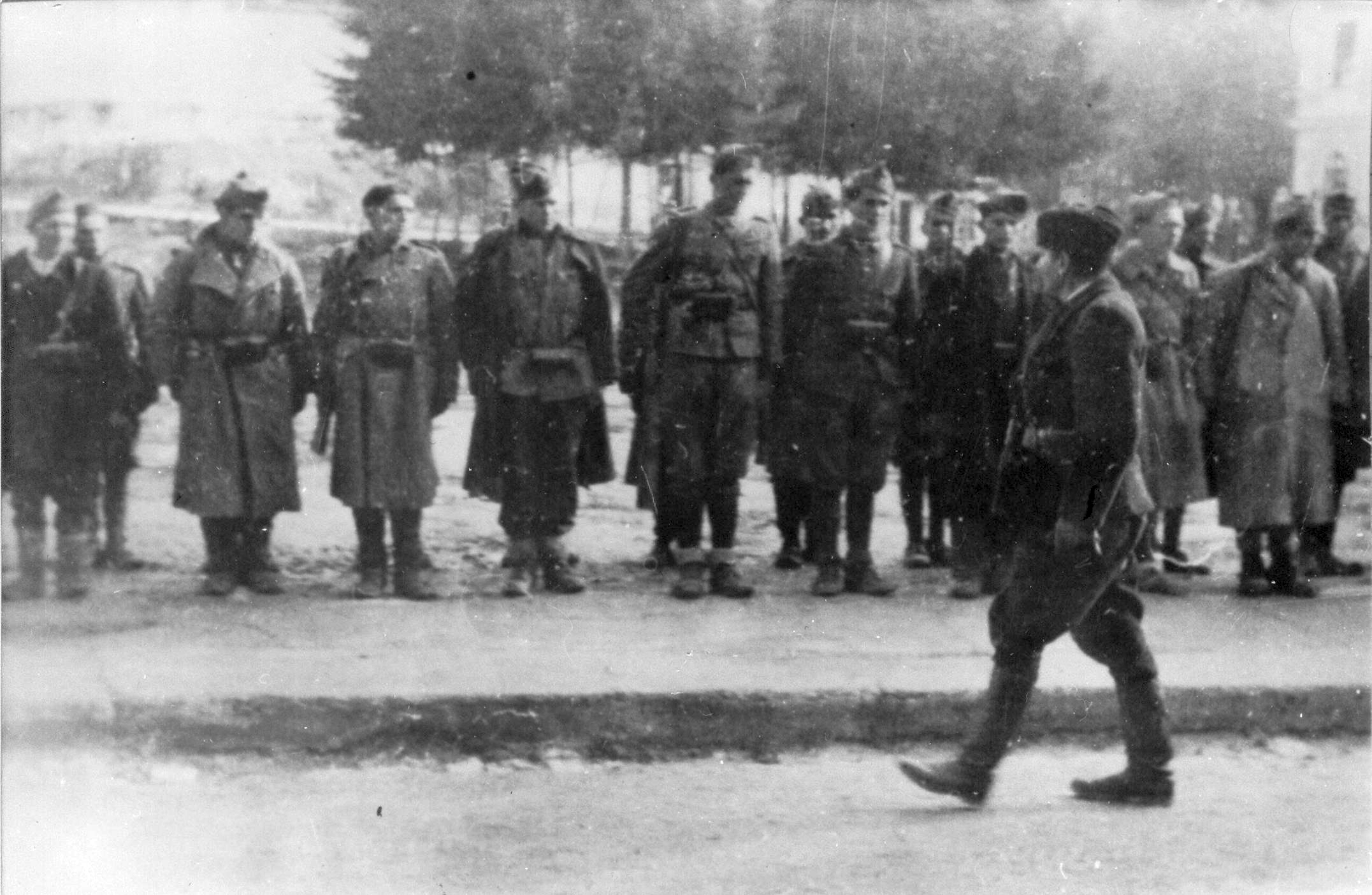
Tito passa in rivista i partigiani della 3ª Brigata proletaria d'assalto della Craina dopo la liberazione di Bihać nel novembre 1942

Nei giorni seguenti, mentre il comando tedesco concentrava elementi di una divisione tedesca e reparti domobrani e ustaša per contrattaccare, i partigiani ripresero la marcia sempre divisi in due gruppi; una brigata partigiana riuscì l'11 luglio a conquistare Gornij Vakuf, mentre il gruppo di brigate meridionale il 13 luglio entrò a Prozor che era stata abbandonata dalle truppe croate. Non ebbe successo invece l'attacco a Bugojno; gli assalti del 17 e 20 luglio vennero respinti dalla guarnigione ustaša; in questa fase la cosiddetta "legione nera" (Crna Legija) di Jure Francetić, un fanatico reparto ustaša, massacrò brutalmente tutta la popolazione civile del villaggio di Hurije.
Nonostante l'insuccesso di Bugojno, la marcia delle forze partigiane continuò; la 2ª Brigata proletaria avanzò il 31 luglio verso Kupres, mentre altre due brigate, la 1ª e la 3ª, marciarono su Livno che venne raggiunta e attaccata la notte del 4-5 agosto 1942. L'assalto dei partigiani ebbe successo; i reparti croati vennero sopraffatti e gli ultimi nuclei di resistenza a Livno si arresero il 7 agosto; tutti gli ustasa catturati vennero fucilati. Le forze partigiane si rinforzavano con l'arrivo dal Montenegro anche della brigata di Sava Kovacevic che, sottoposta a una dura pressione, aveva deciso di seguire il nucleo principale, ma terminarono con un fallimento i ripetuti attacchi contro Kupres dell'11 e 13 agosto aspramente difesa dagli ustasa di Francetić.

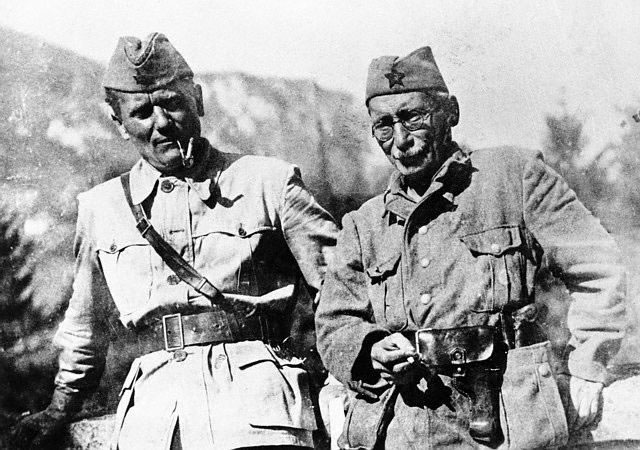
Tito e Moša Pijade nel 1942

Nonostante l'insuccesso, Tito e il comando supremo decisero di continuare l'offensiva e organizzarono un attacco combinato con tre brigate verso Mrkonjić-Grad, Bosansko Grahovo e soprattutto Jajce. Il 23 agosto con un attacco di sorpresa della 2ª brigata proletaria e della 1ª brigata della Craina venne conquistata Mrkonjic-Grad difesa da deboli forze croate, quindi i partigiani marciarono su Jajce. Un contrattacco tedesco con due kampfgruppe provenienti da Banja Luka venne respinto dalle brigate partigiane tra l'11 e 19 settembre e Tito poté attaccare Jajce in forze e conquistarla dopo i combattimenti del 24 e 25 settembre 1942.
Gli alti comandi dell'Asse, preoccupati per i successi partigiani, organizzarono una serie di operazioni per riguadagnare le posizioni perdute e distruggere le forze nemiche; i tedeschi il 28 settembre iniziarono l'operazione Jajce in direzione di Ključ e Jajce, mentre gli italiani della divisione "Messina", insieme a formazioni cetniche, il 5 ottobre diedero inizio all'operazione Alfa a protezione di Mostar. Le truppe dell'Asse ottennero qualche risultato e Jajce e Prozor vennero riconquistate, ma i partigiani contrattaccarono localmente con successo. Il 21 ottobre i tedeschi iniziarono un nuovo ciclo di operazioni mentre gli italiani con l'operazione Beta rientrarono a Livno il 24 ottobre, ma nel complesso le offensive dell'Asse si conclusero con risultati deludenti e i partigiani mantennero le loro forze e poterono riprendere la marcia in Bosnia occidentale.
Tito e il comando supremo intendevano attaccare e liberare l'importante città di Bihać che poteva diventare un centro di aggregazione per un ampio territorio "libero"; i piani partigiani prevedevano attacchi diversivi da parte di due brigate in Croazia contro Sisak e Bosansko Grahovo e un attacco principale con otto brigate e circa 9 000 partigiani verso Bihać. La città era difesa da una numerosa guarnigione di domobranci e ustaša mentre parte di una divisione tedesca era schierata nel territorio vicino. L'attacco partigiano ebbe inizio il 2 novembre 1942 e si sviluppò con successo nonostante l'aspra resistenza, i croati vennero sconfitti e anche i tedeschi dovettero ripiegare. La città cadde il 4 novembre 1942 per merito principale della 3ª Brigata proletaria d'assalto della Craina; i partigiani entro la metà del mese di novembre catturarono molte armi e materiali e poterono liberare un vasto territorio dove costituirono la "repubblica di Bihać" che in dicembre ospitò il primo congresso dell'AVNOJ.

### L'operazioneWeisse la battaglia della Neretva

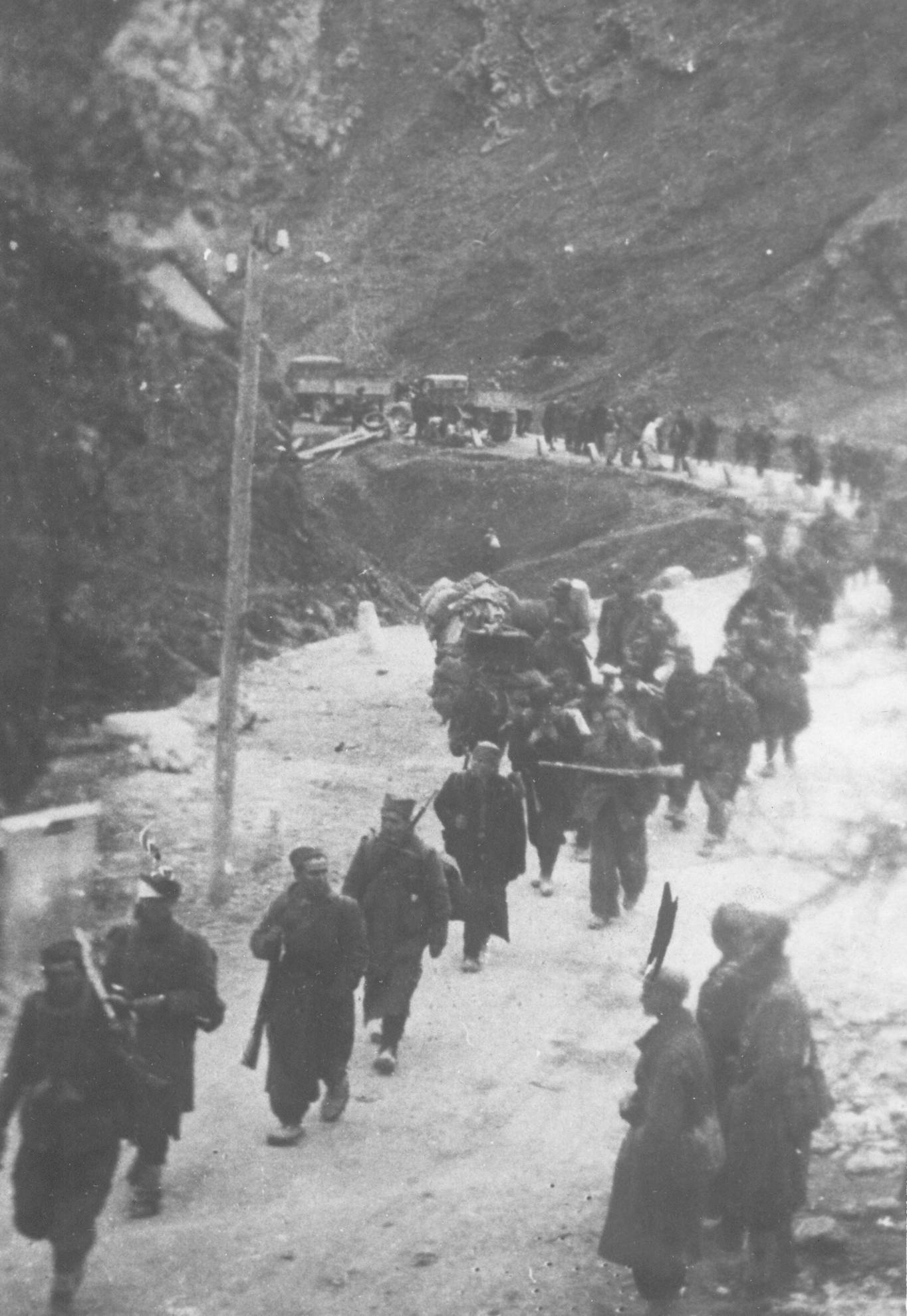
La 2ª Brigata proletaria d'assalto in marcia durante la battaglia della Neretva

L'evoluzione sfavorevole della guerra nel teatro africano e la crescente potenza alleata nel Mediterraneo dopo l'operazione Torch nel novembre 1942 costrinsero Mussolini e l'alto comando italiano a rivedere i loro piani e riorganizzare la dislocazione delle loro forze per poter fronteggiare eventuali minacce nemiche direttamente contro la penisola. Il 19 novembre 1942 quindi il generale Roatta, il maresciallo Ugo Cavallero e Mussolini concordarono il trasferimento in Italia di due divisioni della 2ª Armata e il ritiro entro il 15 gennaio 1943 dell'esercito italiano dalla II zona nello stato croato; la Morlacca sarebbe stata evacuata. Queste decisioni italiane tuttavia erano in completo contrasto con i nuovi piani di Hitler e dell'alto comando tedesco che al contrario, temendo uno sbarco alleato nei Balcani nella primavera, avevano deciso di potenziare le loro forze nel teatro per reprimere ogni movimento di resistenza.

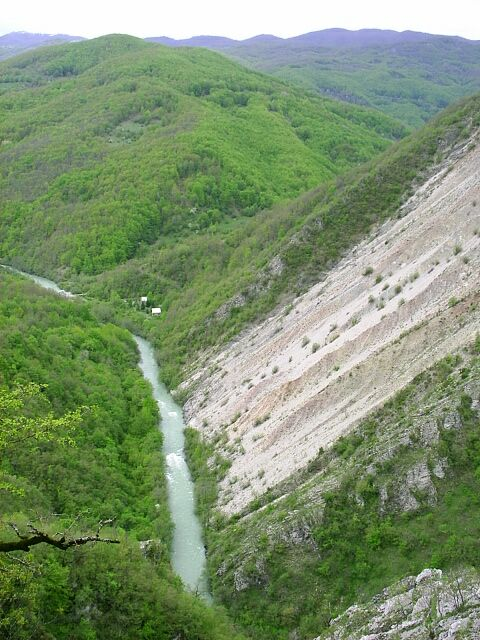
Un tratto del fiume Neretva in Bosnia-Erzegovina

Nel mese di novembre 1942 Hitler espresse per la prima volta, durante un incontro nel suo quartier generale ucraino a Vinnica con Ante Pavelić, la ferma determinazione di sferrare durante l'inverno una grande offensiva decisiva in Jugoslavia per distruggere le forze partigiane e pacificare l'area in previsione di un possibile sbarco alleato. Fu tuttavia durante la riunione in Prussia orientale del 18-20 dicembre 1942, nel pieno della crisi a Stalingrado, che Hitler manifestò la sua decisione definitiva e ottenne il consenso e la collaborazione di Galeazzo Ciano e del maresciallo Cavallero, ai suoi piani offensivi contro la resistenza. Già in precedenza, il 1º dicembre 1942, era stato organizzato un comando tedesco in Croazia affidato al generale Rudolf Lüters, mentre il 1º gennaio 1943 fu costituito un Comando superiore tedesco del Sud-Est con sede a Salonicco e affidato al generale Alexander Löhr, responsabile dell'intero teatro operativo balcanico.
L'alto comando tedesco del teatro Sud-Est quindi progettò un vasto piano offensivo, nome in codice "operazione Weiss" per accerchiare e distruggere la massa delle forze partigiane raggruppate nella cosiddetta "repubblica di Bihać"; il piano prevedeva tre fasi successive con l'impiego di quattro divisioni tedesche, di tre divisioni italiane e di contingenti di forze collaborazioniste croate e cetniche; sarebbero stati impegnati in totale circa 90 000 uomini con il sostegno di armi pesanti e circa 130 aerei. Secondo i piani dell'operazione Weiss, le divisioni tedesche avrebbero attaccato da nord sulla direttrice Karlovac-Bihać-Bosanski Petrovac, mentre le divisioni italiane con il supporto dei cetnici del MVAC sarebbero avanzati da ovest verso Sanski Most-Ključ-Bosanski Petrovac. Le successive fasi Weiss II e Weiss III prevedevano il progressivo annientamento delle forze nemiche accerchiate e il rastrellamento del territorio. Il comando italiano intendeva impiegare, nonostante le contestazioni dei tedeschi, i numerosi contingenti cetnici con i quali aveva stretto accordi di collaborazione; era previsto quindi il concorso dei reparti cetnici al comando di Dujić e Jevdjević schierati a Gračac e Tenin; inoltre anche Draža Mihailović, nonostante molte incertezze, aveva deciso di concorrere alla distruzione dei nemici comunisti; il suo capo di stato maggiore Ostojić venne inviato a Kalinovik per controllare le operazioni, mentre Stanišić e Djurišić ricevettero l'ordine di bloccare ad ogni costo con i cetnici montenegrini un'eventuale ritirata dei partigiani a sud della Neretva.

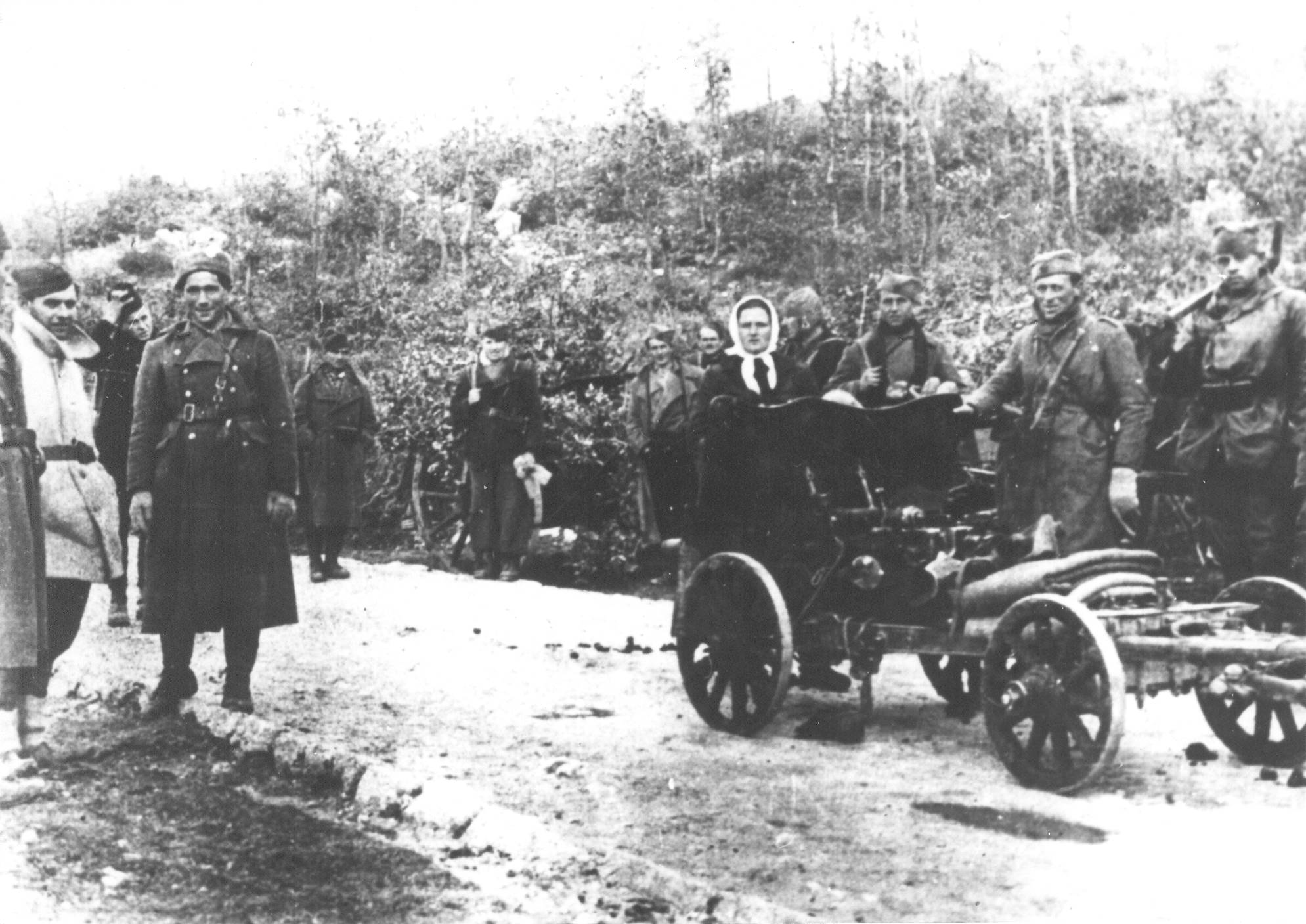
Partigiani della 2ª Divisione proletaria dopo i combattimenti contro la divisione "Murge"

L'operazione Weiss ebbe inizio il 20 gennaio 1943 con l'offensiva di tre divisioni tedesche da nord e nord-est e di tre divisioni italiane da ovest ma non si sviluppò secondo i piani dell'alto comando dell'Asse; i partigiani del I Corpo croato e del I Corpo bosniaco combatterono accanitamente e rallentarono l'avanzata nemica; l'accerchiamento nell'area di Bosanski Petrovac non ebbe successo. I tedeschi occuparono la capitale nemica Bihać il 29 gennaio 1943 ma i partigiani contrattaccarono contro le divisioni italiane che subirono forti perdite. Inoltre Tito decise, l'8 febbraio 1943, di prendere l'iniziativa e marciare con le sue divisioni migliori e tutti i feriti verso sud-est, per costituire un nuovo territorio libero in Erzegovina e Montenegro dopo aver superato gli sbarramenti italiani e cetnici sul fiume Neretva; egli prevedeva in un secondo tempo di proseguire l'avanzata verso il Kosovo, la Metonija e la Macedonia. La marcia delle divisioni iniziò subito, il 9 febbraio, e proseguì con successo ma il movimento era intralciato dalla necessità di trasportare anche tutti i feriti e i malati di tifo che, se abbandonati al nemico, avrebbero rischiato di essere brutalmente uccisi.
Il 15 febbraio 1943 le formazioni partigiane completarono la marcia verso sud e iniziarono i loro attacchi contro i presidi italiani della divisione "Murge", schierati a protezione della linea della Neretva, che vennero sorpresi e in gran parte sbaragliati. Il 17 febbraio i partigiani della 5ª brigata montenegrina di Sava Kovačević sfondarono le difese di Prozor; il battaglione italiano che tentava di ripiegare, venne distrutto e molti prigionieri vennero fucilati sommariamente e i cadaveri gettati nel fiume Rama. I partigiani catturarono armi pesanti ed equipaggiamenti preziosi. Il giorno precedente erano già arrivati sulla Neretva i reparti della 2ª Divisione proletaria di Peko Dapčević che avevano occupato Drežnica dopo aver distrutto un altro reparto della "Murge". Il 22 febbraio 1943 i partigiani ottennero un nuovo successo conquistando con la 4ª Brigata montenegrina anche l'importante centro di Jablanica dove sorgeva un ponte strategico sulla Neretva; un reparto italiano venne catturato; gli ufficiali furono fucilati e sembra che i partigiani eliminarono anche i feriti nemici.

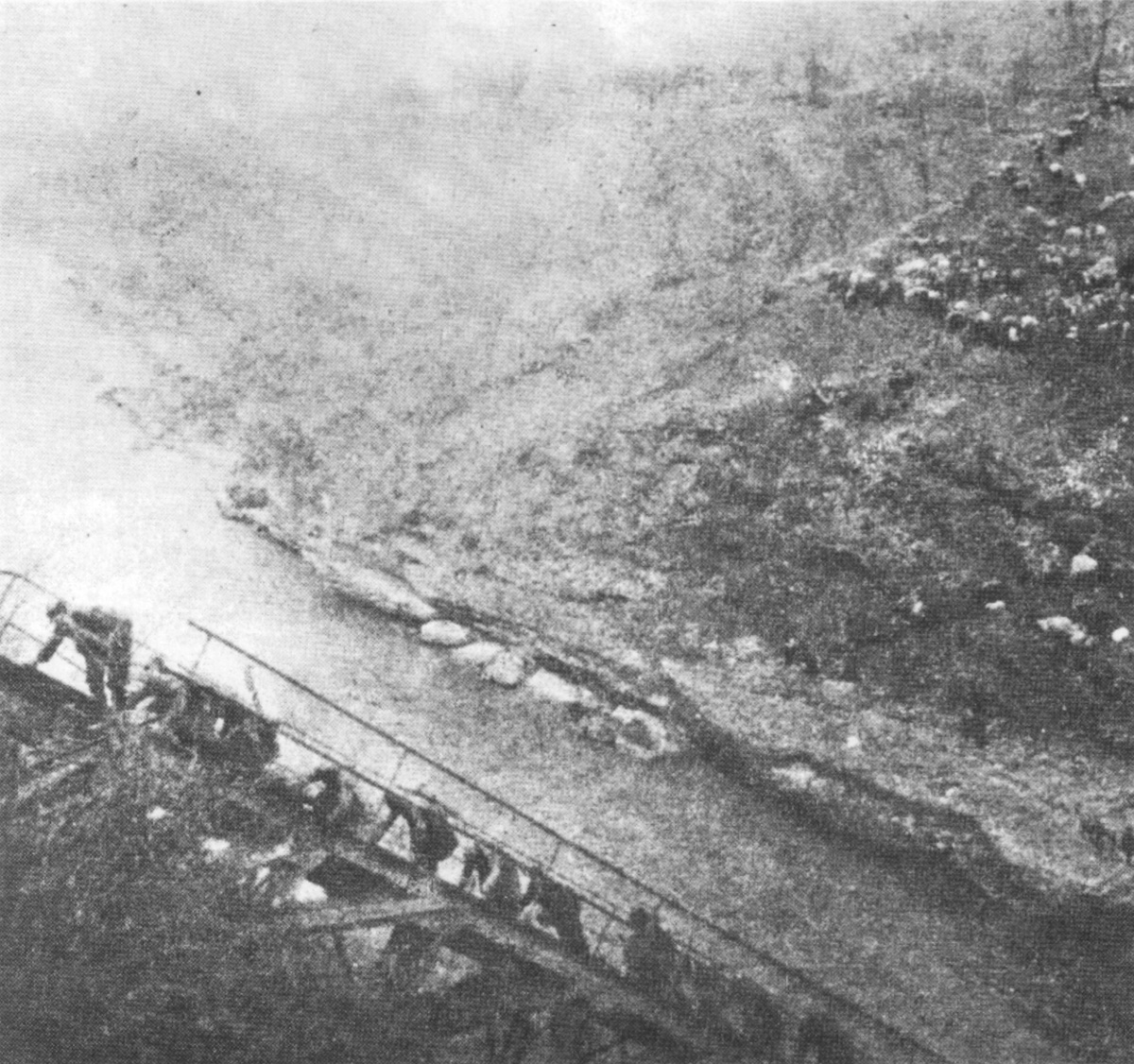
I partigiani jugoslavi attraversano la Neretva sui resti del ponte demolito a Jablanica

Dopo le ripetute vittorie contro gli italiani della divisione "Murge" lungo il corso della Neretva la situazione tattica sembrava favorevole ai partigiani ma in realtà la posizione delle forze di Tito era ancora critica; l'attacco precipitoso della 1ª Brigata proletaria di Danilo Lekić contro l'importante centro di Konjic, sferrato il 19 febbraio 1943, era stato inaspettatamente respinto dalla guarnigione italiana e inoltre l'alto comando tedesco aveva deciso di iniziare quello stesso giorno la seconda fase dell'operazione Weiss muovendo una divisione e un kampfgruppe verso Prozor e Jablanica, mentre un altro kampfgruppe sarebbe avanzato da Sarajevo verso Ivan Sedlo e Konjic.
La situazione dei partigiani divenne difficile: il secondo attacco a Konjic non ebbe successo nonostante l'intervento della 5ª brigata montenegrina; inoltre Tito prese la decisione rischiosa di far saltare il ponte di Jablanica e concentrare sulla riva occidentale tutta la 2ª Divisione proletaria. L'avanzata tedesca si sviluppò con successo; a sud-ovest i tedeschi raggiunsero Gornji Vakuf e minacciarono di raggiungere l'ospedale centrale partigiano, mentre a nord il secondo kampfgruppe occupò Ivan Sedlo e si avvicinò a Konjic mettendo in pericolo le retrovie del nemico. In questa fase il comando dell'Asse contava anche sul contributo delle formazioni cetniche di Jevdjević, Stanišić e Ostojić che avrebbero dovuto attaccare da sud lungo la Neretva, mentre gli italiani e i cetnici del MVAC sarebbero avanzati verso nord da Mostar.

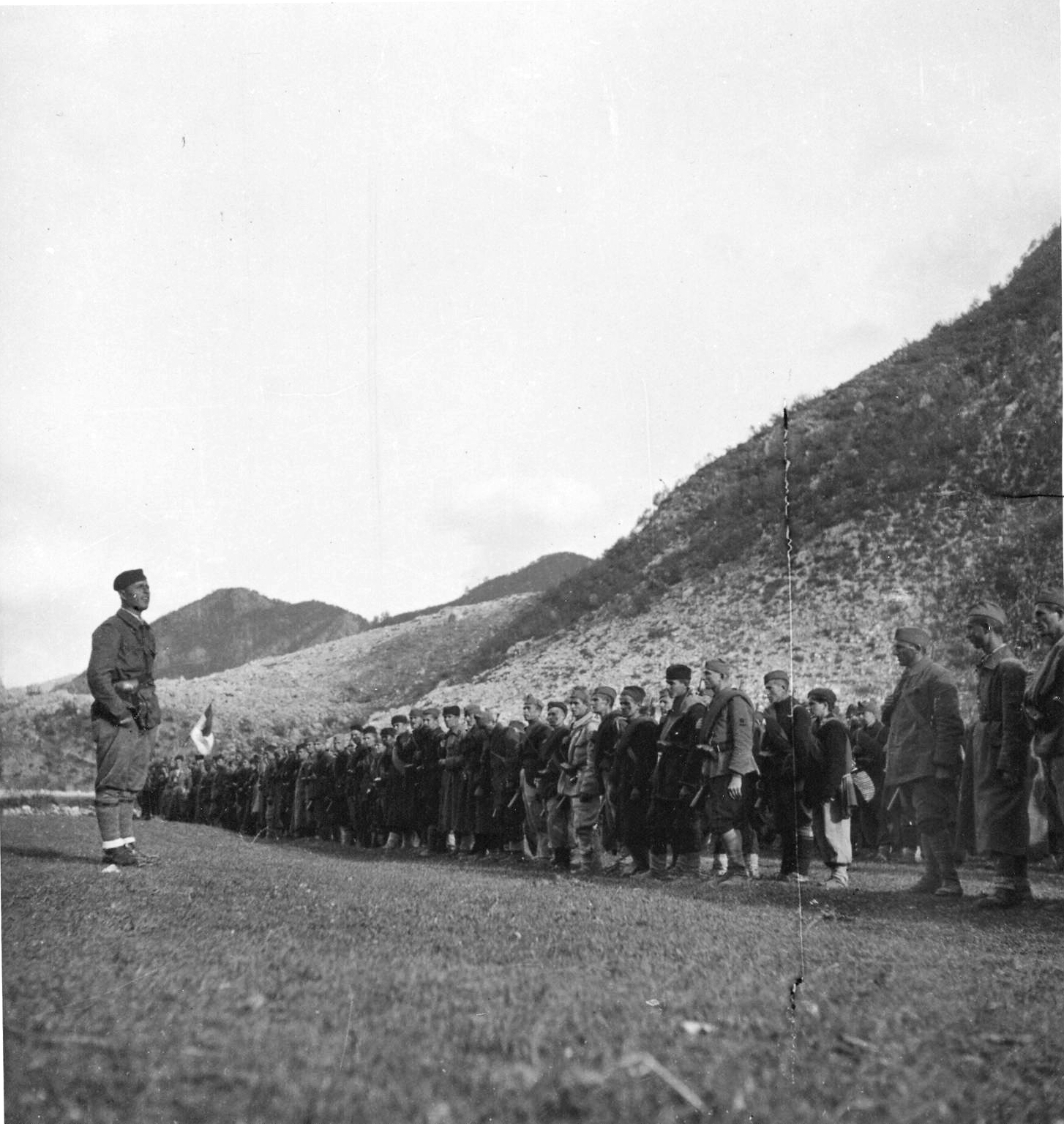
Mitar Bakić, commissario politico della 2ª Divisione proletaria, parla ai partigiani nel maggio 1943 prima della battaglia della Sutjeska

Tito prese nuove decisioni per salvare le sue forze: le due divisioni proletarie di Popović e Dapcević contrattaccarono i tedeschi dal 2 marzo e li respinsero da Gornji Vakuf mettendo in salvo i feriti; il 6 marzo venne sferrato l'attacco attraverso la Neretva che venne superata sui resti del ponte distrutto di Jablanica; i partigiani della 2ª Brigata proletaria d'assalto dalmata (Druga dalmatinska brigada) di Ljubo Vučković respinsero i cetnici e, dopo aver superato il fiume, costruirono precarie passerelle su cui dal 9 marzo furono fatti passare i feriti. I tentativi delle forze dell'Asse di bloccare l'avanzata dei partigiani terminarono con una sconfitta; gli italiani e i cetnici del MVAC furono bloccati nel settore di Mostar mentre anche i tedeschi avanzarono lentamente e raggiunsero la Neretva solo il 17 marzo quando ormai le divisioni partigiane di Popović, Dapcević e Pero Ćetković erano già a est del fiume e avanzavano con successo in Erzegovina. I cetnici di Stanišić e Ostojić e i resti della divisione "Murge" furono sconfitti e dovettero cedere temporaneamente Nevesinje e Kalinovik; lo stesso Mihailović, che si era trasferito nella zona d'operazioni, fu costretto da evacuare il suo quartier generale e ripiegare su Foča; dopo duri scontri e nonostante pesanti perdite, i partigiani riuscirono quindi alla fine di marzo a raggiungere l'Erzegovina orientale e il Montenegro dove costituirono un nuovo territorio libero.
Nei giorni immediatamente successivi alla battaglia della Neretva ebbe luogo uno degli episodi più oscuri e controversi della resistenza jugoslava; inaspettatamente nella fase di più accesi combattimenti, emissari politici di alto livello del movimento partigiano comunista iniziarono trattative dirette con i generali tedeschi. Secondo le memorie dei protagonisti jugoslavi, Tito e i dirigenti comunisti avevano obiettivi limitati e contingenti: favorire una tregua che potesse indebolire la pressione tedesca sulle forze partigiane in ritirata, scambiare i prigionieri e ottenere il riconoscimento di potenza belligerante legittima. Altre interpretazioni evidenziano invece l'importanza politica di questi colloqui durante i quali i dirigenti partigiani avrebbero affermato di essere disposti a sospendere le ostilità contro i tedeschi e di essere interessati soprattutto a sconfiggere i cetnici; essi avrebbero anche sottolineato di essere pronti a ostacolare militarmente un eventuale sbarco anglo-americano nei Balcani. Tito e i suoi luogotenenti agirono autonomamente e in contrasto con le indicazioni sovietiche; Milovan Đilas, Vladimir Velebit e Koča Popović si incontrarono più volte a Zagabria e Sarajevo con Glaise von Hosternau e altri generali tedeschi tra il 10 e il 20 marzo 1943. I colloqui si conclusero senza risultati politici; i partigiani ottennero alcuni scambi di prigionieri e apparentemente i tedeschi rallentarono la loro azione bellica durante le trattative, ma alla fine Hitler impose l'interruzione di ogni contatto affermando che "con i ribelli non si tratta, i ribelli vanno fucilati".

### L'operazioneSchwarze la battaglia della Sutjeska

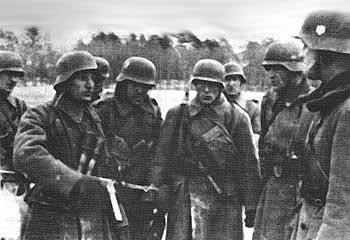
Soldati della 369ª Divisione tedesco-croata, detta Teufels Division o "divisione del Diavolo"

Nel mese di aprile 1943 i partigiani di Tito dopo la riuscita ritirata attraverso la Neretva, ampliarono ancora il territorio sotto il loro controllo avanzando nel Sangiaccato e in Montenegro; il gruppo operativo principale, costituito dalle due divisioni proletarie, dalla 3ª Divisione d'assalto e dalla 7ª Divisione della Banija, aveva raggiunto la Lim e la Drina e sconfissero pesantemente i cetnici di Pavle Djurišić. Il comando supremo partigiano, che era dislocato nell'area dell'impervio monte Durmitor, aveva preparato piani per estendere ulteriormente le operazioni e raggiungere il Kosovo, dove si sarebbe potuto entrare in contatto con i partigiani albanesi, e la Serbia meridionale.
Questi piani erano troppo ottimistici; in realtà il comando tedesco aveva deciso di sferrare una nuova grande offensiva per raggiungere i risultati definitivi che non erano stati ottenuti durante l'operazione Weiss; i tedeschi intendevano proteggere la regione mineraria di Mostar e della Serbia sud-occidentale per ragioni di economia bellica, ma erano decisi soprattutto ad accerchiare e distruggere le forze partigiane comuniste; inoltre i piani prevedevano anche di disarmare e sciogliere le formazioni cetniche ritenute infide e pronte a sostenere un eventuale sbarco britannico nei Balcani. I capi partigiani, ingannati dalle trattative di marzo con i tedeschi, furono sorpresi dall'inizio della nuova offensiva tedesca; Tito e Velimir Terzić, vice-capo di stato maggiore, sembrarono convinti che i tedeschi avrebbero lasciato agire i partigiani contro i cetnici senza interferire e avrebbero rispettato una sorta di tregua d'armi. Fu Arso Jovanović che, di ritorno dalla Slovenia con notizie precise, mise in allarme il comando supremo di Tito.

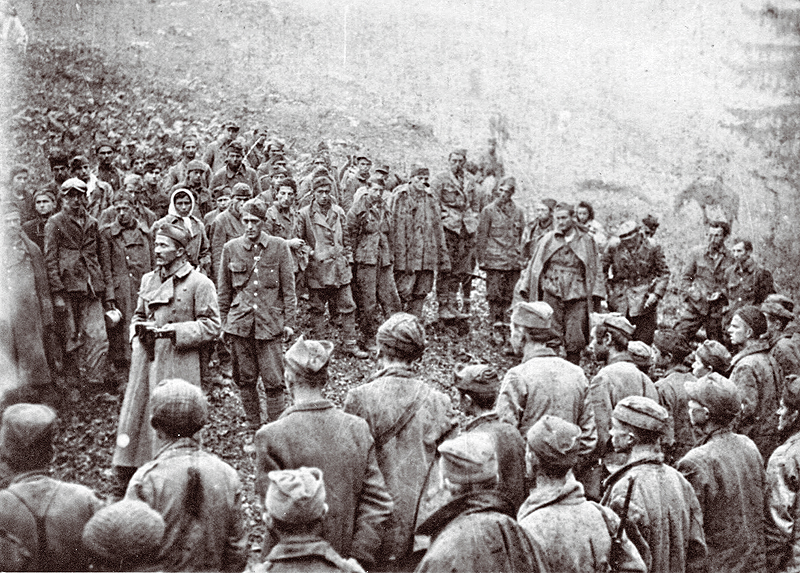
Danilo Lekić esorta i partigiani della 1ª Brigata proletaria d'assalto prima dell'attacco decisivo di sfondamento durante la battaglia della Sutjeska

I piani tedeschi per la cosiddetta operazione Schwarz prevedevano di impiegare circa venti giorni per chiudere in un accerchiamento sempre più serrato le forze partigiane che sarebbero state quindi annientate durante le successive operazioni di rastrellamento. Il generale Lüters, comandante superiore tedesco, disponeva di circa 127 000 soldati: la 7. SS-Freiwilligen-Gebirgs-Division "Prinz Eugen", formata da Volksdeutsche, principalmente svevi del Danubio, sarebbe avanzata da nord verso sud-est in direzione della Piva, supportata dalla 118ª Divisione di cacciatori e da unità domobrane croate. Da est avrebbe attaccato verso Pljevlja la 369ª Divisione tedesco-croata; da sud avrebbe chiuso l'accerchiamento la 1ª Divisione da montagna; era prevista la collaborazione di alcune formazione italiane nei settori sud e est. Le direttive operative tedesche stabilivano di agire con grande brutalità anche nei confronti della popolazione, distruggendo sistematicamente i villaggi e le scorte di viveri. I comandanti superiori italiani, tra cui il generale Pirzio Biroli, condividevano solo in parte i progetti tedeschi; in particolare sorsero contrasti sul programma di disarmo e internamento di tutte le formazioni cetniche; gli italiani avrebbero preferito salvaguardare i buoni rapporti con alcuni capi collaborazionisti.

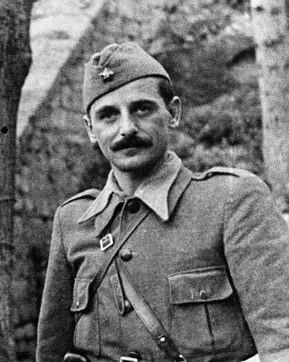
Koča Popović fu il primo comandante della 1ª Brigata proletaria e della 1ª Divisione proletaria

L'alto comando tedesco aveva deciso di modificare i suoi schemi tattici per competere con le tattiche di guerriglia del nemico e distruggere finalmente i partigiani; i tedeschi costituirono una serie di postazioni fortificate lungo il perimetro della prevista area di accerchiamento che avrebbero dovuto impedire ogni sfondamento. Si prevedeva di impiegare tattiche aggressive di penetrazione nel territorio partigiano con truppe mobili ed addestrate per la guerra in montagna dotate di cani addestrati e costantemente informate sugli spostamenti dell'avversario da accurate ricognizioni aeree. Inoltre il comando tedesco disponeva di cospicue riserve con le quali intendeva sostituire i reparti di prima linee e mantenere la pressione contro i partigiani fino alla loro totale distruzione; la popolazione civile sarebbe stata evacuata o impiegata al servizio delle truppe dell'Asse, i mezzi di trasporto e le riserve alimentari sarebbero state requisite.

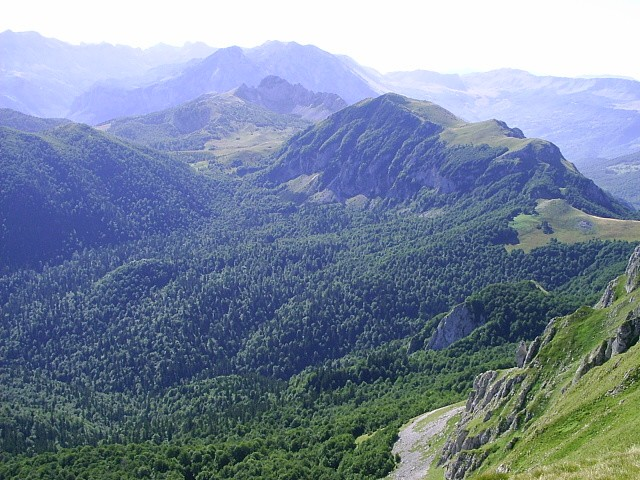
Il massiccio del Zelen Gora, teatro di alcune delle fasi più drammatiche della battaglia della Sutjeska

L'operazione Schwarz ebbe inizio il 15 maggio 1943; nei primi giorni le divisioni tedesche avanzarono da nord e da est verso Nikšić e Foča e minacciarono di raggiungere l'ospedale centrale delle forze partigiane che dovette essere trasferito nella valle della Piva; i partigiani inizialmente contrattaccarono a sud e due brigate montenegrine sconfissero nel settore di Podgorica reparti della divisione "Venezia". Nei giorni seguenti Tito concentrò le due divisioni proletarie a nord per aprire un passaggio nel settore di Foča e contemporaneamente chiese aiuto alle forze partigiane della Bosnia centrale, ma la situazione del gruppo operativo principale peggiorò rapidamente; le divisioni tedesche avanzarono concentricamente da nord, da est e da sud e il 23-24 maggio venne respinto il contrattacco delle divisioni proletarie a Foča. Tito decise di cambiare la direzione di ritirata: tutte le unità partigiane, i feriti e i malati si sarebbero concentrati in un primo momento tra la Piva e la Tara, mentre un'avanguardia costituita dalla 2ª Divisione proletaria avrebbero dovuto dal 26 maggio marciare subito verso Vučevo per occupare una testa di ponte sul fiume Sutjeska attraverso la quale uscire dalla sacca d'accerchiamento tedesca.
Il gruppo principale delle forze partigiane con il Comando supremo di Tito si concentrò quindi, dopo un'estenuante marcia nell'impervio territorio boscoso, sul monte Durmitor dove il 28 maggio 1943 furono sorprendentemente paracadutati i componenti della missione britannica di collegamento guidata dai capitani Frederick William Deakin e F. W. Stuart. I militari inglesi si aggregarono al comando supremo che riprese la marcia per sfuggire all'accerchiamento; i movimenti erano estremamente disagevoli per le difficoltà del terreno e per i continui attacchi aerei tedeschi; il capitano Stuart rimase ucciso e lo stesso Tito venne ferito a una spalla. Nel frattempo l'avanguardia partigiana della 2ª Brigata proletaria era riuscita a sbucare dalla valle della Piva e a conquistare una testa di ponte sulla Sutjeska, raggiungendo il Zelen Gora; a questo punto Tito decise di dividere le forze in due gruppi; le divisioni proletarie con il comando supremo avrebbero sfondato attraverso le posizioni raggiunte sulla Sutjeska, mentre il secondo gruppo al comando di Radovan Vukanović, con la 7ª Divisione della Banija, decimata dall'epidemia di tifo, e la 3ª Divisione di Sava Kovačević, sarebbe rimasto indietro a protezione dei feriti; Milovan Đilas e Ivan Milutinović rimasero con il secondo gruppo. I tedeschi speravano di aver finalmente accerchiato in modo decisivo il nucleo delle forze partigiane, compresi Tito e il comando nemico; il 10 giugno l'alto comando tedesco comunicò ai reparti combattenti che "ingenti forze nemiche" erano accerchiate, che era "giunta l'ora della completa distruzione dell'esercito partigiano".

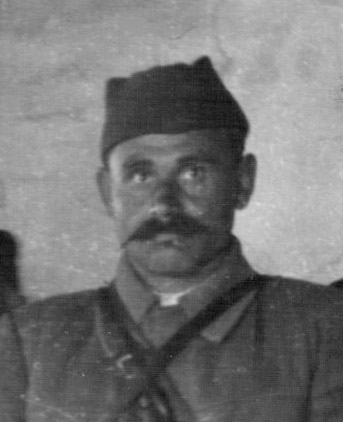
Il comandante partigiano Sava Kovačević fu ucciso durante la battaglia della Sutjeska

Dal 10 e al 13 giugno 1943 invece il primo gruppo partigiano con Tito, la missione britannica e il comando supremo, riuscì a rompere l'ultima linea d'accerchiamento tedesco sulla Sutjeska; mentre alcune brigate difendevano la testa di ponte sul Zelen Gora e respingevano a costo di gravi perdite gli attacchi tedeschi, Koča Popović individuò il punto debole dell'anello nemico a Balinovac e sferrò l'attacco decisivo con la 1ª Divisione proletaria che riuscì a sfondare le linee della 369ª Divisione tedesco-croata, riuscendo a liberare la strada per Foča e Miljevina; i contrattacchi tedeschi furono respinti. Nei giorni seguenti quindi le due divisioni proletarie di Popović e Dapcević e la esausta 7ª Divisione riuscirono, dopo aspri combattimenti, a passare per il varco e raggiungere l'area dei monti Romanija dove tra il 15 e il 20 giugno le forze partigiane consolidarono le loro posizioni e ampliarono il territorio occupando i centri di Vareš e Tuzla.

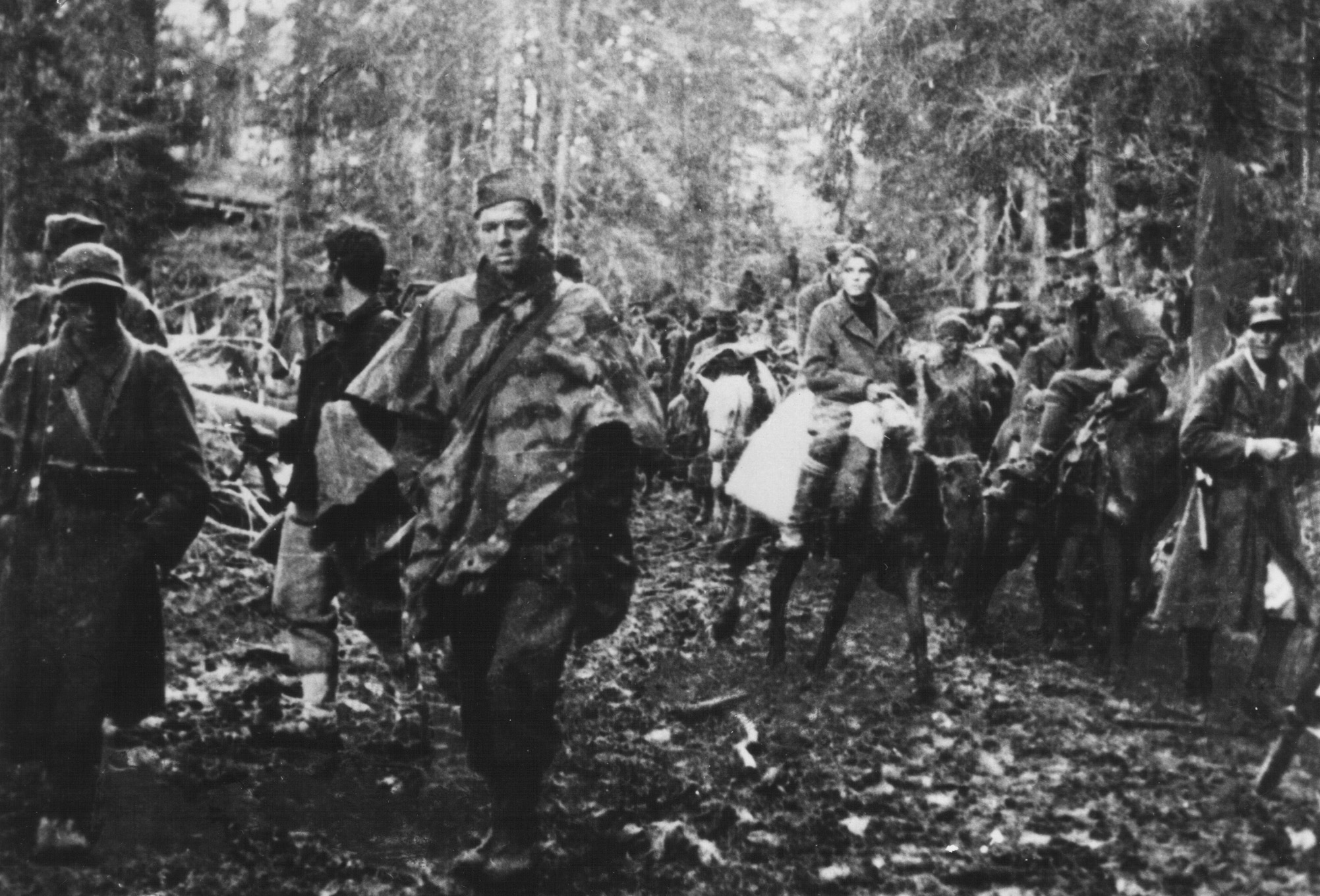
Partigiani in ritirata durante la battaglia della Sutjeska

Nel frattempo si era concluso il drammatico accerchiamento della 3ª Divisione che era rimasta bloccata tra la Piva e la Sutjeska; il 4 e 5 giugno i comandanti delle truppe accerchiate, Vukanović, Kovačević, Đilas e Milutinović, presero la tragica decisione di abbandonare i feriti più gravi che furono nascosti negli impervi valloni dei fiumi, mentre le truppe combattenti, insieme ai feriti leggeri, cercarono invece di aprirsi un varco. Essendo impossibile sfuggire attraverso il fiume Tara, solidamente presidiato dai tedeschi, i partigiani si diressero a nord-ovest per attraversare la Sutjeska e raggiungere Vučevo.
Sava Kovačević organizzò il 13 giugno 1943 un disperato tentativo di sortita attraverso la Sutjeska per raggiungere il Zelen Gora che terminò con un sanguinoso fallimento di fronte alle linee degli "svevi" della 7ª Divisione SS "Prinz Eugen"; la maggior parte dei guerriglieri vennero uccisi o feriti; lo stesso famoso comandante partigiano cadde sul campo mentre guidava dalla prima linea l'attacco. Nei giorni seguenti i tedeschi, reparti SS e soprattutto truppe da montagna, rastrellarono la sacca ed eliminarono spietatamente i feriti; vennero inoltre brutalmente eliminati, nel corso di micidiali rastrellamenti, anche civili e presunti sostenitori della resistenza; il territorio della Sutjeska venne devastato. Đilas e Milutinović con i pochi superstiti riuscirono a sfuggire in piccoli gruppi; questi nuclei dispersi dopo molte difficoltà in parte si ricongiunsero al gruppo principale partigiano.

### Il crollo dell'Italia

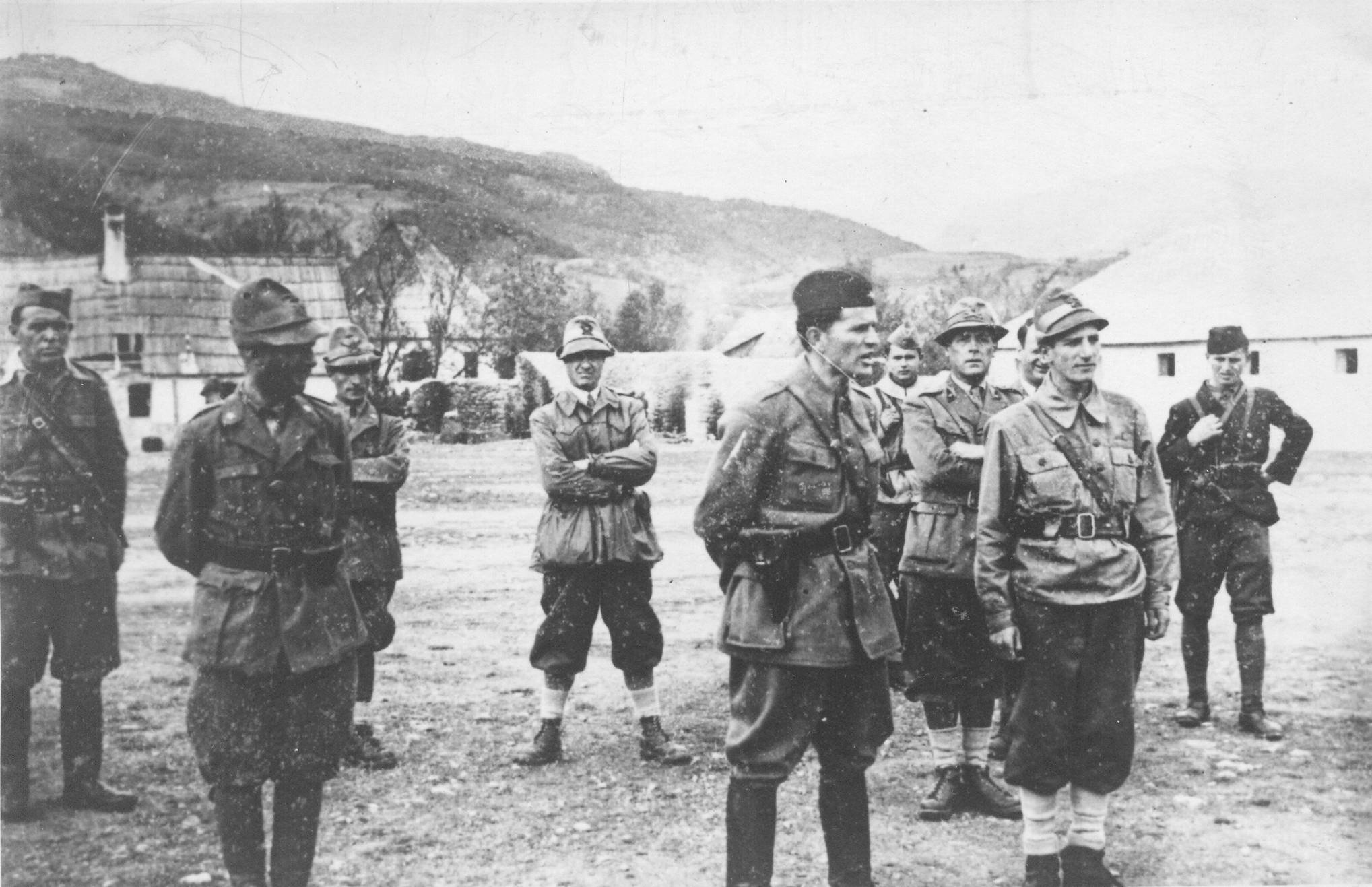
Il comandante partigiano Peko Dapčević parla a un reparto di truppe alpine italiane dopo la resa dell'8 settembre 1943

Nonostante la partecipazione di importanti reparti dell'esercito alle grandi operazioni Weiss e Schwarz, fin dall'inizio del 1943 l'impegno politico-militare italiano nei Balcani stava diventando rapidamente secondario rispetto alle nuove priorità strategiche globali. Si era quindi proceduto alla sostituzione dei principali capi sul posto e alla progressiva riduzione delle forze schierate sul terreno. A febbraio 1943 Giuseppe Bastianini abbandonò l'incarico di governatore della Dalmazia all'esperto ma mediocre Francesco Giunta, il generale Roatta fu richiamato in patria e sostituito al comando del "Supersloda" dal generale Robotti che a sua volta cedette l'XI corpo d'armata al generale Gastone Gambara; infine anche il potente governatore militare del Montenegro, generale Alessandro Pirzio Biroli, dovette abbandonare il suo incarico nel luglio 1943, mentre le truppe italiane in Montenegro, Albania e Dalmazia meridionale passarono al comando del nuovo Gruppo d'armate "Est" del generale Ezio Rosi. L'esercito richiamò alcuni reparti, pur mantenendo ancora 17 divisioni in Jugoslavia; inoltre dopo gli accordi italo-tedeschi e il disarmo dei cetnici in Montenegro le autorità italiane procedettero a sciogliere formalmente il MVAC e interruppero le forniture di armi ai collaborazionisti.
Ancor prima del 25 luglio 1943 le truppe italiane iniziarono ad abbandonare le posizioni più esposte, ridussero il loro impegno operativo e ripiegarono in una serie di presidi isolati in posizioni difensive; Mostar e la Morlacca furono evacuate in primavera. Dopo la caduta del fascismo il disimpegno italiano si accentuò rapidamente, il 6 agosto venne soppresso il Governatorato della Dalmazia; mentre la 2ª Armata ripiegò ancora; molti reparti si concentrarono nei porti lungo le coste adriatiche e vennero abbandonate anche Tenin e Dernis; in mezzo all'ostilità della popolazione, la situazione delle truppe divenne sempre più precaria.
L'armistizio di Cassibile dell'8 settembre 1943, ebbe conseguenze decisive per l'andamento della guerra in Jugoslavia; alla vigilia dell'uscita dal conflitto, l'esercito italiano schierava 138 000 soldati in Slovenia, Croazia e Dalmazia e 42 000 nel Montenegro; nella penisola balcanica erano presenti anche 130 000 soldati in Albania, 185 000 in Grecia e 58 000 nelle isole dell'Egeo. In Slovenia, Croazia e Dalmazia, il comando della 2ª Armata del generale Robotti, disponeva di nove divisioni, mentre il generale Ercole Roncaglia, comandante del XVI corpo d'armata, schierava quattro divisioni in Montenegro e il generale Dalmazzo aveva tre divisioni in Albania. L'alto comando della Wehrmacht fin dal mese di maggio 1943 aveva preso le prime misure per rafforzare il suo schieramento nei Balcani per potenziare la lotta anti-partigiana e avere forze pronte a controbattere un eventuale sbarco degli anglo-americani ma anche per rispondere efficacemente ad eventuali defezioni dell'alleato. La Wehrmacht trasferì quattro divisioni, tra cui una Panzer-Division, in Grecia che sembrava maggiormente minacciata dal nemico, ma spostò anche in Jugoslavia altre otto divisioni.
I soldati italiani erano estenuati dalla durezza della lotta antipartigiana, caratterizzata da violenze, rappresaglie e repressioni, e si trovavano dispersi in un territorio ostile frammischiate alle divisioni tedesche ed ai reparti collaborazionisti cetnici e croati che il 9 settembre, ruppero subito i legami con l'Italia e si affiancarono alla Germania nella lotta contro l'ex-alleato. Privi di comunicazioni terrestri con la madrepatria, con ordini confusi o reticenti, i comandanti non mostrarono la necessaria determinazione e i reparti italiani in gran parte si disgregarono rapidamente.
L'improvvisa l'uscita dell'Italia dalla guerra in realtà colse inizialmente di sorpresa non solo i tedeschi ma anche i cetnici e i partigiani di Tito; entro pochi giorni tuttavia le formazioni della Wehrmacht entrarono in azione con grande efficienza e brutalità per neutralizzare le divisioni italiane, catturare il maggior numero possibili di soldati dell'ex-alleato e impadronirsi delle loro armi. Furono tuttavia i partigiani jugoslavi che riuscirono a raccogliere buona parte degli armamenti abbandonati dalle truppe italiane in disfacimento; inoltre le formazioni partigiane agirono con rapidità per estendere le aree sotto il loro controllo e in un primo momento ottennero notevoli successi. Con i materiali e le armi prese agli italiani Tito poté equipaggiare nuove formazioni e potenziare le sue forze. I partigiani jugoslavi riuscirono a conquistare gran parte della Dalmazia comprese quasi tutte le isole; inoltre la divisione proletaria di Koča Popović raggiunse per prima Spalato, dopo una marcia forzata a cui partecipò anche il capitano britannico Deakin, ed entrò in trattative per la resa con i capi della divisione italiana "Bergamo". In Slovenia i partigiani avanzarono rapidamente con l'intento di liberare Lubiana e prendere il controllo sulla ferrovia per Trieste.
Ben presto tuttavia le forze tedesche, meno numerose delle truppe italiane, ma più mobili, determinate e ben comandate, con la totale superiorità aerea, presero rapidamente l'iniziativa e riuscirono in pochi giorni a neutralizzare le conseguenze potenzialmente catastrofiche dell'improvvisa defezione italiana. Fin dal mese di agosto Adolf Hitler aveva costituito un nuovo Gruppo d'armate F, affidato all'esperto feldmaresciallo Maximilian von Weichs per coordinare tutte le formazioni tedesche in Jugoslavia; le unità operative vennero assegnate al comando della 2. Panzerarmee che, trasferito dal fronte orientale e posto al comando del generale Lothar Rendulic, diresse le operazioni per disarmare le divisioni italiane e respingere l'avanzata partigiana. Entro pochi giorni i tedeschi, agendo con brutalità e violenza, catturarono 393 000 soldati italiani che furono deportati; circa 29 000 italiani decisero di tornare a combattere a fianco del Terzo Reich, 20 000 entrarono nelle formazioni partigiane jugoslave.
(Luciano Giuricin (Centro di Ricerche storiche di Rovigno))
Nel Montenegro il crollo dell'Italia provocò un completo rovesciamento della situazione; i capi cetnici si trovarono subito in difficoltà e tentarono senza successo di mantenere il potere con equivoci proclami nazionalistici; in realtà essi continuarono a perseguire una politica di lotta contro i comunisti ed evitarono di attaccare i tedeschi che a loro volta cercarono di sollevare la popolazione contro gli italiani. Le forze partigiane in Montenegro si avvantaggiarono della situazione confusa creatasi dopo l'8 settembre e presero decisamente l'iniziativa; venne costituito con tre divisioni il II Korpus che, al comando di Peko Dapčević e Mitar Bakić, entrò in azione dal 19 settembre e nei giorni seguenti liberò i centri di Vilusi, Pljevlja e Kolašin. In questo settore del Montenegro era schierata la divisione "Venezia" comandata dal generale Giovanni Battista Oxilia che dopo alcune esitazioni, entrò in trattative con Dapčević e decise di entrare nelle file partigiane; la "Venezia" divenne il nucleo della futura divisione "Garibaldi".

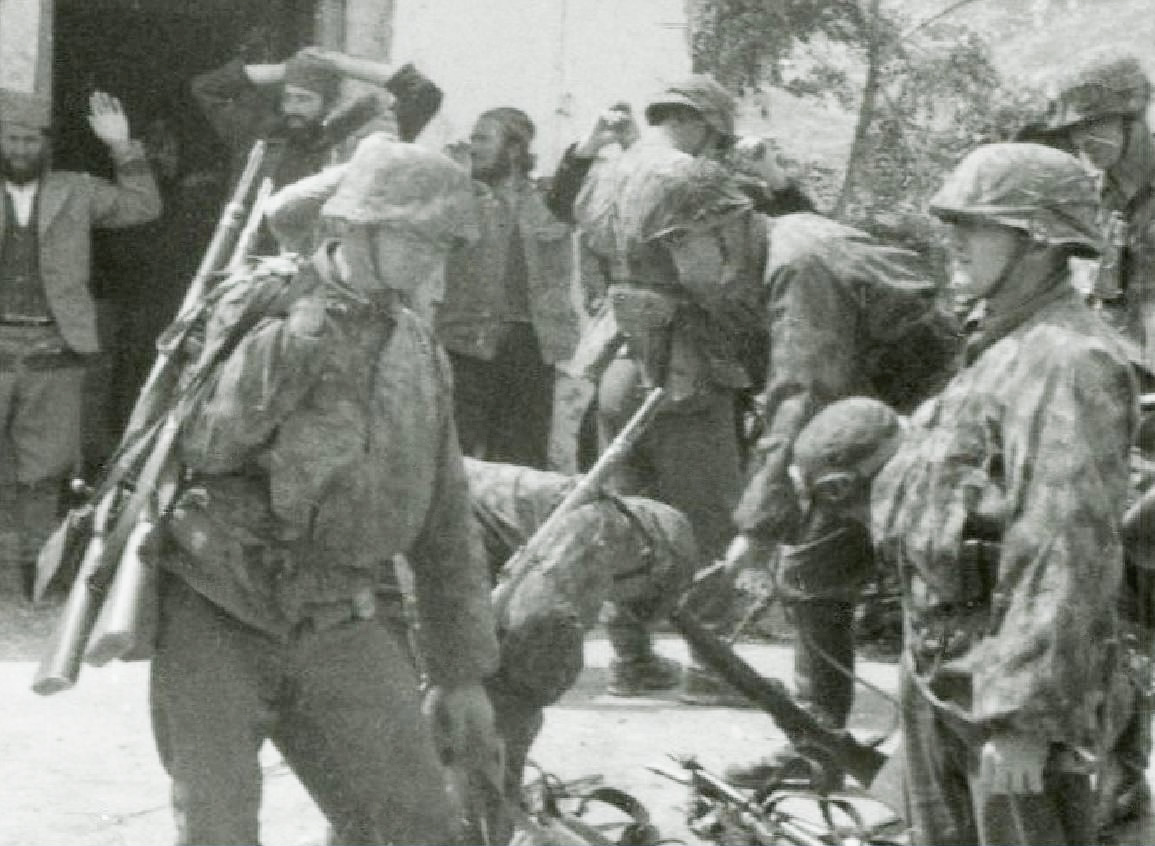
Truppe tedesche (svevi) della 7. SS-Gebirgs-Division "Prinz Eugen" impegnate in un'operazione anti-partigiana

I partigiani raggiunsero anche un successo decisivo contro i cetnici: nella notte del 14 ottobre 1943 la 5ª Brigata montenegrina assaltò le formazioni cetniche che erano concentrate nel Monastero di Ostrog dove si trovavano anche i due capi Đukanović e Stanišić. Dopo un breve assedio, i cetnici si arresero; il capo partigiano, Blažo Jovanović, non ebbe esitazioni e fece immediatamente fucilare il generale Đukanović e gli altri capi, mentre Stanišić era già morto in precedenza durante i combattimenti. L'influenza dei cetnici in Montenegro decadde in modo irreversibile e i partigiani riconquistarono molte posizioni; grazie alla resa italiana, l'Esercito popolare di Tito poté armare altre 80 000 reclute e alla fine del 1943 salì a 290 000 combattenti suddivisi in ventisei divisioni.
Nonostante la sconfitta in Montenegro, i cetnici mantenevano tuttavia ancora la loro base di potere principale in Serbia dove il movimento partigiano comunista era debole e disorganizzato dalle continue operazioni di repressione dell'autorità tedesca e dei collaborazionisti di Milan Nedić. I cetnici di Mihailović in Serbia contribuivano alla lotta antipartigiana in sostanziale accordo con i reparti della "Guardia di stato serba" di Nedić e i nazisti del "Corpo volontario" di Dimitrije Ljotić; mentre nelle città operavano i tedeschi e i collaborazionisti, nelle campagne i capi cetnici avevano instaurato un regime di terrore con brutali violenze contro la popolazione ritenuta favorevole ai partigiani.

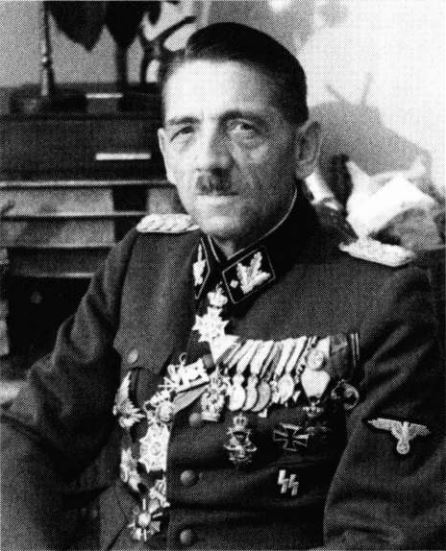
Il generale delle Waffen-SS Artur Phleps

I tedeschi quindi poterono contare sul crescente supporto dei cetnici di Mihailović oltre all'aiuto delle varie formazioni collaborazioniste attive sul territorio jugoslavo e furono in grado, dopo aver superato la situazione di grave pericolo costituita dalla defezione del principale alleato dell'Asse, di organizzare una nuova serie di offensive che raggiunsero importanti risultati strategici. Dopo la resa italiana, la Germania aveva dovuto potenziare il suo ordine di battaglia e schierava in Jugoslavia dieci divisioni tedesche, tre divisioni tedesco-croate e due divisioni di volontari stranieri Waffen-SS (musulmani bosniaci e cosacchi); lo schieramento della Wehrmacht era rinforzato ancora da quattro divisioni bulgare e da unità croate e ungheresi.
Il feldmaresciallo von Weichs concentrò la sua azione contro la regione costiera della Dalmazia che avrebbe potuto diventare l'obiettivo del temuto sbarco anglo-americano; l'operazione Kugelblitz, la cosiddetta "sesta offensiva antipartigiana", ebbe inizio nel novembre 1943: i partigiani dovettero abbandonare Tenin e Spalato, mentre il capo cetnico Dujić si accordava con i tedeschi e abbandonava le sue posizioni. Subito dopo l'alto comando tedesco inizio una serie di operazioni aviotrasportate per riconquistare le isole dalmate; la Wehrmacht rioccupò tutte le principali posizioni, caddero Curzola, Meleda e Lesina; alla fine di gennaio 1944 solo Lissa, l'isola più lontana dalla costa, era ancora in possesso dei partigiani jugoslavi. La Wehrmacht ottenne alcuni successi anche in Bosnia orientale e nel Sangiaccato dove, a Prijepolje e Pljevlja, alcune formazioni partigiane furono distrutte; i tedeschi del 5. SS-GebirgsKorps del generale Artur Phleps furono aiutati anche delle formazioni cetniche di Pavle Đurišić che, dopo essere stato catturato durante l'operazione Schwarz, aveva deciso di collaborare apertamente con l'occupante e aveva condotto una brutale repressione contro le minoranze musulmane.

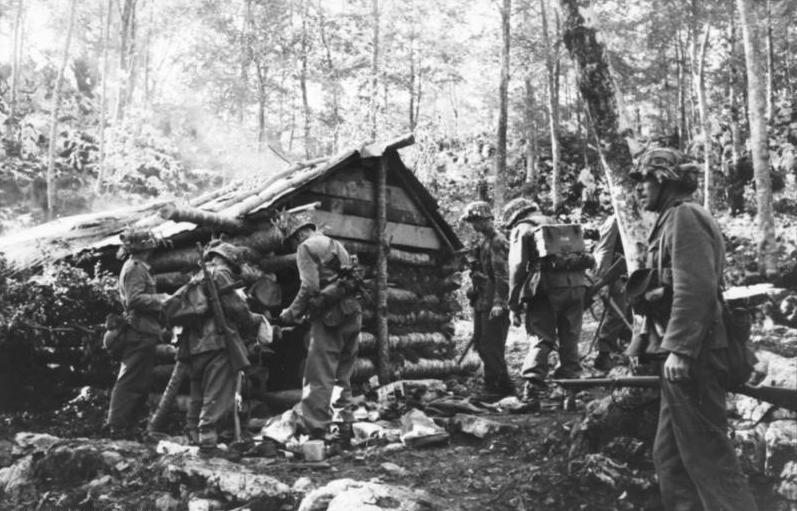
Truppe tedesche durante un'operazione di rastrellamento.

Dopo il crollo dell’Italia e l’abbandono da parte del Regio esercito dei territori del Regno di Jugoslavia, i tedeschi non si accontentarono di assumere il controllo militare di tali territori, ma assunsero il controllo diretto anche sulle provincie orientali del Regno (Udine, Gorizia Trieste, Pola, Fiume e Lubiana), costituendovi la cosiddetta Zona d'operazioni del Litorale adriatico (in tedesco Operationszone Adriatisches Küstenland, conosciuta con l’acronimo OZAK). Le truppe tedesche, una divisione di fanteria e reparti di Waffen-SS e polizia, sbaragliarono in sole tre settimane le formazioni partigiane italiane, slovene e quelle croate. L'azione di repressione tedesca fu fin dall'inizio estremamente violenta. La determinazione a distruggere le formazioni partigiane con tutti i mezzi venne affermata chiaramente dal comandante militare dell'OZAK, generale Ludwig Kübler, che in un proclama del febbraio 1944 minacciò rappresaglie contro i civili e i presunti sostenitori della resistenza, la distruzione dei villaggi, l'uccisione sommaria dei partigiani, in applicazione delle direttive di Hitler del novembre 1942 riguardo alla "lotta contro le bande".

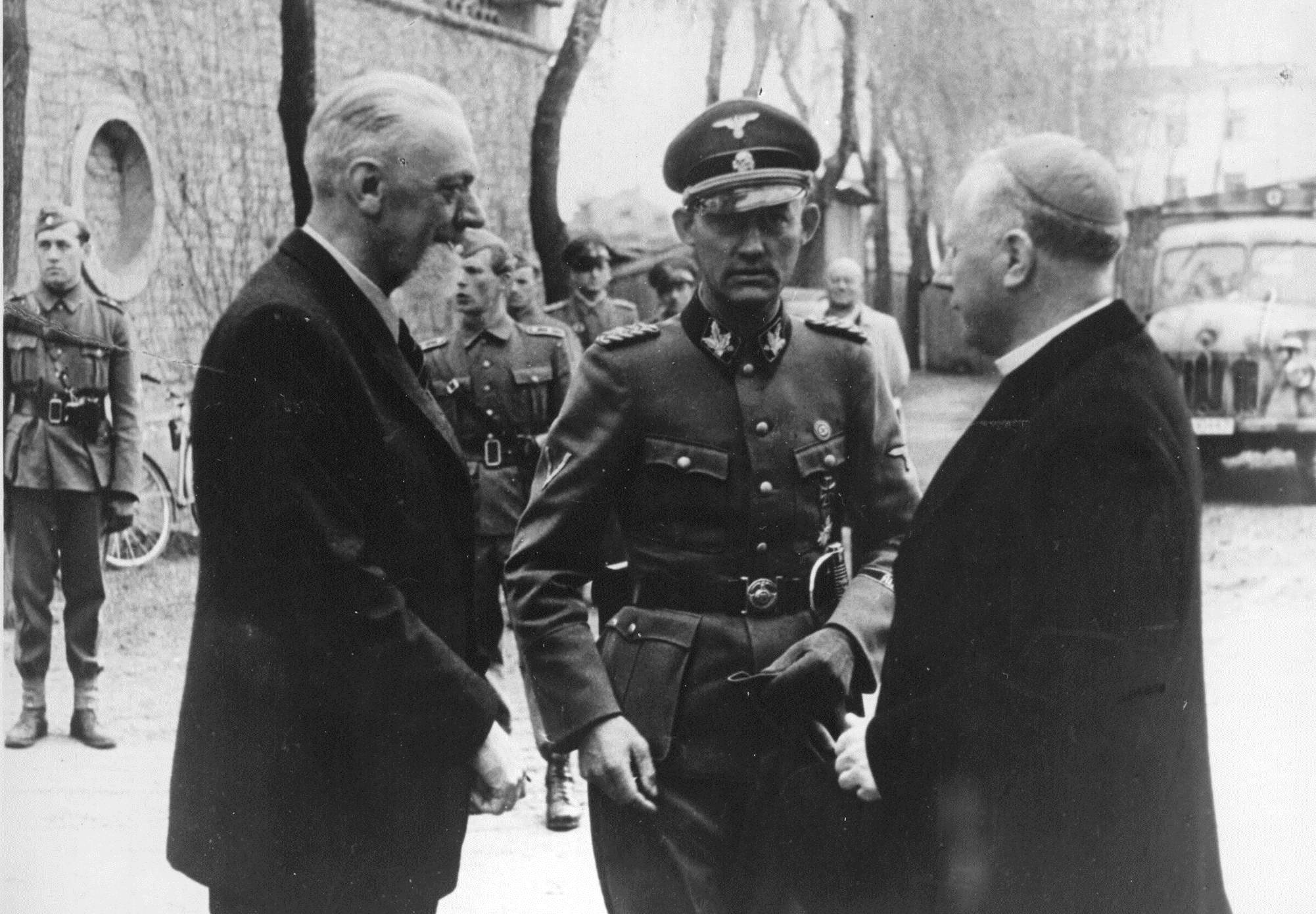
Da sinistra: il capo collaborazionista Leon Rupnik, il generale tedesco Erwin Rösener e il vescovo di Lubiana Gregorij Rožman

Nonostante la dura repressione, i nuclei partigiani sloveni proseguirono con la massima determinazione le loro azioni di guerriglia contro occupanti e collaborazionisti. Nel territorio tra l'Isonzo e il vecchio confine italo-jugoslavo era stato costituito dal comando militare del Fronte di liberazione il IX Korpus che era formato da due divisioni e spingeva le sue azioni di guerriglia anche lungo la ferrovia Postumia-Lubiana e la valle della Sava. Nella vecchia "provincia di Lubiana", ormai compresa nell'OZAK tedesco, era attivo anche il VII Korpus sloveno che sfruttava le aree montuose e boscose per sfuggire ai rastrellamenti nemici e ampliare le zone sotto il suo controllo; nel gennaio 1944 il VII Korpus effettuò anche una rischiosa incursione con una divisione nella Stiria slovena annessa al Terzo Reich, ma l'offensiva terminò con una sconfitta e i partigiani sloveni ripiegarono con pesanti perdite. Nonostante il fallimento dell'incursione, il VII Korpus continuò la sua azione militare, impegnato in una spietata e sanguinosa lotta contro i reparti tedeschi del generale Erwin Rösener e le formazioni collaborazioniste dei domobranci del generale Leon Rupnik, nominato dal capo dell'OZAK, Friedrich Rainer, presidente della "provincia di Lubiana". I tedeschi cercarono anche di distruggere le formazioni partigiane del IX Korpus che nella seconda metà del 1944 subirono forti attacchi e persero una parte del territorio controllato; alla fine dell'anno i partigiani sloveni erano attivi in una zona compresa tra la selva di Tarnova, l'altopiano della Bainsizza e l'area di Cerchina. I partigiani erano però ancora pericolosi e aggressivi; in Istria riuscirono a uccidere in un agguato Christian Wirth che, dopo essere stato uno dei principali responsabili dello sterminio degli ebrei nei campi dell'operazione Reinhard, era stato trasferito nell'OZAK per collaborare con Odilo Globočnik nella lotta antipartigiana.

### La resistenza partigiana in Slovenia
In Slovenia la resistenza si era fin dall'inizio sviluppata con caratteristiche originali; lo Osvobodilna fronta, formata dalla collaborazione di diciotto gruppi diversi di opposizione al nazi-fascismo tra cui i comunisti avevano un'importanza primaria, aveva costantemente accresciuto la sua attività, mettendo in grande difficoltà gli occupanti italiani, tedeschi e ungheresi. All'interno dello  Osvobodilna fronta non mancavano contrasti tra le personalità non comuniste più importanti, Vidmar, Rus e Kocbek, e i dirigenti del partito comunista sloveno, Kidrič "Peter" e soprattutto Edvard Kardelj "Sperans" o "Krištof", che era il principale luogotenente di Tito; dopo lunghe discussioni era stato concluso nella primavera 1943 il cosiddetto "accordo dolomitico" che riconosceva un ruolo dominante ai comunisti all'interno del fronte.
 

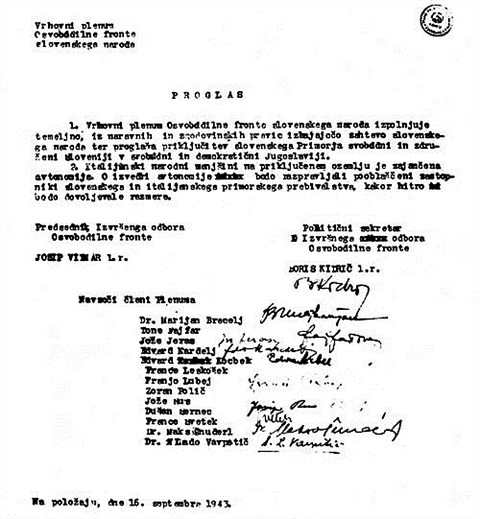
Proclama di annessione del Litorale sloveno alla Slovenia

Anche in Slovenia accanto alla guerra di resistenza contro l'occupante si era sviluppato un conflitto civile tra i partigiani e la cosiddetta "guardia bianca" o belogardisti, le milizie collaborazioniste reclutate dagli italiani che partecipavano attivamente alla repressione. Nella prima metà del 1943 la situazione militare sembrava volgere a favore dei partigiani sloveni; la maggior parte della Slovenia era stata liberata, molti castelli, impiegati da italiani e "guardie bianche" come roccaforti, erano stati conquistati e incendiati; nel castello di Turjak i partigiani avevano catturato e fucilato sommariamente alcune centinaia di "belagardisti".
L'8 settembre e il crollo dell'Italia ebbero importanti conseguenze anche nei territori del confine orientale. I partigiani sloveni erano già attivi dal 1942 oltre il confine di Rapallo e la dissoluzione dell'autorità italiana permise alle formazioni partigiane di irrompere nei territori contesi. Nei primi giorni dopo l'armistizio furono raggiunti i sobborghi di Gorizia, occupata Caporetto e decine di villaggi tra Gorizia e Fiume.. I partigiani sloveni, che avanzavano rivendicazioni irredentistiche anti-italiane verso Cividale, Trieste e Gorizia, il 16 settembre proclamarono l'annessione immediata del "Litorale sloveno".

### La resistenza partigiana in Croazia

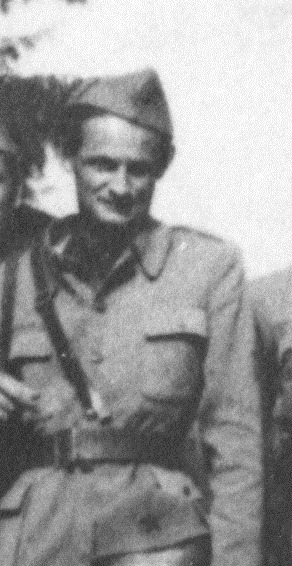
Ivan Rukavina, comandante del quartier generale partigiano della Croazia

Nella metà del 1943 il movimento partigiano controllava ormai vaste zone anche in Croazia; la Lika, il Kordun e la Banija, prive di reale interesse strategico per i tedeschi, erano in gran parte liberate e lo Stato indipendente croato di Pavelić non era in grado di imporre la sua autorità. In queste regioni era attivo un quartier generale distaccato partigiano guidato dal comandante Ivan Rukavina e dal commissario politico Vladimir Bakarić; inoltre era stata creata una struttura politica autonoma, il "Consiglio antifascista regionale di liberazione nazionale della Croazia" (ZAVNOH, Zemaljsko antifašističko vijeće narodnog oslobođenja Hrvatske) che, sotto la guida del comunista Pavle Gregorić, aveva costituito a Otočac un parlamento e un governo e svolgeva un'ampia attività organizzativa sul territorio nei riguardi della popolazione. Un ruolo dirigente essenziale era esercitato inoltre da Andrija Hebrang che apparentemente promuoveva le spinte autonomiste croate allo scopo di attirare verso i comunisti i contadini; l'indipendenza di Hebrang ben presto suscitò le critiche dei dirigenti comunisti, in particolare di Đilas e Kardelj che si recarono in Croazia nell'agosto 1943.
La resistenza partigiana estese la sua attività contro i tedeschi e lo stato croato anche nel Kordun, dove era in combattimento con crescente efficacia il I Korpus croato guidato dal tenace e abile Ivan Gošnjak. In Slavonia la situazione politica e sociale era caratterizzata dalla relativa solidità del regime ustaša e dalla mancanza di formazioni cetniche; i partigiani comunisti dovevano fronteggiare le forze occupanti e contemporaneamente cercavano di convincere i contadini croati ad aderire alla resistenza. Nonostante le difficoltà e la violenza repressione, i partigiani svilupparono azioni efficaci; il giovane comandante partigiano Petar Drapšin ottenne una serie di brillanti successi nell'estate 1943.
Nell’Istria centromeridionale e in Dalmazia i partigiani croati del Consiglio antifascista regionale di liberazione nazionale della Croazia approfittarono del crollo dell'Italia per prendere il controllo su vaste aree e il 20 settembre 1943 proclamarono l'annessione dell’Istria, di Fiume, di Zara, del Litorale croato, del Gorski Kotar, del Litorale croato, della Dalmazia e di tutte le isole adriatiche. La dissoluzione dell'autorità italiana permise alle formazioni partigiane di irrompere nei territori contesi: nei primi giorni dopo l'armistizio furono conquistate decine di villaggi della Provincia di Pola e della Provincia di Fiume, e furono messe in atto le prime azioni violente di vendetta e repressione; alcune centinaia di italiani, principalmente fascisti e nazionalisti, vennero arrestati, fucilati e gettati nelle foibe.
(IRSREC FVG, Vademecum per il Giorno del ricordo )

### La crescita del movimento partigiano in Macedonia

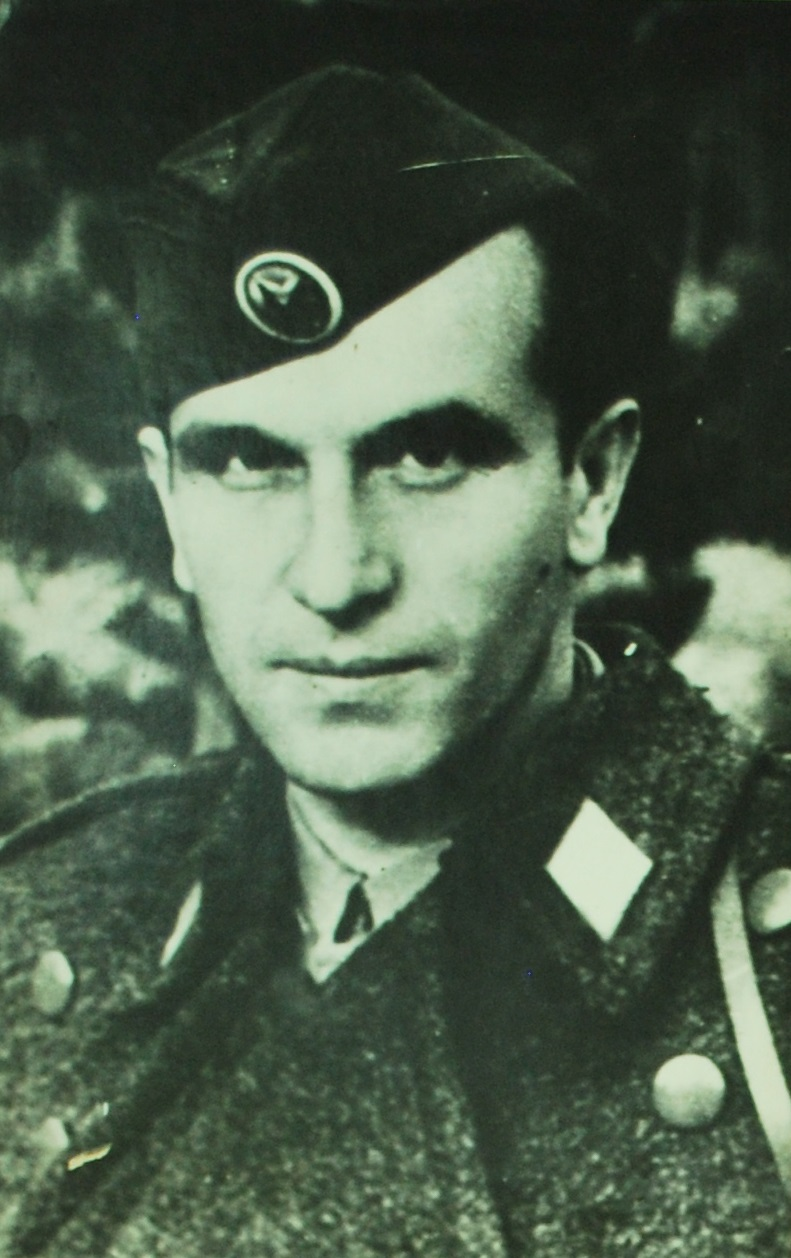
Il capo militare della resistenza macedone Miajlo Apostolski

Alla fine del 1942 Tito aveva deciso di potenziare finalmente il movimento di resistenza in Macedonia superando le persistenti conflittualità all'interno del partito comunista locale e sfruttando a suo favore il patriottismo macedone con la promozione di una politica favorevole all'autonomismo della Macedonia all'interno della nuova Jugoslavia federata. A questo scopo Svetozar Vukmanović "Tempo", uno dei suoi più abili ed esperti luogotenenti, venne inviato sul posto per prendere il controllo della situazione e favorire la crescita dei partigiani sfruttando anche l'ostilità della popolazione verso l'occupazione bulgara che stava mostrando una crescente brutalità.

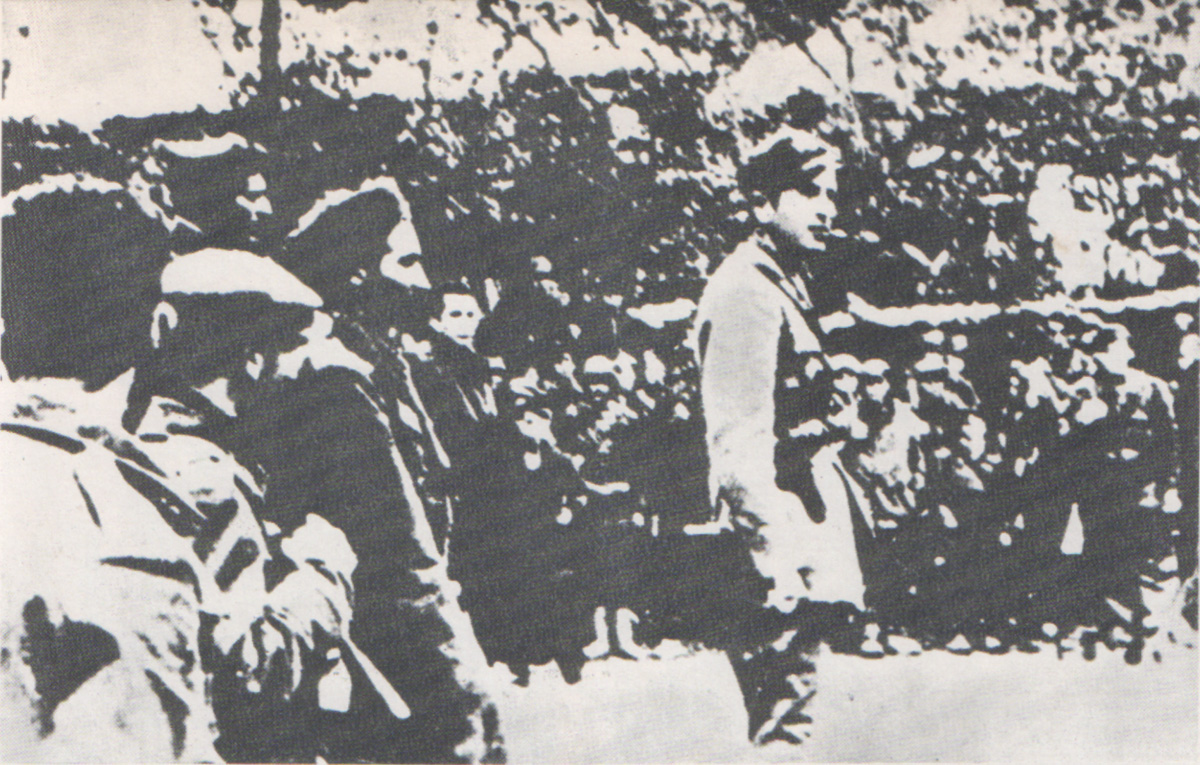
Svetozar Vukmanović "Tempo" parla ai partigiani macedoni

Vukmanović "Tempo" giunse a Skopje a febbraio 1943 e trovò una situazione molto critica per il partito comunista, indebolito dall'arresto di Koliševski e dalla violenta repressione dell'esercito bulgaro; egli decise momentaneamente di ridurre le azioni nel territorio macedoni occupato dai bulgari e di potenziare invece la resistenza nelle aree controllate dagli albanesi e dagli italiani, inoltre decise di sviluppare la politica del vecchio comunista macedone del Comintern, Dimitar Vlahov, riprendendo i progetti di una "Grande Macedonia" sovietizzata inserita tuttavia nella federazione balcanica di Tito. I gruppi partigiani macedoni furono potenziati e le azioni, soprattutto contro le brutali bande albanesi e i reparti italiani, divennero più frequenti ed efficaci; la direzione militare della resistenza macedone venne assegnata al tenace e combattivo Mihajlo Apostolski.
Oltre a rafforzare la resistenza macedone, Vukmanović "Tempo" svolse anche una serie di importanti missioni per coordinare il movimento partigiano; a Elbasan entrò in contatto con il capo dei partigiani comunisti albanesi Enver Hoxha; in Albania la situazione politico-militare era ancor più confusa che in Jugoslavia e i comunisti erano ancora deboli e poco disciplinati, "Tempo" cercò di convincere Hoxha a rinunciare alle rivalità con i partigiani jugoslavi ed a rafforzare la coesione superando le vecchie divisioni nazionalistiche riguardo al territorio conteso del Kosovo. Subito dopo Vukmanović si spostò prima a Scutari e poi a Coriza dove entrò in collegamento con i partigiani greci dell'ELAS; anche in questo caso il dirigente jugoslavo riuscì a stabilire un collegamento operativo tra la resistenza macedone e quella greca, egli cercò anche di trovare un accordo circa la costituzione di formazioni di partigiani macedoni sul territorio della Macedonia greca, autonomi ma sotto il controllo dell'ELAS. "Tempo" si interessò anche allo sviluppo del movimento di resistenza appena iniziato nella Macedonia bulgara.
Nella seconda metà del 1943 la resistenza in Macedonia ricevette finalmente una organizzazione più solida ed efficiente; per migliorare la direzione e il coordinamento dei distaccamenti, venne creato sotto la guida di Apostolski l'Esercito Popolare di Liberazione della Macedonia collegato all'Esercito popolare di Tito; nel novembre fu costituita la 1ª Brigata proletaria d'assalto macedone-kosovara. All'inizio del 1944 i bulgari e i tedeschi sferrarono una serie di massicce campagne di repressione e rastrellamento che tuttavia non raggiunsero risultati decisivi, e in estate la resistenza macedone fu in grado di costituire organi politici di direzione del movimento. Il 2 agosto 1944, i delegati si riunirono nel monastero di Prohor Pčinjski dove costituirono la cosiddetta "Assemblea antifascista per la liberazione del popolo macedone" (Antifašističko Sobranie za Narodno Osloboduvanje na Makedonija, ASNOM), che annunciò le sue decisioni; la Macedonia sarebbe entrata a far parte della nuova Jugoslavia federale e le frontiere di prima della guerra sarebbero rimaste la base fondamentale di eventuali futuri negoziati territoriali.

### Sostegno degli Alleati ai partigiani
Per quasi due anni i dirigenti britannici avevano negato ogni sostegno politico e militare ai partigiani jugoslavi; Churchill e i capi militari avevano invece rigidamente appoggiato con aiuti di armi e materiali il governo monarchico jugoslavo in esilio e il movimento cetnico di Mihailović che era considerato il legittimo rappresentante di re Pietro. I servizi di propaganda britannici continuarono per mesi a esaltare la presunta azione di resistenza dei cetnici e a ignorare i partigiani. Le missioni Hudson e Atherton avevano fatto sorgere i primi dubbi tra i capi britannici sulla reale volontà di Mihailović di combattere contro l'Asse, ma nel complesso, anche per mancanza di informazioni, i capi alleati non avevano alcuna fiducia in un movimento comunista jugoslavo. Circolavano voci tendenziose anche sulla vera identità di Tito; secondo alcune fonti si sarebbe trattato di una donna, secondo altre di un agente segreto sovietico o addirittura di un personaggio fittizio inesistente.
La battaglia della Neretva provocò una svolta anche nella politica britannica nei confronti della resistenza jugoslava; i rapporti da varie fonti, tra cui decisivi quelli del colonnello Keble del comando britannico del Medio Oriente, resero evidente che i partigiani erano l'unico reale movimento che combattesse con efficacia contro l'Asse e che i cetnici stavano inequivocabilmente collaborando con il nemico. In precedenza, il 25 dicembre 1942, il tenente colonnello William Bailey era stato paracadutato sul quartier generale cetnico per chiarire definitivamente la situazione; l'ufficiale britannico era favorevole a Mihailović ma quest'ultimo espresse chiaramente in pubblico critiche agli alleati e affermò che gli "unici nostri amici" erano "gli italiani". A questo punto il governo di Londra autorizzò il 23 marzo 1943 il comando del Medio Oriente ad inviare le prime missioni esplorative per prendere contatto con i partigiani jugoslavi; il 28 maggio 1943 la missione Typical, guidata dai capitani Deakin e Stuart, fu lanciato sul quartier generale di Tito e partecipò alla battaglia della Sutjeska. Il capitano Deakin rimase impressionato dalla determinazione dei partigiani e dalla durezza dei combattimenti; egli fece rapporto in questo senso al governo britannico che peraltro ancora per molti mesi non prese una decisione definitiva e mantenne ufficiali di collegamento anche con i cetnici. Churchill peraltro sembrò ormai deciso ad abbandonare Draža Mihailović e sostenere energicamente Tito e i partigiani che distoglievano utilmente alcune decine di divisioni dell'Asse dal teatro del Mediterraneo dove erano in corso i preparativi per lo sbarco in Sicilia; egli decise di fornire i primi aiuti concreti di armi ed equipaggiamenti all'Esercito popolare ed inviare un suo rappresentante personale con pieni poteri; il 17 settembre 1943 arrivò in paracadute al quartier generale di Jajce il generale Fitzroy MacLean, uomo politico e veterano di missioni speciali.
MacLean impressionò i partigiani per il suo coraggio e il suo comportamento eccentrico; egli comprese che solo i partigiani combattevano realmente contro i tedeschi e che, trasferendo a loro i rifornimenti di armi e fornendo un adeguato supporto aereo, sarebbe stato possibile sostenere e potenziare la resistenza attiva contro il nemico. MacLean inoltre ritenne che ormai fosse troppo tardi per frenare l'influenza comunista in Jugoslavia e che fosse opportuno ricercare rapporti amichevoli con i probabili capi del futuro. Egli quindi riferì a Tito che l'interesse principale britannico era rivolto al mantenimento e potenziamento di una resistenza efficace in Jugoslavia contro i tedeschi senza interferenze sulle questioni politiche interne. I dirigenti britannici, sulla base delle valutazioni di MacLean riguardo l'apparente indipendenza di Tito, decisero che era preferibile accordarsi direttamente con i partigiani e fornire loro finalmente massicci aiuti militari.

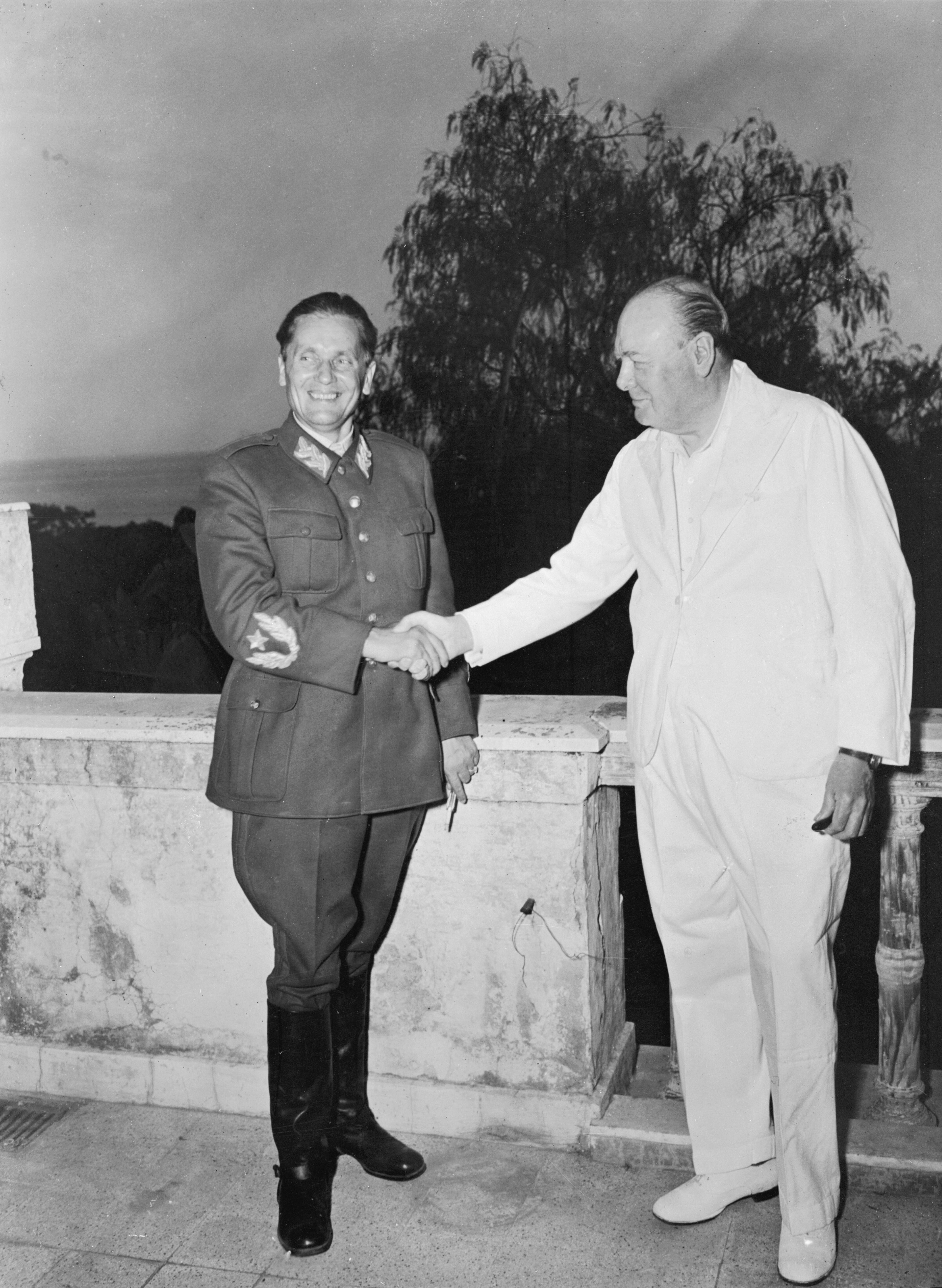
L'incontro tra Tito e Churchill dell'agosto 1944

Dopo aver resistito alle grandi offensive dell'Asse della prima metà del 1943 e aver approfittato del crollo dell'Italia espandendo il territorio libero e potenziando l'esercito popolare, Tito e la dirigenza comunista ritennero giunto il momento di proclamare pubblicamente gli obiettivi politici del movimento e costituire organi esecutivi in grado di esercitare concretamente il potere. In ottobre 1943, dopo la riunione dell'ufficio politico del partito, vennero stabiliti i punti programmatici fondamentali del movimento di liberazione che prevedevano un'organizzazione federale del nuovo stato jugoslavo, l'immediata costituzione di un governo provvisorio e il rifiuto ad accogliere di nuovo in patria il re in esilio a Londra. Tito decise di accelerare i tempi; solo il 26 novembre 1943, temendo le critiche di Mosca, comunicò al governo sovietico le sue decisioni, quindi già il 28-29 novembre 1943 si tenne a Jajce, nonostante la tragica morte di Ivo Lola Ribar il giorno prima durante un attacco aereo tedesco, la seduta plenaria dell'AVNOJ.
Il 29 novembre 1943 il congresso di Jajce dell'AVNOJ presieduto da Ivan Ribar, il padre di Lola Ribar, approvò le decisioni già stabilite dai comunisti jugoslavi; in un'atmosfera di unanimità e entusiasmo, venne costituito un governo provvisorio con la denominazione di Comitato Nazionale per la Liberazione della Jugoslavia (Nacionalni komitet oslobođenja Jugoslavije - NKOJ) sotto la presidenza di Tito che venne anche proclamato trionfalmente, su proposta dei delegati sloveni, "maresciallo". Il 29 novembre 1943 divenne dopo la guerra la festa nazionale della Jugoslavia in ricordo delle importanti decisioni ratificate in quella giornata.

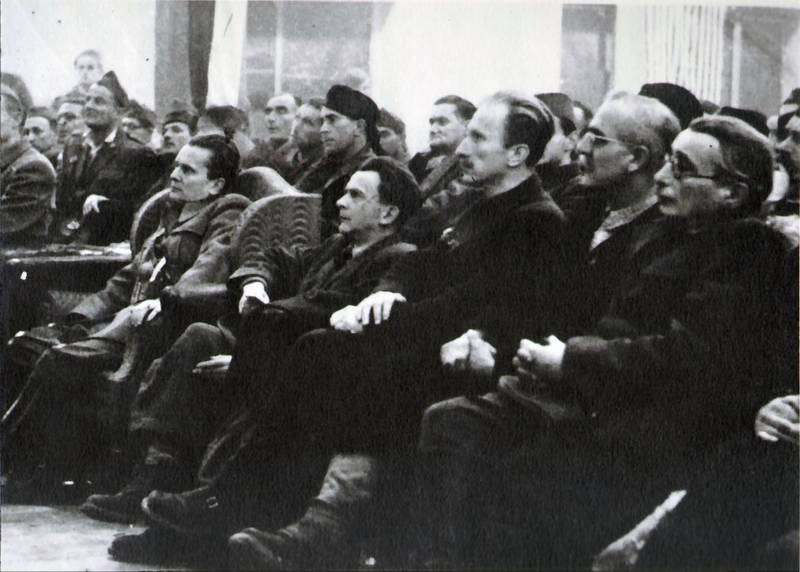
Alcuni dei delegati durante il secondo congresso dell'AVNOJ a Jajce il 29 novembre 1943; seduti in prima fila da sinistra: Tito, Josip Vidmar, Edvard Kocbek e Moša Pijade

Le conclusioni della conferenza dell'AVNOJ di Jajce ebbero immediata risonanza mondiale; in realtà sembra che esse colsero di sorpresa i sovietici e che Stalin considerò inizialmente con disappunto e forte irritazione le dichiarazioni, ritenute intempestive alla vigilia del primo incontro diretto dei Tre Grandi. Nella conferenza di Teheran tuttavia le tre grandi potenze finalmente trovarono un accordo sulla Jugoslavia; anche gli statunitensi che ancora in ottobre avevano affermato che non avrebbero riconosciuto alcun governo jugoslavo alternativo fino alla fine della guerra, sembrarono convenire con britannici e sovietici e approvarono i piani di sostegno militare "fino al massimo grado possibile" ai partigiani di Tito. Dopo la conferenza di Teheran i britannici potenziarono la loro missione presso il comando partigiano e Churchill giunse al punto di inviare il figlio Randolph al quartier generale partigiano di Tito come suo osservatore personale.
Il 23 febbraio 1944 giunse finalmente in Jugoslavia la prima missione militare ufficiale dell'Unione Sovietica, guidata dal generale Korneev; i rapporti tra i sovietici e i comunisti jugoslavi erano stati difficili fin dall'inizio a causa della decisione di Stalin, per ragioni di alta politica delle alleanze, di mantenere il riconoscimento al governo jugoslavo in esilio e di evitare critiche al movimento cetnico di Mihailović. La propaganda sovietica a partire da maggio 1942 aveva iniziato a descrivere in termini esaltanti la resistenza dei partigiani comunisti jugoslavi ma dal punto di vista pratico i sovietici non avevano risposto alle pressanti richieste di aiuto di Tito e non avevano fornito alcun sostegno materiale concreto negli anni più difficili del movimento di liberazione.
Si arrivò così all'accordo di Lissa del giugno 1944. È bene ricordare che al re, in cambio dell'alleanza con gli Alleati fu promesso il territorio italiano fino a Cervignano, con gli stessi confini dell'ex-Impero austro-ungarico. Tali accordi però divennero inutili in quanto Tito, ormai visto come un eroe nazionale dalla popolazione, assunse il potere e la carica di primo ministro nel nuovo stato comunista del dopoguerra.
Dopo gli accordi di Teheran e le decisioni del governo jugoslavo in esilio, la situazione politico militare di Mihailović si era gravemente indebolita; nel gennaio 1944 il capo dei cetnici aveva cercato di risollevare le sorti del suo movimento e potenziare la base politica del suo potere convocando, ad imitazione dei congressi partigiani di Bihać e Jajce, ub convegno generale dei rappresentanti cetnici che si tenne nel villaggio di Ba, nei pressi di Belgrado e prese il nome di "congresso di San Sava", in onore del patrono dei serbi.

### Operazione Rösselsprung
Alla fine del mese di dicembre 1943 i partigiani tentarono un'offensiva da Jajce, sede del comando supremo di Tito, verso Banja Luka; il feldmaresciallo von Weichs aveva dovuto cedere sei divisioni ai fronti combattenti in Italia e all'est e non disponeva più delle forze necessarie per sferrare grandi offensive globali come negli anni precedenti. I tedeschi erano però ancora in grado di affrontare con successo gli attacchi dei partigiani; l'avanzata su Banja Luka fu quindi bloccata e le forze tedesche della 2. Panzerarmee passarono alla controffensiva. L'avanzata tedesca divenne pericolosa e mise in difficoltà i partigiani; Tito e il comando supremo decisero il 7 gennaio 1944 di evacuare Jajce e ripiegare prima a Bosanski Petrovac e poi, attraverso un difficile percorso boscoso e montuoso, verso Drvar. Alla metà del mese di gennaio 1944 le forze principali partigiane completarono con successo la ritirata e il comando supremo si installò nell'area di Drvar, nella valle del fiume Una. 

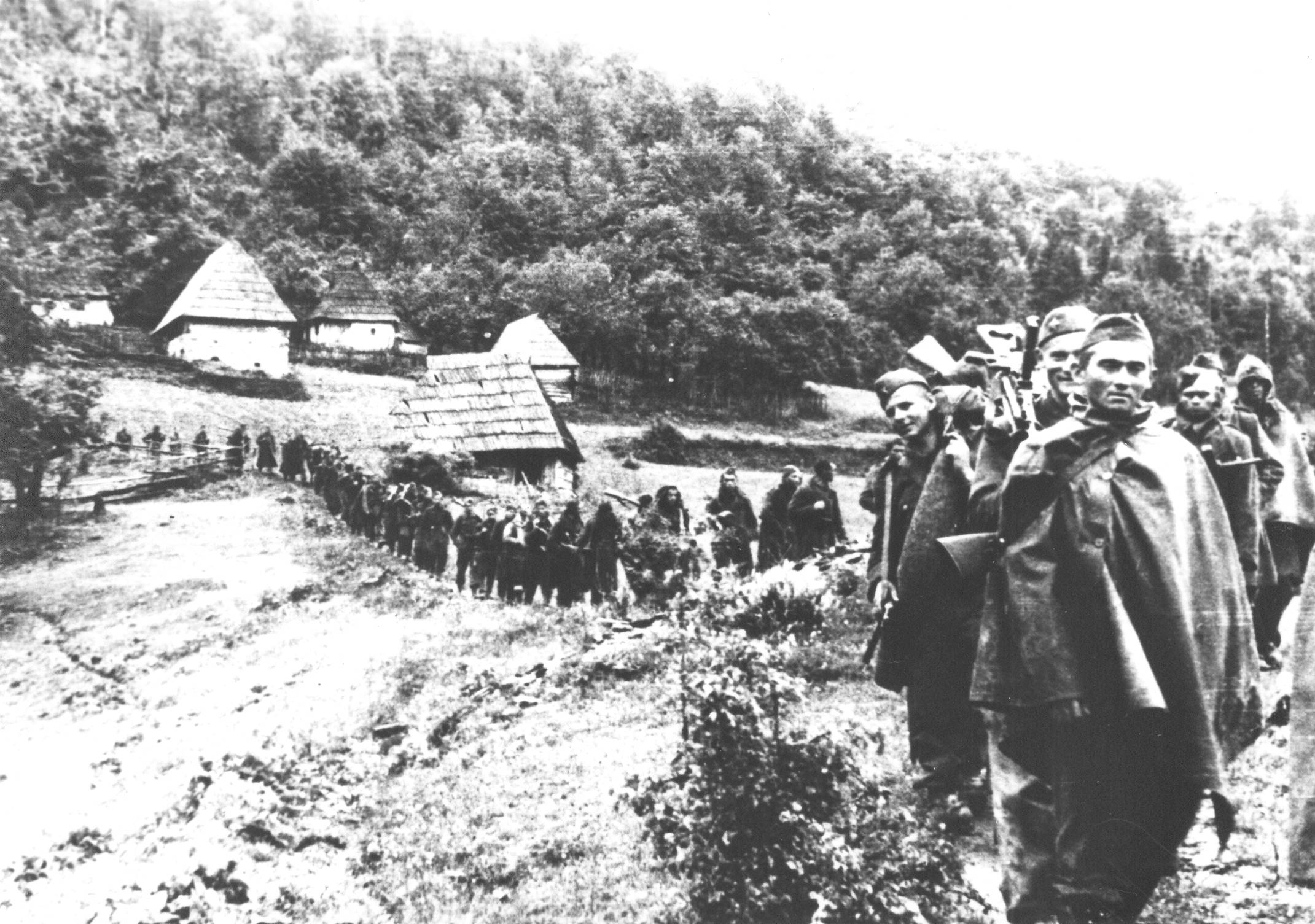
Partigiani jugoslavi a Drvar

Nonostante la perdita della regione di Jajce e le sconfitte nel Sangiaccato, Tito e il comando supremo partigiano erano decisi a riprendere l'iniziativa con l'obiettivo finalmente di ritornare in Serbia che era stata abbandonata dalle principali forze partigiane fin dal dicembre 1941. Nel marzo 1944 quindi il comandante partigiano Milutin Morača ricevette il comando della 2ª Divisione proletaria e della 5ª Divisione della Craina che sarebbero penetrare in territorio serbo attraverso la valle dell'Ibar, mentre altre formazioni avrebbero attaccato dalla Bosnia oltre la valle della Drina. Dopo qualche successo iniziale contro i presidi dei cetnici e dei collaborazionisti di Nedić e l'avanzata a est della Drina che costrinse alla ritirata le truppe bulgare schierate in quel settore, l'offensiva di Morača ed anche l'incursione dalla Bosnia non ebbero successo dal punto di vista strategico, dopo aspri combattimenti i reparti partigiani infine dovettero abbandonare di nuovo la Serbia meridionale e ripiegare in Montenegro. Inoltre il feldmaresciallo von Weichs passò al contrattacco e sferrò la cosiddetta operazione Maibaum contro i contingenti partigiani avanzati a est della Drina; con l'aiuto delle riserve e di paracadutisti il comando tedesco cercò di impedire la ritirata partigiana a ovest del fiume; la controffensiva tedesca terminò il 10 maggio con la riconquista del territorio perduto e la dispersione delle formazioni partigiane. Tito e il comando supremo elogiarono le divisioni di Morača ma conclusero che per il momento non era possibile liberare la Serbia dall'occupazione tedesco-bulgara supportata dai cetnici e dai collaborazionisti.
All'inizio di maggio 1944 il feldmaresciallo von Weichs, dopo aver respinto il tentativo partigiano di penetrare in Serbia meridionale, decise di sferrare una nuova offensiva contro la regione Tenin-Jajce-Bihać-Banja Luka. L'alto comando tedesco richiese tuttavia che l'obiettivo principale dell'attacco fosse direttamente il quartier generale nemico che si presumeva di avere individuato a Drvar; a questo scopo sarebbe stato impegnato anche un battaglione scelto di paracadutisti delle SS al comando del capitano Kurt Rybka che avrebbe dovuto lanciarsi di sorpresa direttamente sopra il quartier generale partigiano. Dopo l'attacco dei paracadutisti, sarebbe avanzate concentricamente verso Dvrar ingenti forze terrestri tedesche, provenienti da una divisione Waffen-SS, da una divisione da montagna, dalla divisione Brandenburg e da una divisione croata.
L'attacco, la cosiddetta operazione Rösselsprung, venne sferrato il 25 maggio 1944 e i paracadutisti tedeschi colsero completamente di sorpresa i partigiani jugoslavi; Tito si trovava all'interno di una caverna vicino a Drvar, difeso solo da deboli forze di protezione. La situazione dei capi partigiani sembrò disperata; i paracadutisti occuparono rapidamente il villaggio e, dopo aver superato le difese dei partigiani, si avvicinarono al rifugio di Tito che tuttavia riuscì a fuggire fortunosamente mentre le sue guardie del corpo opponevano una disperata resistenza. Il rapido arrivo dei rinforzi della 6ª Divisione partigiana e della 1ª Divisione proletaria permise di guadagnare tempo e di bloccare i paracadutisti che subirono pesanti perdite; il successivo intervento delle forze terrestri tedesche costrinse alla ritirata da Drvar i partigiani ma nel frattempo Tito e i suoi luogotenenti poterono salvarsi e alla fine anche la cosiddetta "settima offensiva" tedesca terminò con un fallimento strategico complessivo.

### La liberazione di Belgrado e della Serbia

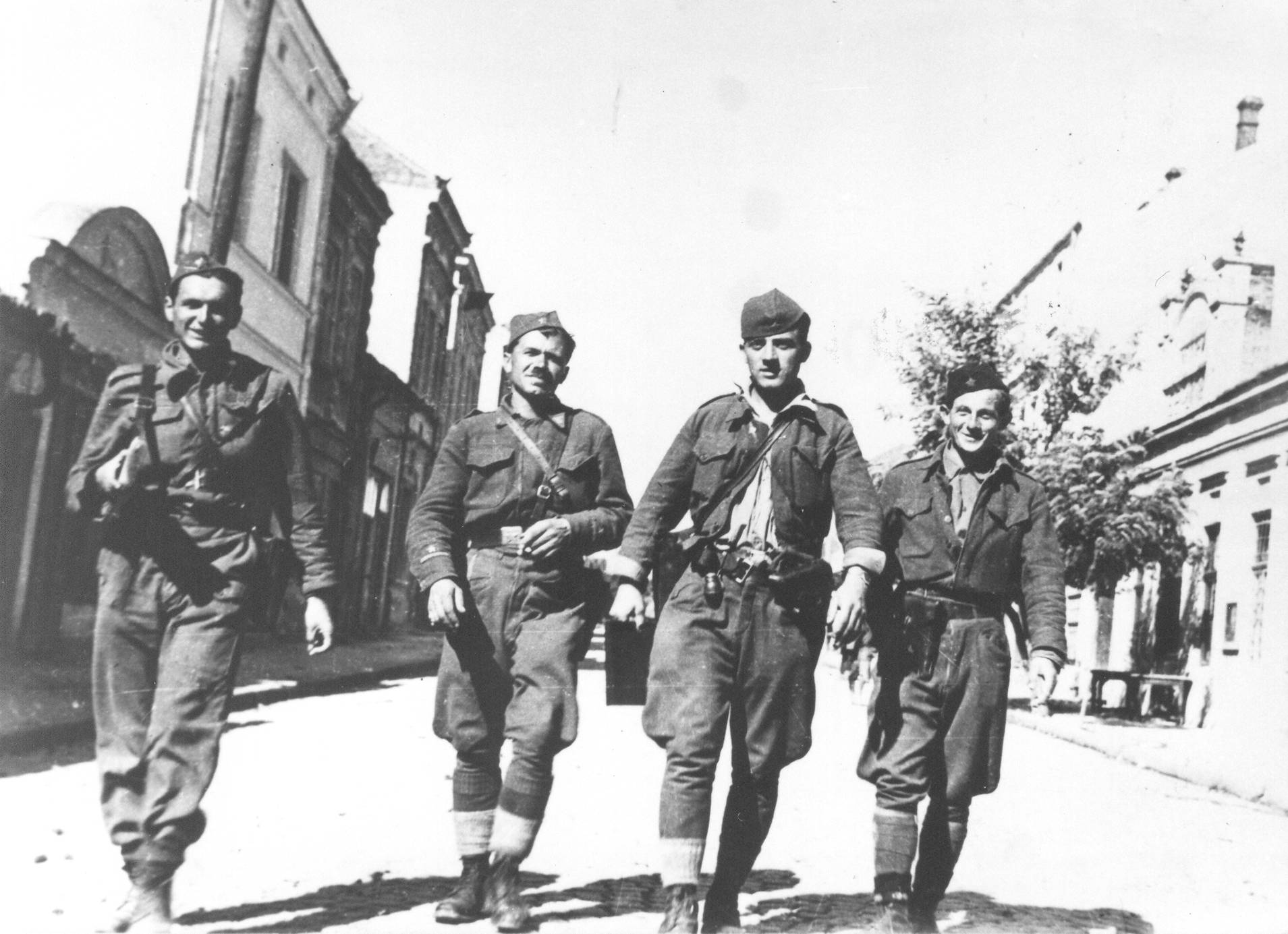
Partigiani jugoslavi in Serbia nel 1944

L'obiettivo principale del nuovo ciclo di operazioni pianificato dal Comando supremo di Tito per la seconda metà del 1944 era finalmente la liberazione della Serbia che per tutta la guerra era stato il centro di potere principale dei cetnici e il nucleo più solido dell'occupazione tedesca sostenuta dai collaborazionisti di Milan Nedić. I luogotenenti di Mihailović avevano spinto il loro capo a cercare un'alleanza con Nedic per contrastare il crescente potere dei partigiani comunisti e i due uomini si incontrarono all'inizio dell'estate del 1944 ma non venne concluso alcun accordo. Draža sembrava ottimista, riteneva che gli anglosassoni avrebbero avuto bisogno del suo appoggio e si illudeva anche che i sovietici avrebbe collaborato con le sue truppe.
Alcuni eventi contraddittori alimentarono le illusioni di Mihailović; il colonnello Bailey aveva lasciato il quartier generale cetnico nel febbraio 1944 e gli ultimi ufficiali di collegamento britannici erano partiti alla fine di maggio 1944, ma a luglio giunse inaspettatamente un'importante missione militare degli Stati Uniti, guidata dal colonnello Robert Harbold McDowell. L'obiettivo principale della missione di collegamento era l'organizzazione del trasferimento dei piloti statunitensi abbattuti e messi in salvo dai cetnici (operazione Halyard), ma il colonnello McDowell espresse il suo pieno appoggio alle posizioni di Draža, evidenziò come negli Stati Uniti molti fossero favorevoli ai cetnici in funzione anticomunista e manifestò ottimismo e fiducia in un supporto statunitense alla politica del capo nazionalista.

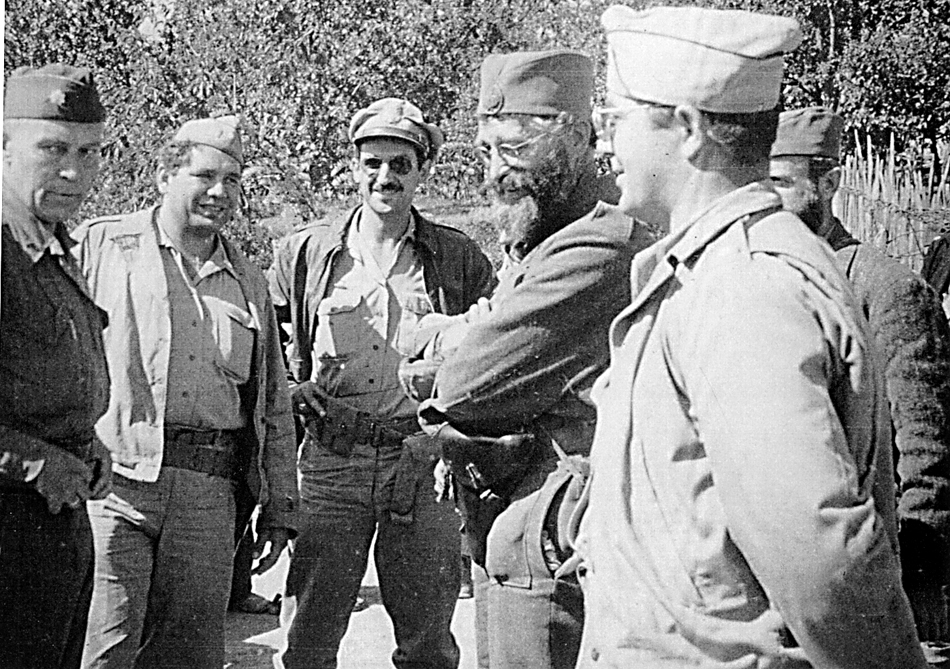
Draža Mihailović in compagnia di ufficiali statunitensi nell'estate 1944; a sinistra il colonnello Robert Halbord McDowell

La situazione politico-militare dei partigiani di Tito in Serbia era ancora difficile; l'attacco delle divisioni di Milutin Morača nel marzo 1944 era stato respinto e nel territorio serbo i combattenti in azione erano solo le piccole formazioni di Petar Stambolić, attive sul territorio ma non in grado di effettuare grandi azioni offensive. Nella primavera del 1944 quindi Tito inviò ad assumere il comando in Serbia il famoso ed esperto Koča Popović che poté potenziare le sue forze grazie alla defezione dei cetnici di Radoslav Đurić e all'arrivo di cospicui rinforzi partigiani. All'inizio di agosto, Popović disponeva di sette divisioni partigiane con cui estese gli attacchi e iniziò la liberazione del territorio nella Serbia meridionale e orientale. I tedeschi fecero un ultimo tentativo di fermare la penetrazione dei partigiani in Serbia e il 12 agosto 1944 diedero inizio all'operazione Rübezahl in Montenegro con l'obiettivo di accerchiare e distruggere tra i fiumi Tara e Piva le forze nemiche che erano in movimento verso il Sangiaccato; i partigiani si trovarono in difficoltà e rischiarono di essere bloccati nella regione del Durmitor; alla fine tuttavia riuscirono, a costo di pesanti perdite, a sfuggire e poterono riprendere la marcia verso la Serbia. In questa fase i partigiani ricevettero finalmente l'aiuto dalle aviazioni alleate; il 22 agosto gli aerei britannici evacuarono in Italia oltre 1 000 feriti concentrati a Bajovo Polje che rischiavano di essere catturati e uccisi dai tedeschi. Tito fu quindi in grado di trasferire alla fine di agosto dalla Bosnia orientale e dal Montenegro altre nove divisioni che al comando di Peko Dapčević entrarono in Serbia sud-occidentale. A questo punto Mihailović comprese che il suo potere in Serbia rischiava di crollare; anche le notizie dalla frontiera orientale erano inquietanti, le prime truppe sovietiche avevano varcato il confine e, dopo un primo momento di cordialità, avevano subito disarmato e imprigionato i cetnici che si erano fatti loro incontro, consegnandone inoltre i capi ai partigiani.
A settembre i partigiani raggiunsero successi decisivi contro i cetnici di Dragutin Keserović e Dragoslav Racić; la battaglia di Jelova Gora del 9 settembre 1944 terminò con un netto successo del I Korpus proletario di Dapčević; le forze cetniche furono sbaragliate e lo stesso Mihailović rischiò di essere accerchiato e catturato l'11 settembre insieme a tutti membri del "Comitato Nazionale" e alla missione statunitense del colonnello McDowell. Mihailović e i cetnici superstiti, alcune centinaia di uomini, ripiegarono dopo la disfatta oltre la Drina, in Bosnia nord-occidentale. Nel frattempo Koča Popović, al comando del XIII Korpus e XIV Korpus, aveva liberato la maggior parte della Serbia meridionale e orientale, mentre le divisioni di Dapcević del I Korpus e XII Korpus si avvicinavano, dopo essersi liberati dei cetnici, a Belgrado da occidente ed erano schierate a circa trenta chilometri a sud della capitale da Obrenovac a Smederevska Palanka.

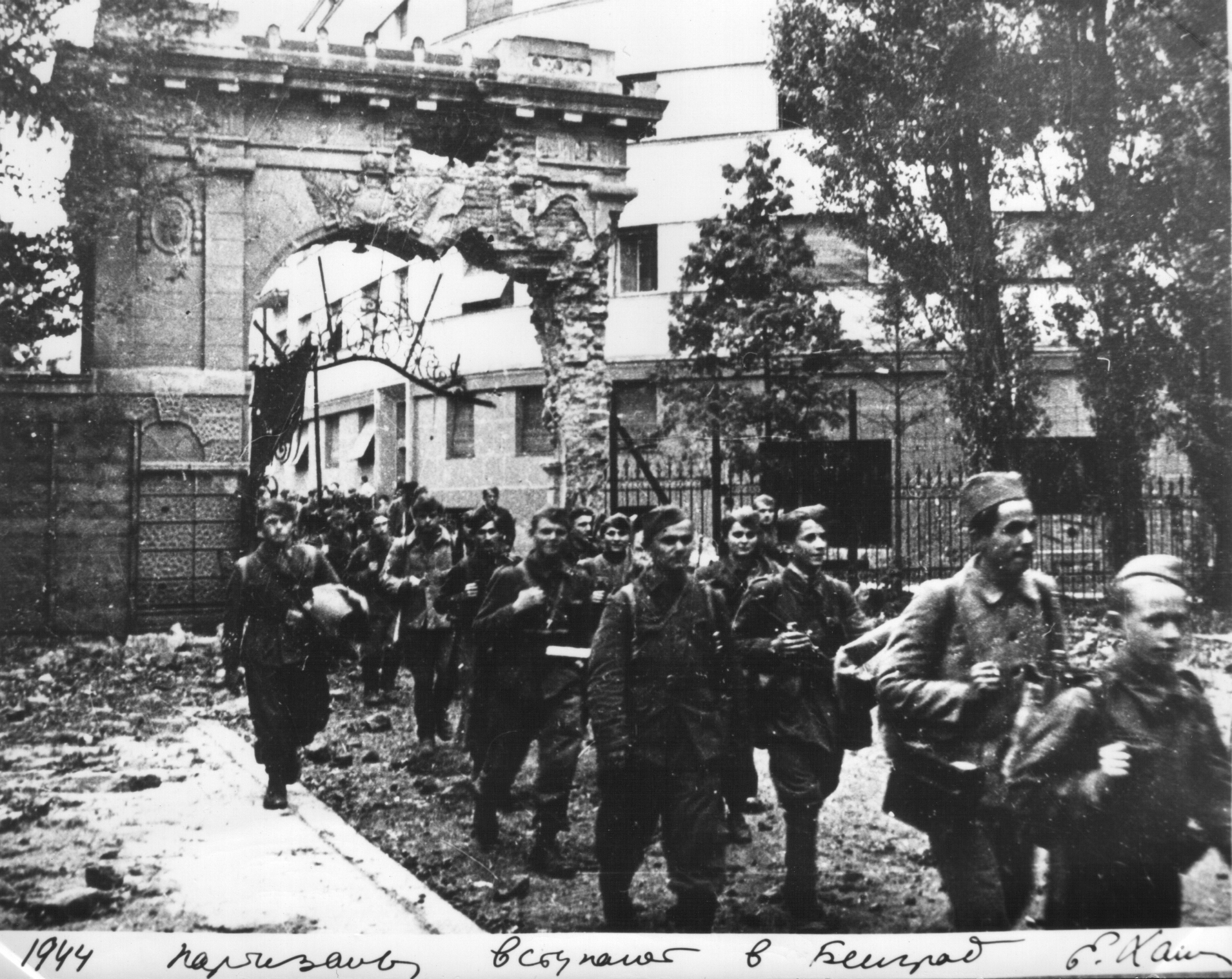
I partigiani entrano a Belgrado.

Nel frattempo l'Armata Rossa si stava avvicinando al teatro d'operazioni jugoslavo dopo aver sbaragliato le forze dell'Asse in Romania e Bulgaria; i piani dell'alto comando sovietico prevedevano l'intervento in Serbia del 3º Fronte ucraino del maresciallo Fëdor Tolbuchin che avrebbe attaccato direttamente verso Belgrado, con due armate e il 4º Corpo meccanizzato della Guardia che avrebbero attraversato la Morava, valicato le montagne fino a Petrovac e quindi marciato sulla capitale jugoslava. Le armate del maresciallo Tolbuchin sarebbero state supportate da altre forze sovietiche che avrebbero attaccato verso Pančevo, a nord di Belgrado, mentre l'esercito bulgaro avrebbe attaccato con tre armate Niš e Leskovac.

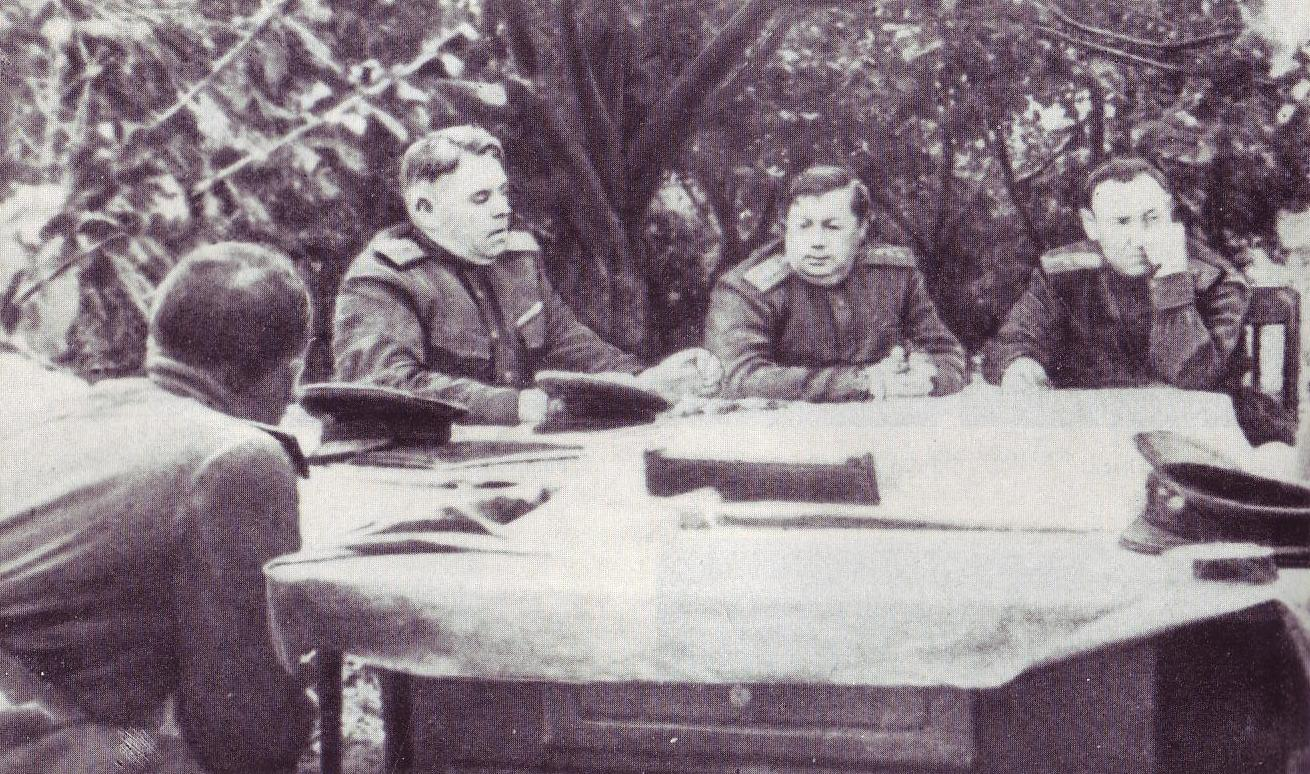
Riunione di ufficiali superiori sovietici: a sinistra il maresciallo Vasilevskij, al centro il maresciallo Fëdor Tolbuchin, protagonista dell'offensiva su Belgrado, a destra il capo di stato maggiore del 3º Fronte ucraino, generale Birjuzov

Alla vigilia dell'offensiva di Belgrado le forze tedesche del feldmaresciallo von Weichs si trovavano in grande difficoltà; il comandante tedesco aveva ricevuto l'ordine di difendere Belgrado e contemporaneamente di proteggere le comunicazioni del Gruppo d'armate E che, schierato in Grecia, rischiava di essere tagliato fuori. Il feldmaresciallo tedesco disponeva tuttavia di forze insufficienti per questi compiti; egli schierò le sue divisioni migliori per sbarrare la linea della Morava mentre raggruppò sotto il cosiddetto Armee-abteilung Serbian del generale Hans-Gustav Felber, due kampfgruppen improvvisati per difendere la capitale jugoslava.
Il 19 settembre Tito in persona volò a Mosca per concordare i piani dell'offensiva e poté finalmente incontrare Stalin, il prestigioso capo del comunismo mondiale. Il primo incontro in realtà fu piuttosto freddo; Stalin cercò di intimidire il capo jugoslavo rivolgendosi a lui per tutto l'incontro chiamandolo "Walter" che era il vecchio nome di battaglia adottato da Tito durante la sua partecipazione come inviato del Comintern alla guerra di Spagna; i modi bruschi del dittatore sovietico irritarono il capo jugoslavo. Nel colloquio al Cremlino la discussione verté soprattutto sulla collaborazione militare; Tito richiese la fornitura di almeno 80-100 carri armati ma Stalin promise solo l'invio di un corpo meccanizzato dell'Armata Rossa per liberare Belgrado; alla fine venne concluso un soddisfacente accordo formale con cui Stalin si impegnava a equipaggiare 12 divisioni regolari jugoslave e due divisione aeree.

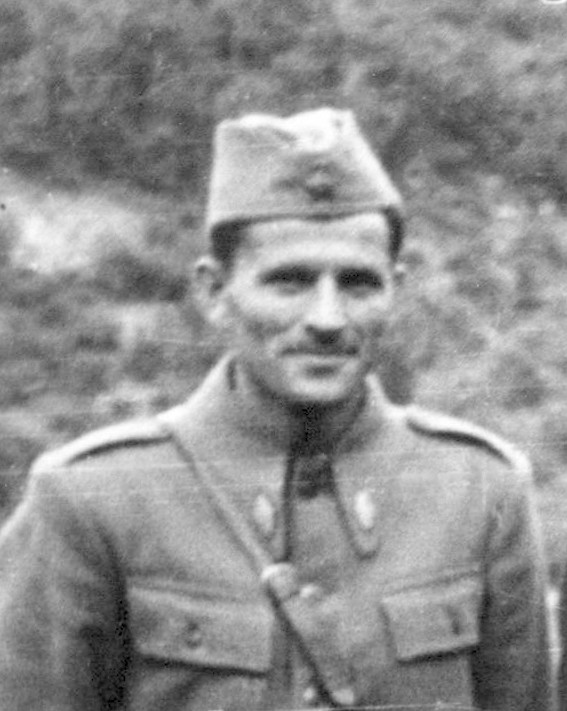
Il comandante partigiano Peko Dapčević, protagonista della liberazione di Belgrado

L'offensiva del 3º Fronte ucraino del maresciallo Tolbuchin ebbe inizio con molte difficoltà a causa dell'aspra resistenza tedesca e delle difficoltà del terreno montuoso delle regioni orientali della Serbia; l'8 ottobre finalmente i sovietici raggiunsero e superarono la Morava e nella testa di ponte poterono passare i mezzi corazzati pesanti del 4º Corpo meccanizzato della Guardia che il 9 ottobre iniziò a muovere attraverso i difficili sentieri montuosi per raggiungere Belgrado da sud-est. La manovra delle colonne corazzate sovietiche ebbe successo e i carri armati del generale Vladimir Ždanov arrivarono il 10 ottobre nell'area di Petrovac, pronte ad attaccare verso Belgrado. Nel frattempo più a nord altre forze sovietiche avevano già liberato Pančevo ed erano penetrate in Voivodina e nel Banato.
Tito giunse per via aerea direttamente da Mosca fino al campo di battaglia e assunse il controllo delle operazioni delle forze partigiane dal quartier generale di Vršac; le formazioni di Peko Dapčević stavano avanzando da sud ed entro il 14 ottobre 1944 raggiunsero la seconda linea di difesa tedesca e si avvicinarono alla periferia meridionale della capitale. I tedeschi tuttavia non intendevano cedere facilmente Belgrado; le truppe del generale Felber si batterono con tenacia e abilità per trattenere i partigiani a sud e contrastare i mezzi corazzati sovietici del 4º Corpo meccanizzato della Guardia a est, mentre le altre truppe tedesche completavano la loro ritirata dalla Macedonia e dalla Serbia meridionale.

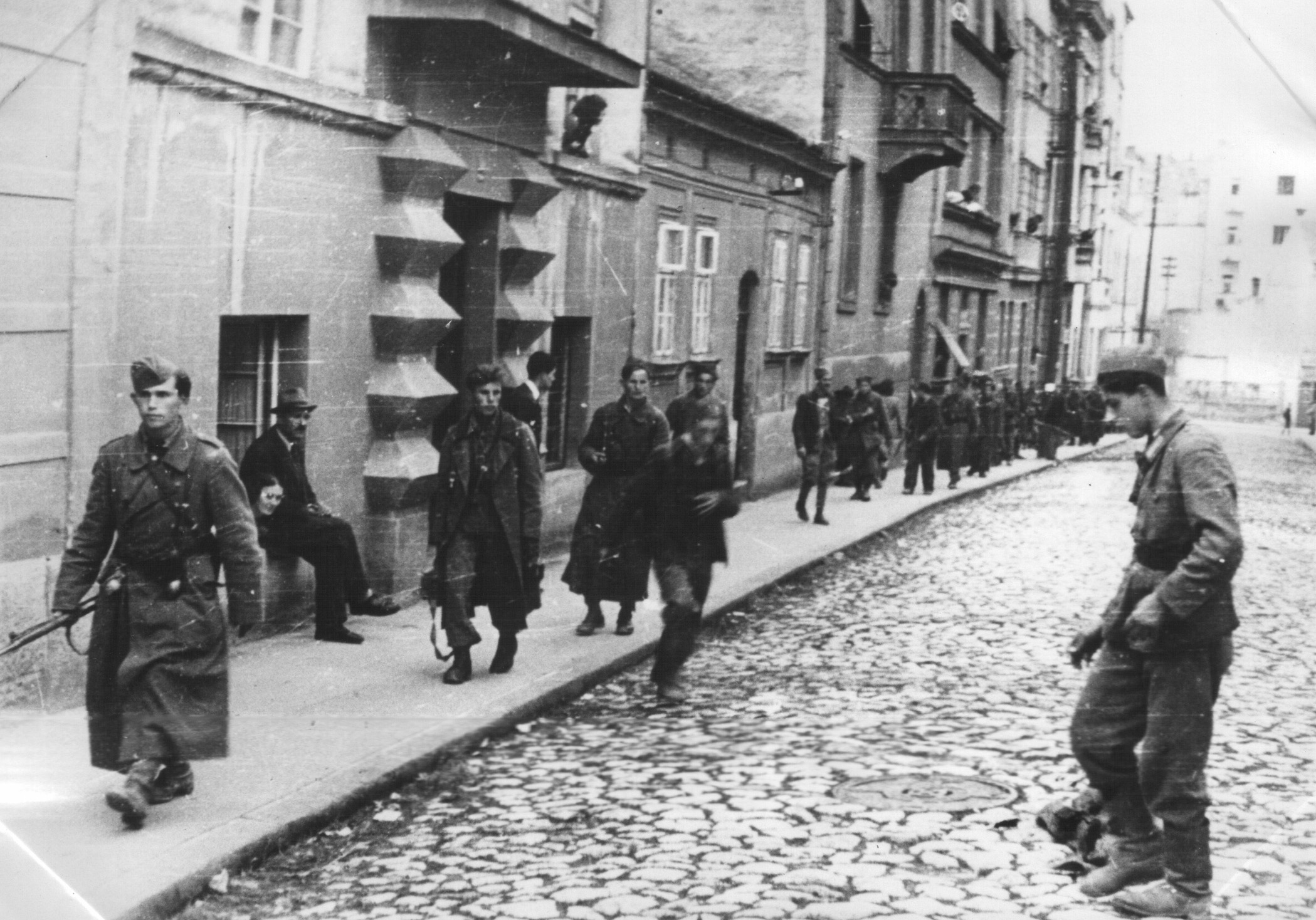
Partigiani jugoslavi nelle vie di Belgrado

Peko Dapčević diramò l'ordine n. 89 il 14 ottobre 1944; esso prevedeva che la 1ª Divisione proletaria di Vaso Jovanović, schierata al centro del I Korpus, sferrasse l'attacco decisivo avanzando direttamente sulla direttrice Banjica-Viale della Liberazione-Kalemegdan; i partigiani della 1ª Brigata proletaria e della 3ª Brigata della Craina, in cui erano inquadrati anche due battaglioni di volontari italiani, "Garibaldi" e "Matteotti", guidarono l'attacco a partire dalla notte del 14-15 ottobre. I partigiani riuscirono a entrare dentro Belgrado nonostante la resistenza tedesca e, supportati dalle brigate corazzate del 4º Corpo meccanizzato della Guardia sovietico, raggiunsero il centro cittadino dove però la loro avanzata divenne più difficile. La battaglia continuò accanitamente il 15 e il 16 ottobre e solo il 17 ottobre le due brigate partigiane poterono raggiungere i loro obiettivi principali, la 3ª Brigata della Craina infine dopo altri due giorni di battaglia conquistò la fortezza di Kalemegdam, dove i tedeschi avevano organizzato una tenace resistenza, e occupò i ponti sulla Sava; alle ore 11:00 del 20 ottobre 1944 Belgrado venne dichiarata completamente liberata; in quello stesso giorno il generale sovietico Vladimir Ždanov e Peko Dapčević si incontrarono e abbracciarono festosamente nel centro della città per celebrare la vittoria congiunta sovietico-jugoslava e la liberazione di Belgrado.
Le truppe tedesche superstiti del generale Felber cercarono di sfuggire attraverso Zemun in direzione ovest ma il 22 ottobre 1944 anche Zemun cadde. Tito giunse a Belgrado il 27 ottobre e presenziò, insieme ai generali sovietici e jugoslavi, a una solenne parata della vittoria nelle vie della capitale con la sfilata congiunta dei reparti dell'Esercito popolare e dei carri armati T-34/85 della 36ª Brigata corazzata della Guardia del 4º Corpo meccanizzato della Guardia. In realtà il comportamento tenuto dai soldati sovietici a Belgrado e nel territorio jugoslavo in alcuni casi era stato riprovevole con violenze e razzie contro la popolazione civile; i dirigenti partigiani, in particolare Milovan Gilas, espressero vivacemente le loro lamentele e si creò una situazione di tensione tra i due alleati; Stalin in persona rimproverò bruscamente Gilas durante un successivo viaggio del capo jugoslavo in Unione Sovietica.

### 1945: vittoria dell'Esercito popolare di liberazione

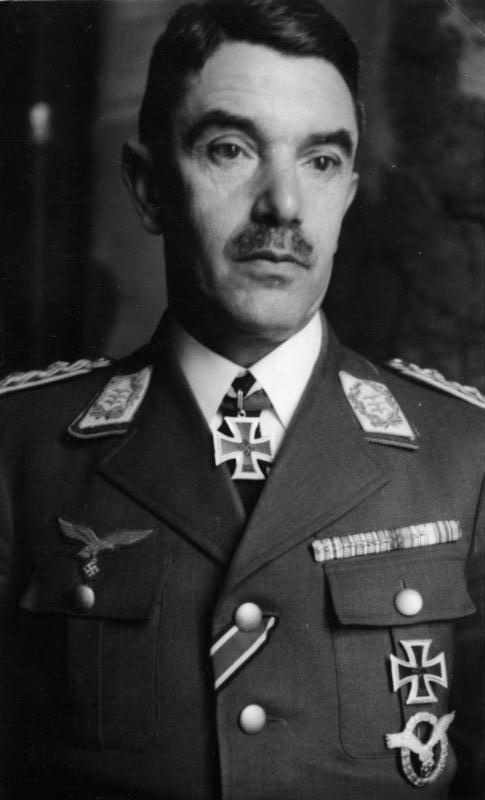
Il generale Alexander Löhr, comandante in capo del fronte Sud-orientale tedesco alla fine della guerra

Le forze tedesche subirono forti perdite a Belgrado, 15 000 morti e 9 000 prigionieri, ma i reparti schierati a sud e sud-est della città combatterono abilmente per coprire la ritirata e una parte delle truppe del generale Felber riuscì a sfuggire verso ovest per riunirsi al grosso del Gruppo d'armate F del maresciallo von Weichs in ripiegamento in Croazia e Bosnia. L'alto comando tedesco inoltre riuscì a portare a termine la difficile missione di ritirare dalla Grecia l'intero Gruppo d'armate E del generale Löhr che, con quattro corpi d'armata e dieci divisioni, era in marcia verso nord dall'inizio del mese di ottobre. A causa della perdita di Niš, occupata dall'esercito bulgaro, divenne decisivo difendere Kraljevo dove venne concentrato il Armeegruppe Müller con il compito di mantenere la posizione mentre il Gruppo d'armate E marciava sulla direttrice Skopje-Mitrovica-Novipazar-Visegrad. I tedeschi riuscirono ancora una volta a mantenere il controllo della situazione: la 2ª Armata bulgara venne contenuta a sud, mentre la 22. Luftlande Infanterie-Division, trasportata d'urgenza da Salonicco, rafforzò in modo decisivo le forze del generale Friedrich-Wilhelm Müller che condusse con grande abilità la battaglia. Per molti giorni le forze tedesche mantennero aperto il varco e permisero infine il ripiegamento dell'intero Gruppo d'armate E, con i suoi 300 000 uomini e gran parte dell'equipaggiamento.

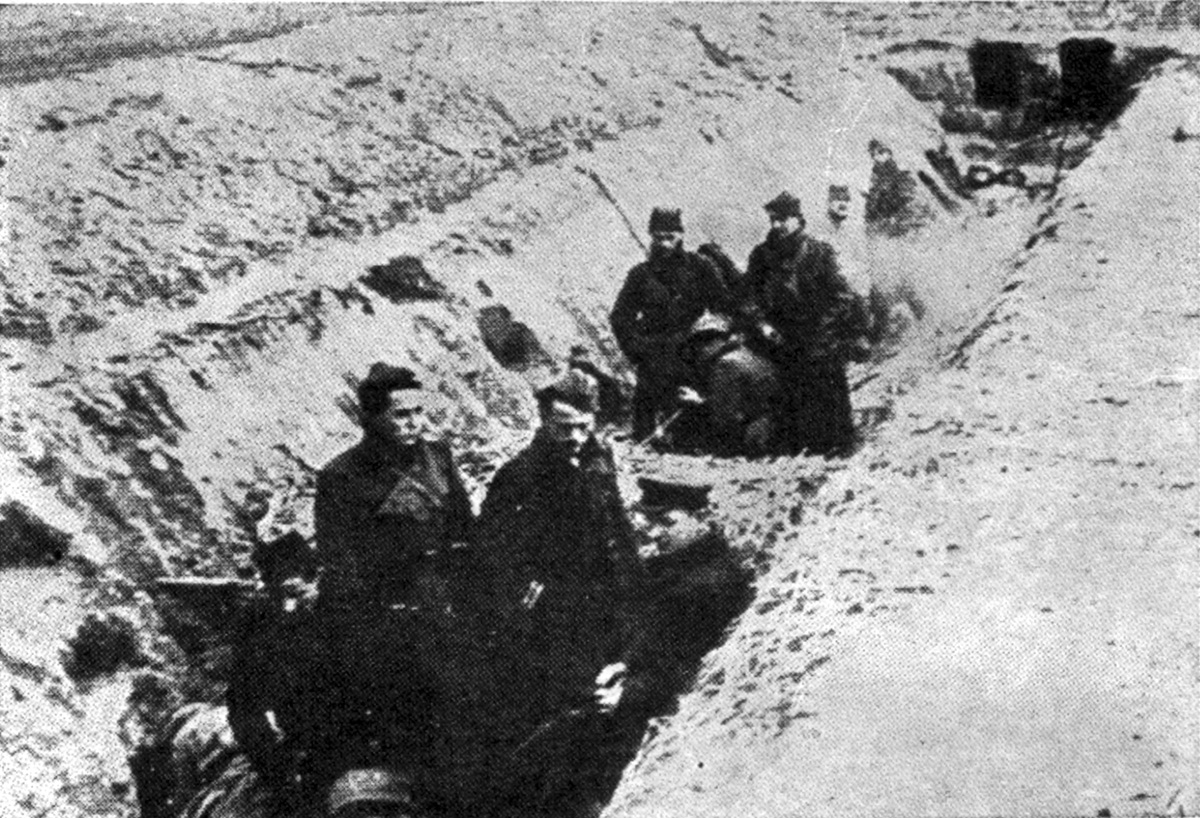
Trincee jugoslave sul fronte dello Srem nell'inverno 1944-45

Le forze partigiane in Macedonia e Montenegro non riuscirono a fermare la ritirata del Gruppo d'armate E e il 15 novembre 1944 il generale Löhr poté installare il suo nuovo quartier generale a Sarajevo dopo aver stabilizzato la situazione e aver schierato le sue truppe in Erzegovina e nella Craina bosniaca. A nord anche il Gruppo d'armate F del feldmaresciallo von Weichs riuscì, dopo la perdita di Belgrado, ad organizzare un nuovo fronte stabile nella vasta pianura dello Srem, compresa tra i fiumi Sava e Danubio, dove l'Esercito popolare jugoslavo fu costretto a fermarsi e a combattere per mesi una guerra di posizione per la quale era totalmente impreparato. I tedeschi inoltre mantennero le posizioni a nord sulla Drava, in contatto con lo schieramento meridionale del fronte orientale che difendeva l'Ungheria, e a sud sulla Drina e la Neretva in collegamento con le forze del generale Löhr.
Nonostante le continue sconfitte sugli altri fronti, l'alto comando tedesco continuò a difendere accanitamente le posizioni in Jugoslavia per tutto l'inverno 1944-45; Hitler inoltre era deciso a sferrare un'ambiziosa offensiva in Ungheria contro l'Armata Rossa e riteneva fondamentale per ragioni militari e politiche mantenere, con il concorso delle residue forze collaborazioniste, il fronte balcanico il cui comando complessivo venne affidato, dopo il richiamo del feldmaresciallo von Weichs, al generale Löhr. I tedeschi da gennaio 1945 furono in grado anche di contrattaccare mettendo in difficoltà le unità dell'Esercito popolare di Tito.
Il Comando supremo partigiano aveva potuto potenziare le sue forze con la costituzione e l'impiego in combattimenti di numerose nuove formazioni reclutate nei territori liberati in Serbia e Macedonia e il 1º gennaio 1945 aveva costituito le prime armate dell'esercito di liberazione affidate al comando dei generali più preparati, ma queste formazioni inizialmente si dimostrarono inesperte e vulnerabili. Sul fronte dello Srem le linee della 1ª Armata jugoslava di Peko Dapčević vennero temporaneamente sfondate dai tedeschi, mentre più a sud fallirono gli attacchi della 2ª Armata jugoslava di Koča Popović a Bijeljina; infine dal 6 marzo 1945 la 3ª Armata di Kosta Nađ fu violentemente attaccata dalle forze tedesche nel quadro dell'operazione Frühlingserwachen e perse le posizioni sulla riva destra della Drava.

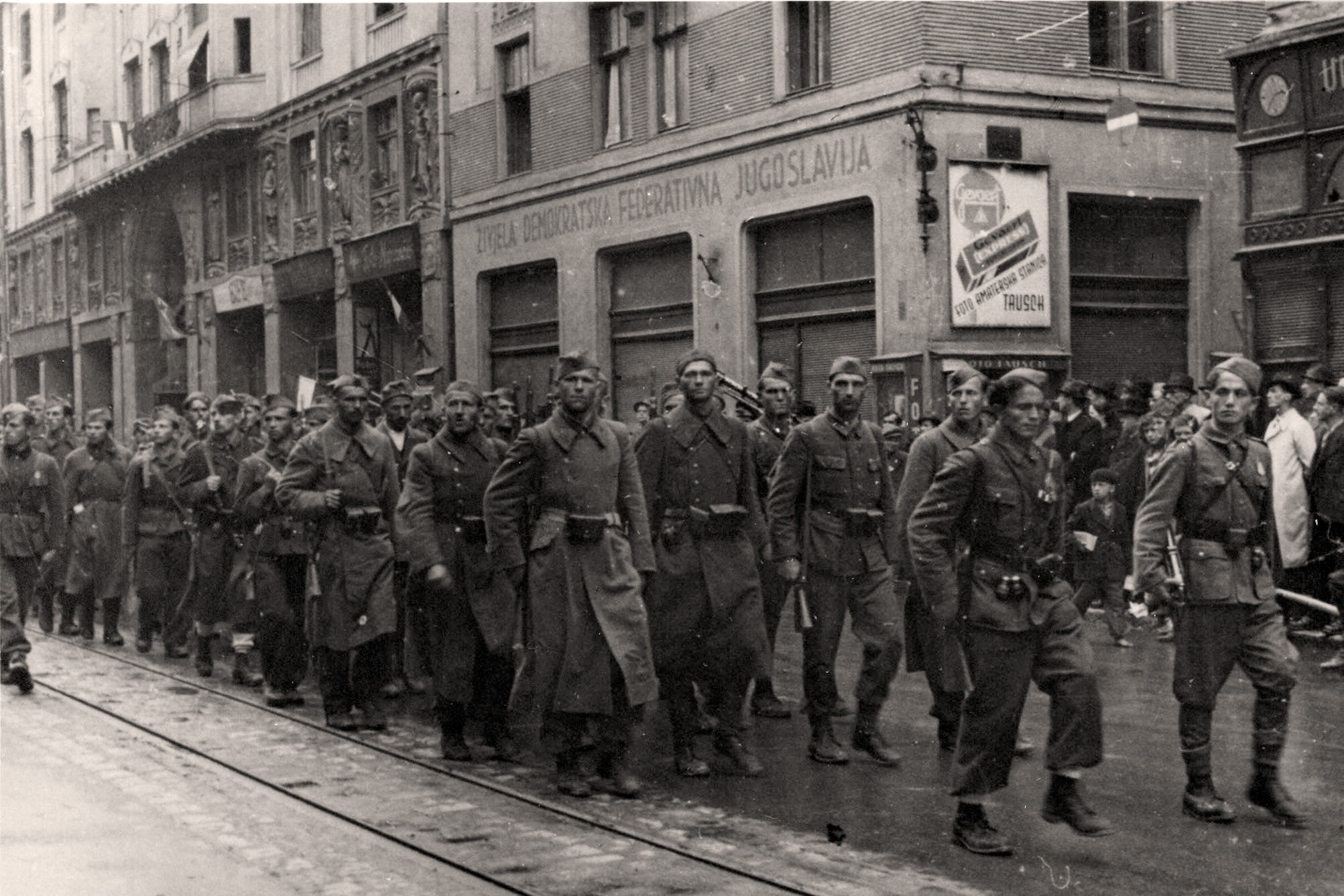
Partigiani jugoslavi del III Korpus entrano a Sarajevo

L'Esercito popolare di liberazione continuò tuttavia a potenziare le sue forze; furono costituite le prime due brigate corazzate con l'apporto di mezzi pesanti britannici e sovietici, furono attivate le prime squadriglie aeree jugoslave che parteciparono alle operazioni. Alla fine della guerra le forze di Tito erano costituite ormai da circa 800 000 partigiani combattivi e decisi a liberare il restante territorio occupato; questi effettivi erano suddivisi in quattro armate, diciassette corpi d'armata e 50 divisioni.
La fase finale delle operazioni in Jugoslavia ebbe inizio il 20 marzo 1945; l'Esercito Popolare di Liberazione, ridenominato ufficialmente dal 1º marzo, Esercito jugoslavo, diede prova di aver migliorato, grazie agli armamenti moderni e ai consiglieri forniti dagli Alleati, le sue capacità operative nella guerra convenzionale. Il 6 aprile 1945 il raggruppamento di forze al comando di Radovan Vukanović liberò dopo una dura battaglia la città di Sarajevo; i tedeschi riuscirono tuttavia a evitare l'accerchiamento e iniziarono la ritirata generale verso nord. Il 12 aprile 1945 finalmente la 1ª Armata di Dapčević sfondò il fronte dello Srem dopo logoranti combattimenti che costarono perdite altissime ai partigiani jugoslavi; fu la battaglia più grande combattuta dall'Esercito popolare durante la guerra.
Dopo lo sfondamento del fronte dello Srem la 1ª Armata di Dapčević e la 3ª Armata di Kosta Nađ poterono avanzare verso occidente e liberare la parte settentrionale della Croazia e della Slovenia; contemporaneamente anche la 2ª Armata di Koča Popović si mise in movimento a sud della Sava e marciò attraverso la Bosnia orientale, la Croazia e Slovenia meridionale. La manovra di queste tre armate jugoslave era diretta a tagliare la strada, accerchiare e distruggere le truppe tedesche del Gruppo d'armate E del generale Löhr che dopo il crollo del fronte si erano messe in ritirata verso nord per cercare scampo sul territorio nazionale. Il ripiegamento generale del XXI e del XCI Corpo d'armata tedesco fu drammatico; i soldati tedeschi, affiancati dagli ultimi reparti collaborazionisti croati, cetnici, cosacchi, si batterono fino all'ultimo per aprirsi una strada verso la salvezza in mezzo al territorio devastato da anni di guerra e dominato dai guerriglieri. Privi di rifornimenti e sottoposti agli attacchi aerei alleati, i tedeschi riuscirono ugualmente a continuare la ritirata, abbandonando lungo la strada i mezzi motorizzati e gli equipaggiamenti.

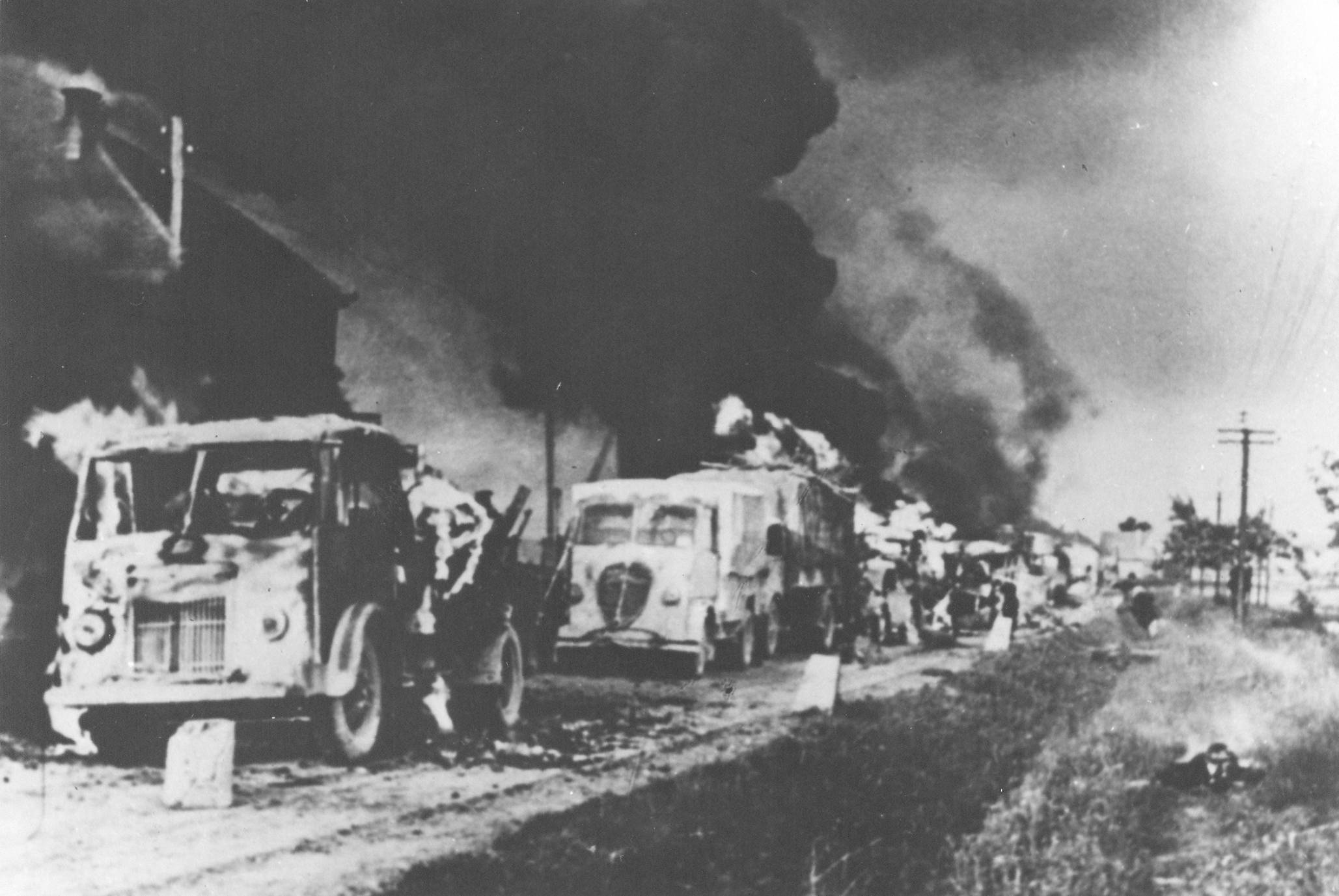
Colonna di automezzi tedeschi distrutti negli ultimi giorni di guerra

All'inizio di maggio 1945, mentre l'avanzata dell'esercito popolare diveniva inarrestabile, lo Stato indipendente di Croazia era ormai in rovina; nella capitale stavano confluendo per l'ultima resistenza tutti gli elementi collaborazionisti rimasti sul territorio jugoslavo; a Zagabria inoltre affluivano migliaia di profughi che in parte ripartivano per cercare rifugio in Slovenia e Austria; erano inoltre in corso febbrili tentativi da parte di uomini politici e avventurieri di aprire trattave con gli Alleati occidentali in funzione anti-comunista e anti-sovietica. In realtà molti capi ustaša avevano già abbandonato il paese, mentre lo stesso Ante Pavelić, dopo un'ultima comparsa in pubblico il 4 maggio, rinunciò a una lotta a oltranza nella città, lasciò Zagabria e raggiunse l'Austria dove riuscì a far perdere le sue tracce. Il 9 maggio 1945 i partigiani della 1ª Divisione proletaria entrarono a Zagabria accolti festosamente dalla popolazione; nonostante le prime azioni di repressione degli apparati di sicurezza comunisti che ricercarono subito i simpatizzanti ustaša ancora presenti all'interno della città, la gran parte degli abitanti salutò con sollievo e soddisfazione la fine della guerra e l'arrivo dei soldati dell'Esercito popolare.
Mentre le altre armate jugoslave combattevano le violente battaglie finali tra la Drava e la Sava, la 4ª Armata jugoslava al comando di Petar Drapšin eseguì brillantemente la manovra più difficile avanzando con mezzi corazzati e armamento pesante in Dalmazia lungo il litorale adriatico. Le unità mobili di Drapšin superarono nella regione di Fiume la resistenza del XCVII Corpo d'armata tedesco del generale Kübler e si avvicinarono rapidamente a Trieste. Tito e la dirigenza partigiana da tempo rivendicavano quel territorio e temevano interferenze degli Alleati occidentali; quindi sollecitarono il comando della 4ª Armata a raggiungere la città con la massima urgenza. I partigiani della 4ª Armata, supportati anche dalle formazioni del IX Korpus, sconfissero le truppe tedesche schierate a difesa sul ciglione carsico e il 1º maggio 1945 vinsero la corsa per Trieste, entrando in città e ingaggiando violenti combattimenti con la guarnigione. Il giorno seguente arrivarono anche le truppe neozelandesi del generale Bernard Freyberg che parteciparono agli scontri finali e presero contatto con i partigiani; le residue forze tedesche del XCVII Corpo d'armata, accerchiate tra Fiume e Villa del Nevoso, si arresero alle unità della 4ª Armata jugoslava il 7 maggio 1945; furono catturati 22 000 prigionieri.
Mentre una parte della 4ª Armata avanzava rapidamente e raggiungeva Trieste, altre colonne del generale Drapšin si erano dirette a nord-ovest per raggiungere la Carinzia e precedere le truppe anglo-americane; le notizie della marcia degli jugoslavi verso l'Austria suscitarono la massima preoccupazione nei dirigenti alleati; vennero dati ordini precisi al generale Harold Alexander e al generale Mark Clark di accelerare l'avanzata e anticipare i partigiani di Tito. Dopo una marcia forzata, le colonne motorizzate britanniche raggiunsero Klagenfurt am Wörthersee l'8 maggio 1945 in anticipo di qualche ora sugli jugoslavi; ben presto si verificarono attriti tra i due eserciti e crebbe la tensione. Contemporaneamente la situazione divenne pericolosa anche nell'area di Trieste; il generale Alexander chiese agli jugoslavi di ritirarsi e il 5 maggio il generale William Duthie Morgan, in un incontro con Tito a Belgrado, indicò sulla carta una linea (successivamente denominata "linea Morgan") dietro la quale avrebbero dovuto ripiegare i partigiani. I capi anglosassoni presero misure minacciose per intimidire gli jugoslavi; si studiarono piani dettagliati per sbarcare in Istria, per far intervenire in massa le forze aeree alleate, per ributtare indietro militarmente l'esercito di Tito.
Il Terzo Reich si arrese ufficialmente agli Alleati il 7 maggio a Reims e l'8 maggio a Berlino, ma nessun rappresentante jugoslavo venne invitato, nonostante l'importante contributo dei partigiani alla vittoria, a partecipare alle cerimonie; del resto in Jugoslavia i combattimenti continuavano ancora. Il generale Löhr decise di ignorare la resa incondizionata e di continuare con le forze residue del Gruppo d'armate E, circa 130 000 soldati tedeschi, a cui si erano aggregati molte migliaia di croati, sloveni, cetnici e cosacchi, a ripiegare verso nord, cercando scampo in Austria per arrendersi alle truppe anglo-americane che si avvicinavano dalla Baviera e dall'Italia. La situazione nel teatro jugoslavo negli ultimi giorni di guerra era estremamente confusa; il generale Löhr in un primo tempo venne catturato dai partigiani sloveni il 9 maggio 1945 a Topolšica ma egli, dopo aver inizialmente tempo concordato una tregua, riuscì a fuggire e riprese il comando dei suoi soldati, decisi a ripiegare in Austria; inoltre correvano voci tra i partigiani che le truppe statunitensi del generale George Smith Patton stavano arrivando da nord per respingere l'esercito jugoslavo. Tito diede ordine di bloccare e annientare al più presto le forze nemiche del Gruppo d'armate E che infine il 13 maggio vennero accerchiate a Poljana. Il 15 maggio, dopo ulteriori combattimenti, il generale Löhr venne nuovamente catturato e tutti i soldati superstiti tedeschi e collaborazionisti si arresero ai partigiani jugoslavi; Tito emise un comunicato per congratularsi con il suo esercito: la guerra sul fronte jugoslavo terminò quindi ufficialmente il 15 maggio 1945.
Secondo lo storico jugoslavo Jovan Marianović nella fase finale della guerra, l'esercito popolare avrebbe catturato circa 209 000 prigionieri tra tedeschi, cosacchi, collaborazionisti croati, sloveni e cetnici; inoltre il Gruppo d'armate E avrebbe subito anche 99 000 perdite tra morti e feriti. Lo storico statunitense Jozo Tomasevich afferma che è quasi impossibile avere dati precisi ma che sostanzialmente circa 220 000 prigionieri caddero in mano partigiana, di cui 84 000 tedeschi, 20 000 sloveni e cetnici, oltre 110 000 croati. I soldati tedeschi prigionieri subirono alcune rappresaglie ma in grande maggioranza furono trasferiti in campi di lavoro sul territorio jugoslavo dove sarebbero rimasti fino al loro rimpatrio nel 1949-1950. Mentre Milovan Đilas afferma nelle sue memorie che i prigionieri tedeschi non avrebbero subito maltrattamenti e si sarebbero dimostrati, durante gli anni di detenzione, laboriosi e collaboranti raccogliendo l'apprezzamento degli stessi jugoslavi, altre fonti descrivono invece le drammatiche "marce assassine", note anche come "marce dell'odio", "marce della fame" o "marce dell'espiazione", nel corso delle quali i prigionieri tedeschi avrebbero subito, lungo percorsi di centinaia di chilometri a piedi, continue violenze e trattamenti brutali. Anche la detenzione nei campi di lavoro sarebbe stata particolarmente dura; i morti nel primo anno di prigionia sarebbero stati molto numerosi.

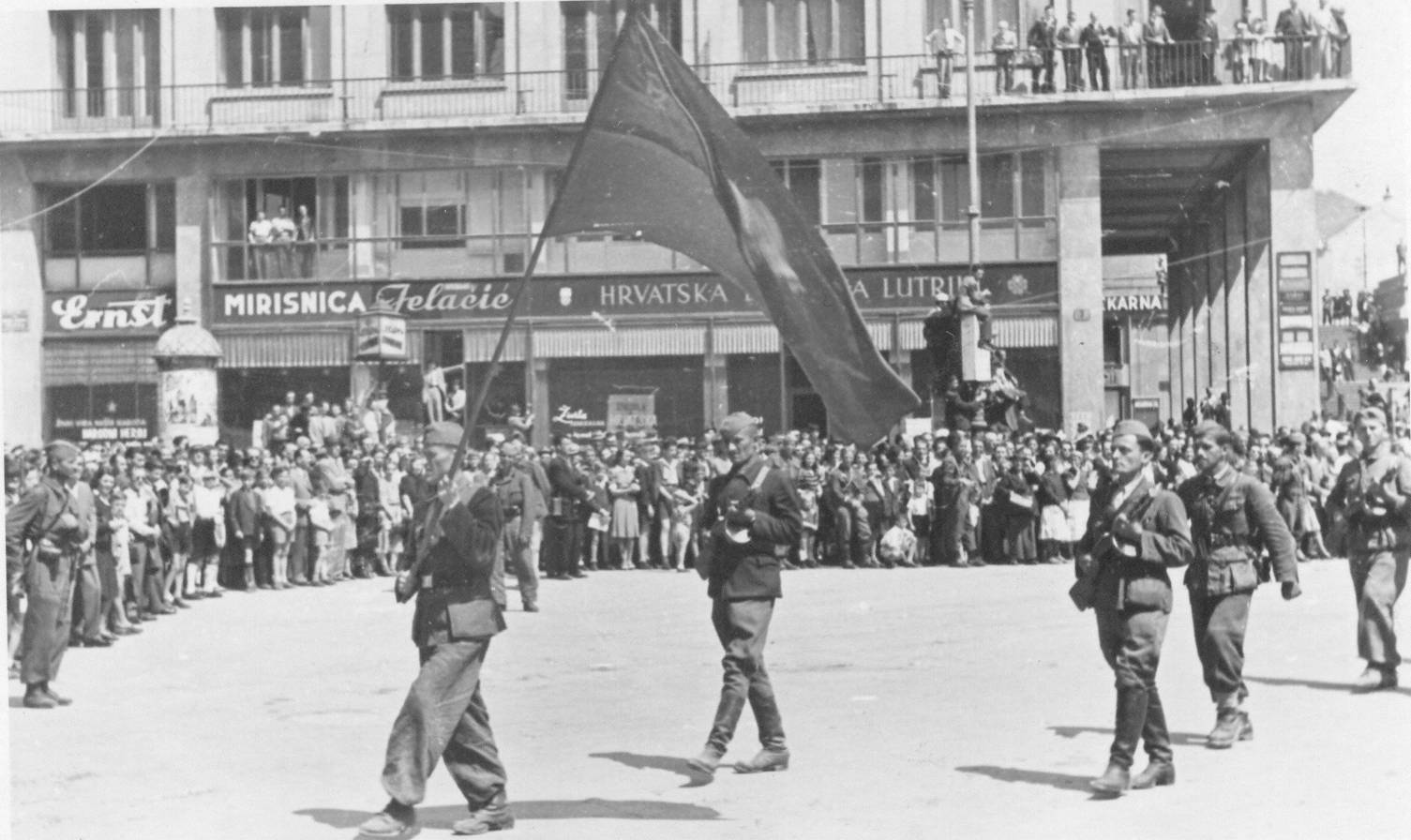
I partigiani della 1ª Divisione proletaria entrano a Zagabria il 9 maggio 1945

Il destino delle decine di migliaia di militari, collaborazionisti e civili croati, sloveni e cetnici che caddero prigionieri dell'esercito jugoslavo fu tragico; il numero di persone in mano jugoslava aumentò dopo la riconsegna da parte degli Alleati occidentali di coloro che erano riusciti negli ultimi giorni di guerra a sconfinare in Austria. I dirigenti jugoslavi comunisti decisero di agire senza pietà e di procedere a una sanguinosa vendetta finale; secondo Milovan Đilas vennero brutalmente eliminate circa 30 000 persone e furono risparmiati solo le donne e i ragazzi minori di 18 anni di età; le uccisioni avvennero separatamente su tutto il territorio nelle zone dove i collaborazionisti erano stati catturati. Đilas afferma nelle sue memorie che gli eccidi sarebbero originati dall'atmosfera da resa dei conti e dalla determinazione tra i partigiani di "farla finita una volta per tutte" con coloro che "avevano avuto tutto il tempo di comprendere e ravvedersi". Alcuni storici ritengono che il numero delle vittime sia stato molto più alto; alcuni giungono al punto di scrivere di 200 000 persone uccise dopo la cattura negli eccidi che sono stati denominati complessivamente come il massacro di Bleiburg; l'autorevole storico statunitense Jozo Tomasevich invece ritiene che le vittime sarebbero state circa 50 000.
Nel frattempo la situazione era precipitata a Trieste; fin dal 3 maggio 1945 il comando jugoslavo decretò l'annessione della città alla nuova Jugoslavia e procedette alla repressione sistematica di tutti coloro che erano considerati oppositori del nuovo regime e del cosiddetto "potere popolare" comunista. Le autorità jugoslave attuarono brutalmente arresti, uccisioni sommarie con successiva eliminazione dei cadaveri nelle foibe, deportazioni; vennero colpiti non solo fascisti e collaborazionisti ma anche membri italiani della Resistenza contrari all'annessione e in generale persone ritenute ostili. Ci furono anche vittime di vendette personali, delazioni e denunce anonime; le repressioni suscitarono la riprovazione e le proteste anglo-americane che peraltro non intervennero mentre erano in corso negoziati diretti per risolvere l'esplosiva situazione. Secondo Galliano Fogar, che fa riferimento anche a fonti anglosassoni, le vittime delle repressioni jugoslave in Venezia Giulia e a Zara nel periodo dell'occupazione partigiana (2 maggio-12 giugno 1945) furono "tra le quattro e seimila persone tra militari e civili".

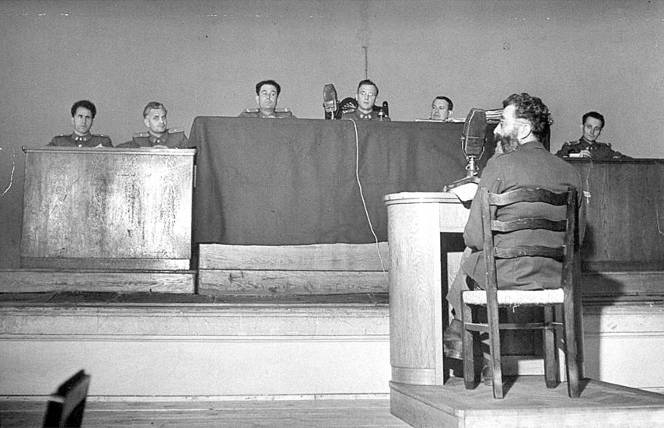
Draža Mihailović durante il processo di Belgrado

Negli ultimi mesi della guerra terminò tragicamente la parabola politico-militare di Draža Mihailovic e dei suoi cetnici; egli in questa fase finale del conflitto era entrato in collegamento con ufficiali tedeschi e aveva anche trasmesso, senza alcun risultato, le proposte di resa presentate dal generale Löhr ai comandi militari alleati in Italia. Mihailović e i suoi uomini dopo l'evacuazione della Serbia, avevano trovato rifugio nell'inverno 1944-45 in Bosnia, vicino Tuzla, dopo aver aspramente combattuto in Bosnia contro gli ustaša croati. I cetnici erano indeboliti da un'epidemia di tifo petecchiale e anche Mihailovic era in precarie condizioni di salute; inoltre mentre Pavle Djurišić intendeva proseguire verso nord-ovest per cercare di raggiungere l'Istria e la Slovenia ed entrare in contatto con gli anglo-americani, Draža era deciso a ritornare a sud per rientrare in Serbia.
Alla fine le formazioni cetniche si divisero: Djurišić guidò i suoi uomini verso la Slovenia e l'Istria ma venne attaccato dagli ustasa croati e fu catturato e ucciso insieme alla maggior parte dei soldati; Mihailovic invece scese verso sud in direzione della Drina. Dopo qualche successo, i suoi cetnici furono accerchiati dalle formazioni partigiane nella regione del Zelen Gora e, bersagliati dagli attacchi aerei, vennero annientati. Quest'ultima battaglia fu particolarmente sanguinosa: i partigiani non fecero prigionieri e uccisero spietatamente la maggior parte dei loro nemici; caddero 7 000 cetnici mentre Mihailovic riuscì a fuggire con solo 400 superstiti. In questa fase caddero anche altri capi cetnici che avevano seguito Mihailović, tra cui Dragutin Keserović che dopo una drammatica fuga, arrivò completamente solo fino oltre la Drina dove, affamato ed esausto, il 5 giugno 1945 venne catturato dai partigiani e ucciso.
Nella primavera 1946, Mihailović, rimasto con pochissimi seguaci, denutrito e quasi cieco, venne infine catturato dall'OZNA e portato a Belgrado dove, dopo essere stato curato adeguatamente, venne sottoposto a processo dal nuovo stato jugoslavo comunista, condannato a morte per tradimento e fucilato il 17 luglio 1946.

## Bilancio e conclusione

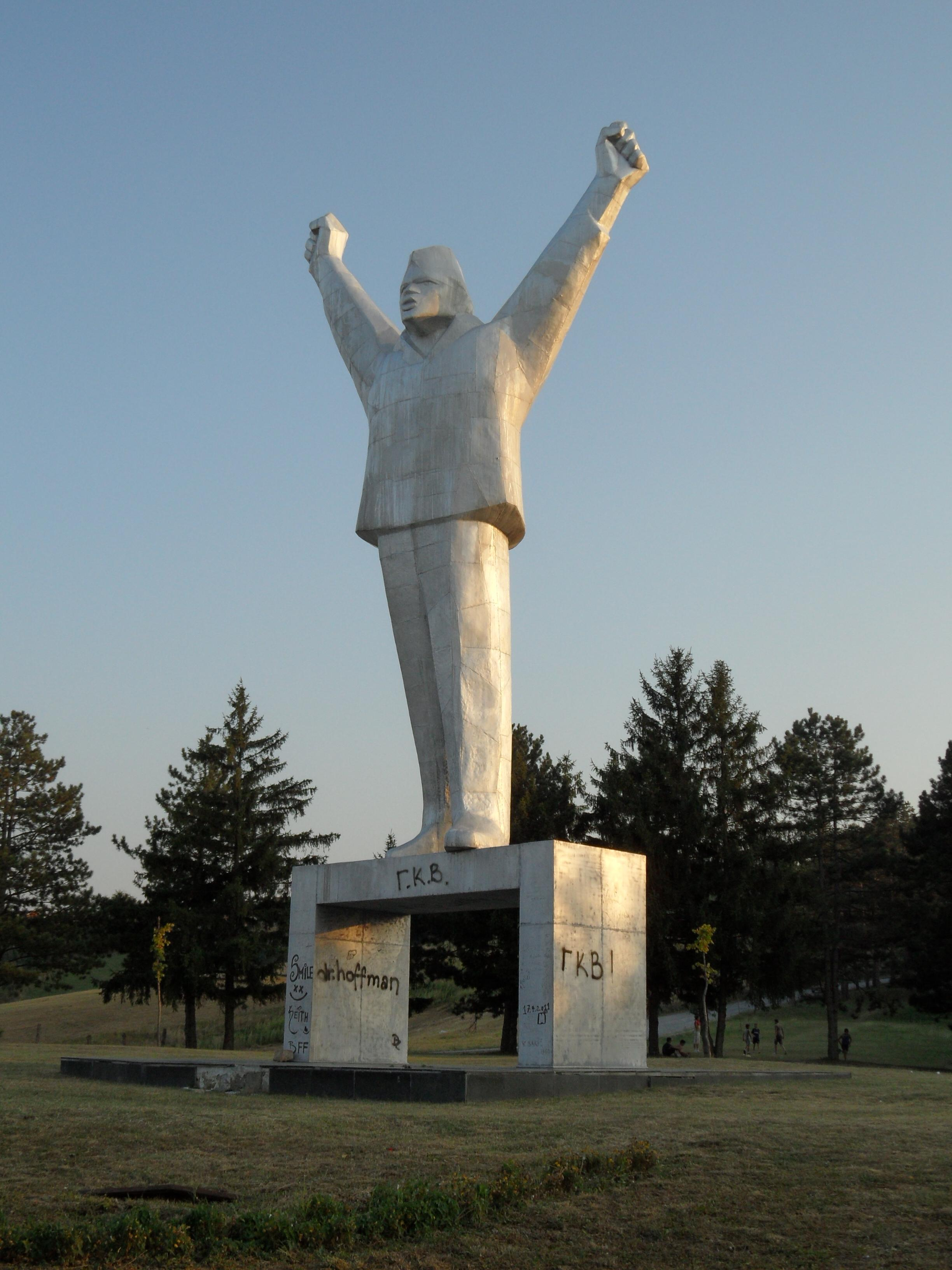
La statua dedicata al partigiano Stjepan Filipović a Valjevo

### Perdite jugoslave
Nelle sue memorie Milovan Đilas riprende le cifre ufficiali delle fonti jugoslave e afferma che le perdite totali dei popoli della Jugoslavia nel corso della seconda guerra mondiale sarebbero state di circa 1,7-1,8 milioni di persone; questo dato comprenderebbe tutte le perdite, comprese le vittime della guerra civile e delle repressioni comuniste immediatamente dopo la fine del conflitto; sarebbero considerati in questo dato anche i morti nei campi di concentramento tedeschi e croati, e le vittime tra la popolazione. Secondo Đilas, i partigiani jugoslavi di Tito ebbero almeno 305 000 morti nei cinque anni di guerra contro l'occupante e i collaborazionisti.
Le fonti occidentali riportano cifre meno elevate e affermano che le vittime jugoslave della guerra furono di circa 1 milione di persone tra combattenti e civili; secondo gli autori tedeschi le truppe della Wehrmacht sarebbero responsabili da sole dell'uccisione di circa 300 000-350 000 persone, di cui circa un terzo tra la popolazione civile estranea alla guerra partigiana contro l'occupante. Il numero dei morti causati dalla guerra civile e dagli odi interetnici e religiosi fu elevatissimo; lo Stato indipendente croato sarebbe stato responsabile della morte di 500 000 serbi, 25 000 ebrei e 20 000 rom, mentre i cetnici uccisero in totale almeno 65 000 persone, in maggioranza musulmani e croati, nel corso dei quattro anni di guerra.

### Perdite tedesche
Lo storico jugoslavo Jovan Marianović afferma che le forze armate delle potenze dell'Asse subirono pesanti perdite nel corso dei quattro anni di guerra in Jugoslavia. Egli calcola che in totale furono circa 450 000 i militari nemici morti, feriti e prigionieri; inoltre i partigiani dell'Esercito popolare avrebbero catturato, soprattutto nella fase finale della guerra, 4 600 cannoni, 928 carri armati, 20 000 mezzi motorizzati, 300 aeroplani, 500 000 fucili e 13 000 mitragliatrici.
Secondo l'elenco delle vittime tedesche citato dal quotidiano britannico The Times il 30 luglio 1945, compilato sulla base di documenti trovati tra gli effetti personali del generale Hermann Reinecke, capo del Dipartimento delle Pubbliche Relazioni del Comando tedesco, le perdite totali dei tedeschi nei Balcani furono pari a 24 000 morti e 12 000 dispersi. Non vi sono dati riguardo al numero dei feriti. La maggior parte delle vittime sono decisamente riconducibili al teatro jugoslavo.

## Film riguardanti il Fronte jugoslavo (1941-1945)
- Jovanka e le altre (5 Branded Women), regia di Martin Ritt (1960)
- La battaglia della Neretva (Bitka na Neretvi), regia di Veljko Bulajić (1969)
- Forza 10 da Navarone (Force 10 from Navarone), regia di Guy Hamilton (1978)